# Hollókő-Ófalu védett falurész

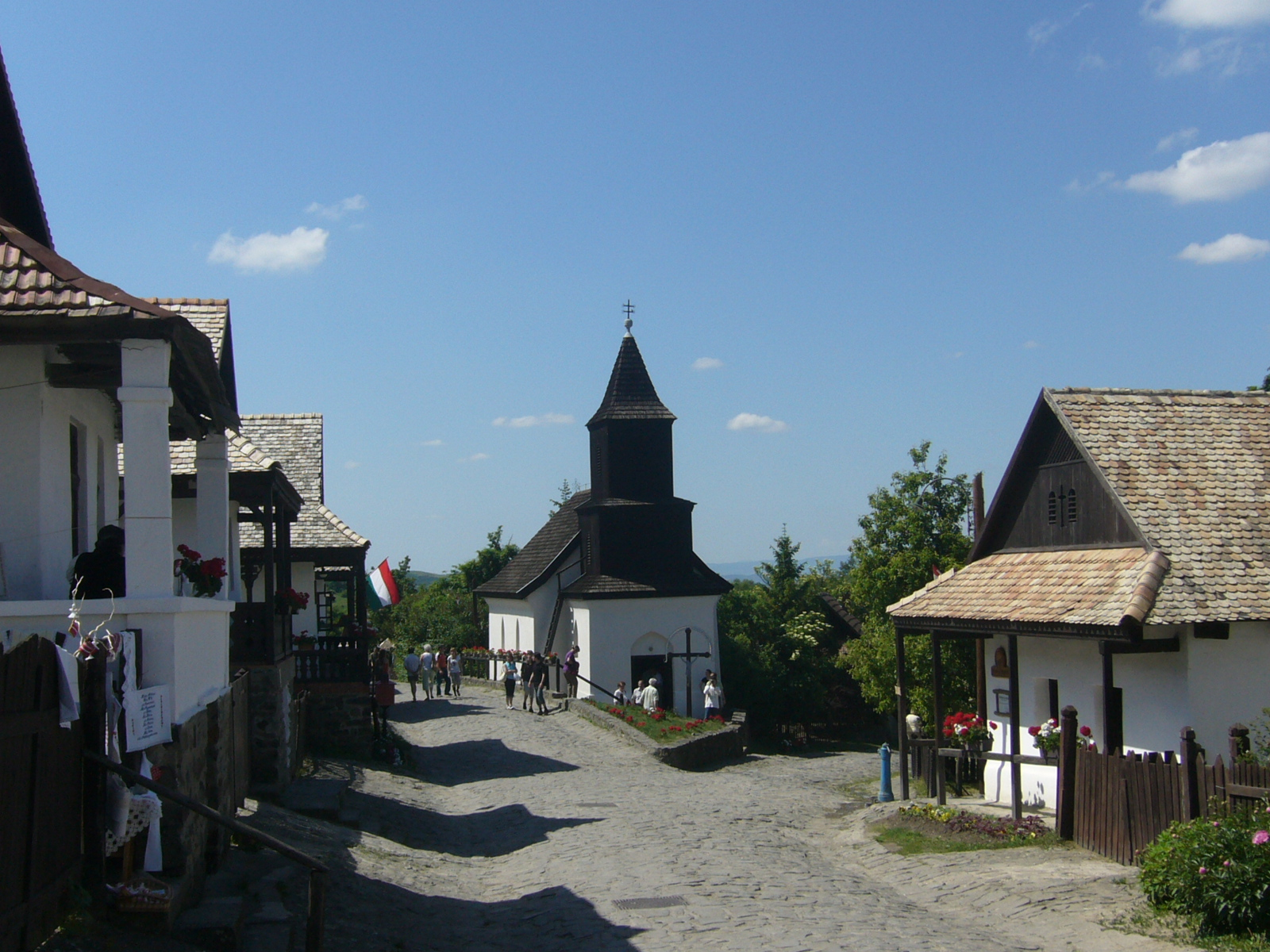
Hollókő-Ófalu a világörökség része

A hollókői faluegyüttest, vagy más néven  a védett falurészt 1987-ben vette  fel az UNESCO a kulturális és természeti világörökség listájára. Közép-Európa legjobb állapotában megőrzött népi építészeti stílusát tükrözi a község ófalui része. Ófaluban 56 védett lakóépület áll.

## Létrejötte
A régi palócház fából, alapozás nélkül épült a 17. század végéig. Az épületet kívül és belül sárral tapasztották. A hagyományos faluszerkezethez az 1909 és 1911 közötti ház átépítések is igazodtak. Kőalapra épültek, vályogfalú, szarufás cserépzsindelyes épületek.
A település fellendülését az 1909 évi tűzvész okozta, mert szinte minden ház leégett. Ezután a házakat újjá kellett építeni.
Lakóházai faoszlopos tornácokkal, homloktornácaikkal és más palóc  építészeti jegyekkel páratlan értéket képviselnek. A házak általában 3 helyiségből, ritkábban kettőből állnak. A ház hátsó sarkában téglából vagy vályogból rakott masinát és a kémény előtti korban használt tüzelőberendezést - a keskeny füstterű indófnit ma már szinte nem lehet megtalálni. A 20. században kő alapra vályogból falazott, földes padlójú házakban éltek. Ugyanilyen volt a házzal egybeépített kamra szerkezete is. A szarufás, kötőgerendás tetőszerkezetű és a régi palóc háztípusra utaló építkezés Hollókőn az 1950-es évek közepéig szinte változatlanul fennmaradt. A hollókői telkek újabb keletű tartozéka a hombárral összeépített nyári konyha – nyeregtetős és cserépzsindellyel fedett építmény ez is. A pitvar tüzelőberendezéseinek elbontása után a kenyérsütő kemence az udvarra került ki. A lapos kövekkel burkolt udvarok tartozéka volt még a nyitott oldalú, faoszlopokon álló fásszín és a fapallókból faragott keresztfejes kávájú boronakút.

## Népi építészete
A népi építészeten belül több táji, etnikai vonás sűrűsödik a palóc lakóházakban, amely erős rokonságot mutat a szláv régió házaival is. Az utcára néző homlokzat háromszögbe zárt részének, az oromzatnak az anyaga és díszítésmódja éppúgy sajátos Palócföldön, mint a 19. század második harmadától elterjedt kőoszlopos tornác, vagy a tüzelőberendezésnek az a típusa, amely egy szögletes belső tüzelésű és kürtővel ellátott kemencéből, valamint kémény nélküli füstelvezető szerkezetből állt, amelyet a búbos kemence váltott fel.

A parasztházakban általában lakószoba, pitvar és kamra volt. Később a pitvarból az első- és hátsó szobába lehetett jutni. Az első házat aztán tisztaszobává alakították. Az udvar legnagyobb és gazdaságilag legfontosabb építménye a csűr és a pajta.
A palóc bútorok jellegzetes darabjai az ülő- vagy tároló alkalmatosságok (lóca, kisszék, vizesszék stb.) A rózsás, tornyos ágyak, a díszes faragott szekrények vagy ácsolt, festett ládák, a nagyfiókos, úgynevezett terpeszlábú asztalok ugyancsak a palóc lakásberendezés régi emlékei. A lakásokban a szentképek között gyakoriak voltak a párosával elhelyezett úgynevezett „cifratányérok”.
A hagyományos palóc házak többnyire három helyiségből állnak: a tornácról közvetlenül a pitvarba, azaz a konyhába lépett az érkező, ahonnan az utcafront felé a tisztaszoba nyílt, melyet a ház ura lakott családjával, hátrafelé pedig az éléskamra, melyben a gabonát tárolták, és ez volt az idősek hálóhelye is.

## Az egyes telkek jelenlegi állapota
A párját ritkító faluképnek volt köszönhető, hogy Hollókő védett falurésze a tájvédelmi körzettel együtt 1987-ben a világörökség részévé vált. Az Országos Műemléki Felügyelőség már 1961-ben elkészítette első javaslatát a falu műemléki védelmére. Ebben kijelölte a  védett terület határait. Ezen kívül a házak egy részénél javasolta a mai kor igényeit kielégítő funkciók beépítését is. A szentendrei skanzennel ellentétben a házak nagyrészt lakottak, ezzel is védve a házak állagát. A védett házak egy részébe intézmények is beköltöztek.
Az alábbiakban a 2010-es állapotot ismertetjük.

### Kossuth út 46., Pajtakert

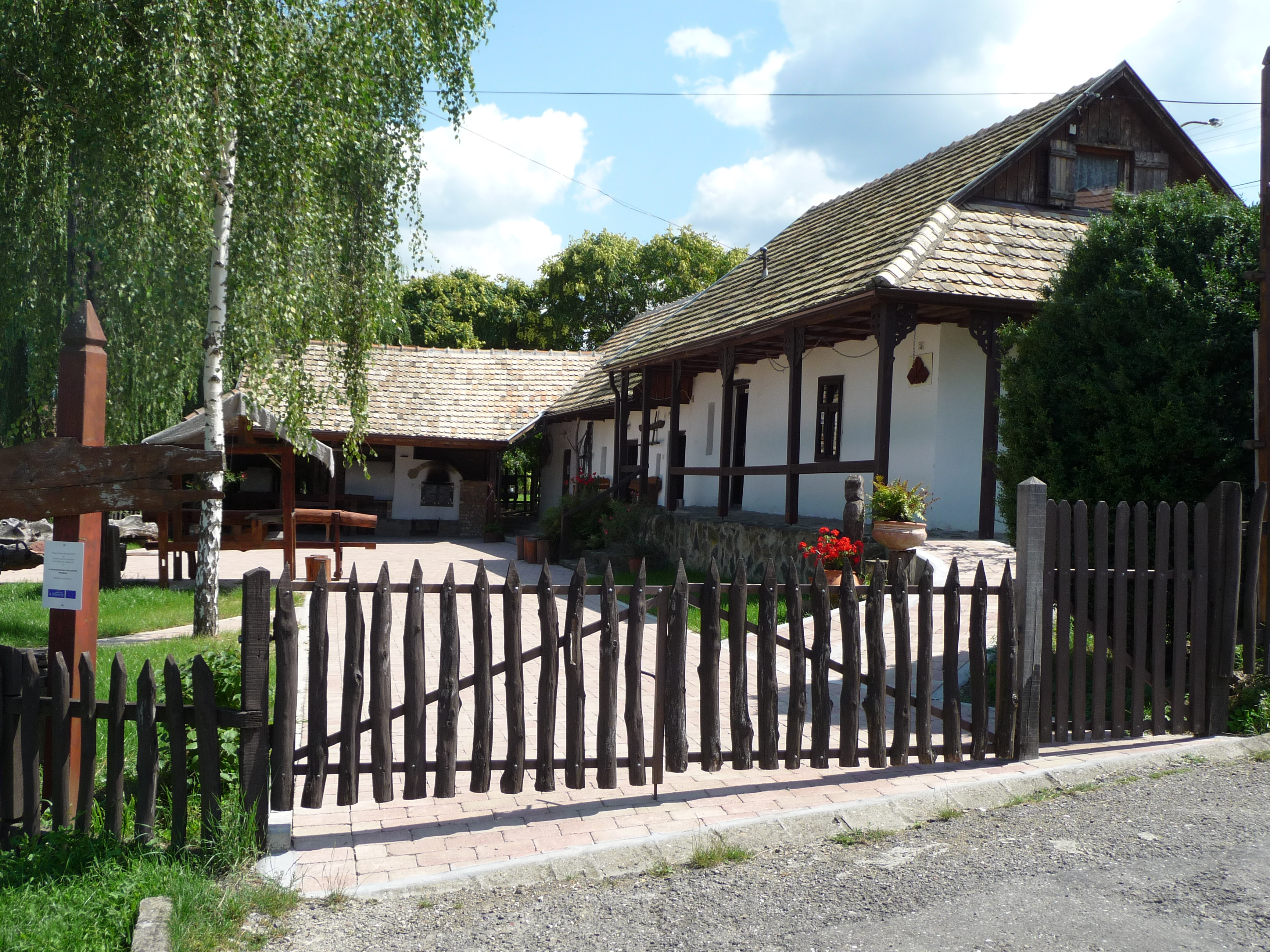
Kossuth út 46., Pajtakert

Az Ófalu bejáratánál, az egykori pajták helyén szabadtéri programokat tartanak. A különböző népies rendezvényeket az egybenyitott egykori lakóházakban szervezi a Pajtakert programiroda. Itt alakították ki a Pajtakert Galériát is, amiben időszakos kiállításokat rendeznek.

### Kossuth út 47.
- Orvosi rendelő

Az 1970-ben felavatott rendelőt a Petőfi utcából költöztették át a Kossuth út 47-be.

### Kossuth út 53.
- Egykori lakóház

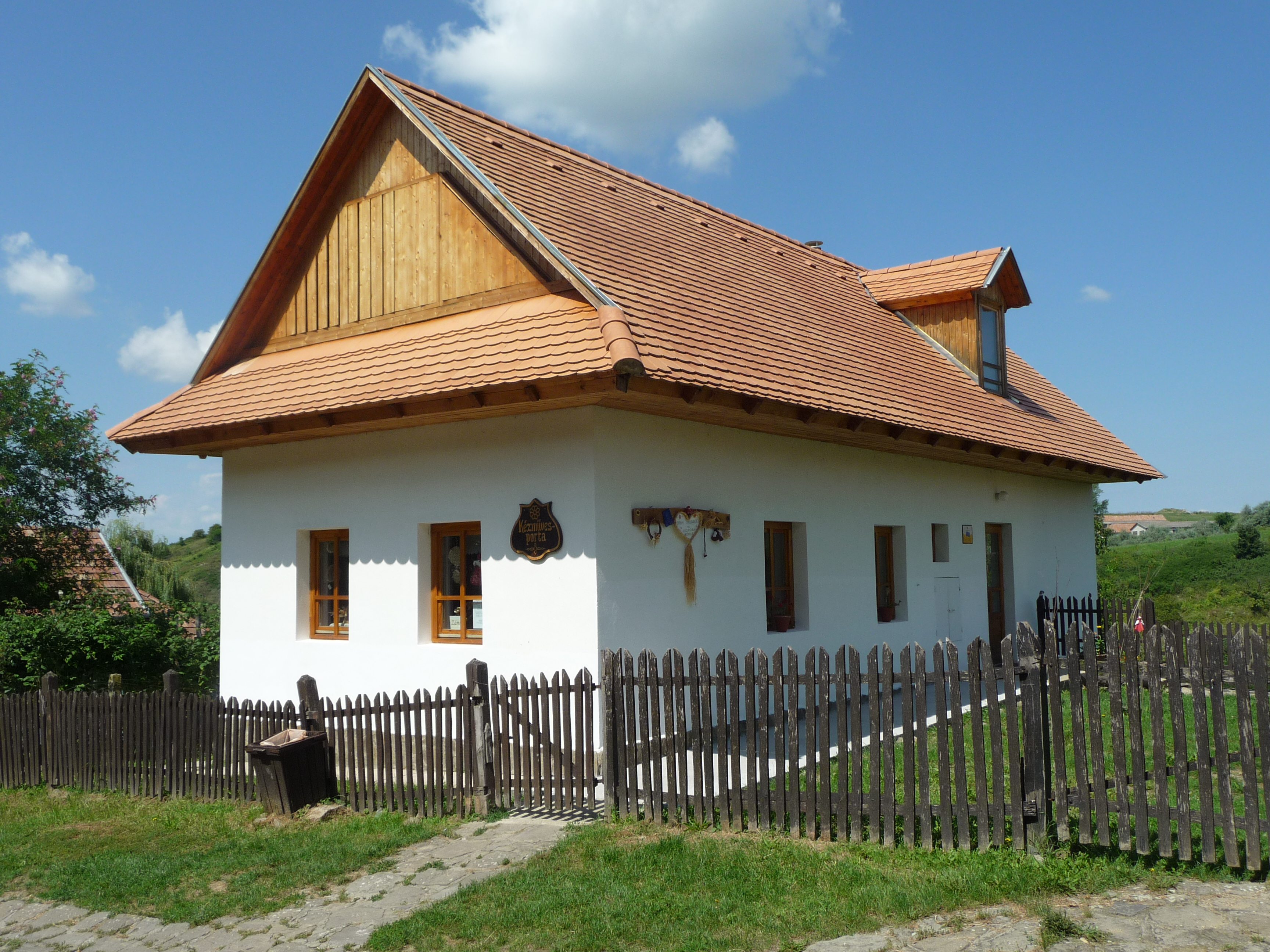
Kossuth út 53.

Az épületben jelenleg a Kézművesporta nevű kézműves műhely és népi játszóház üzemel. A nyitvatartási időben díjmentesen látogatható műhelyben még megtekinthetőek régi népi kézműves kismesterségeink, mint a  bőrfonás, csuhézás, csipkeverés, gyékényezés, gyertyakészítés, gyöngyfűzés, nemezelés, textilfestés, papírmerítés, raffiafonás és rongybabakészítés. A műhelyben nemcsak nézelődni lehet, ha valaki kedvet kap az alkotáshoz, több mint egy tucat foglalkozásból választhat, és tanulhat kézműveskedni. A porta udvarán lehetőség van különböző népi ügyességi játékok kipróbálására is. 
A Kézművesportán kizárólag helyben előállított, népi kézműves termékeket lehet vásárolni.

### Kossuth út 57.
- Egykori lakóház

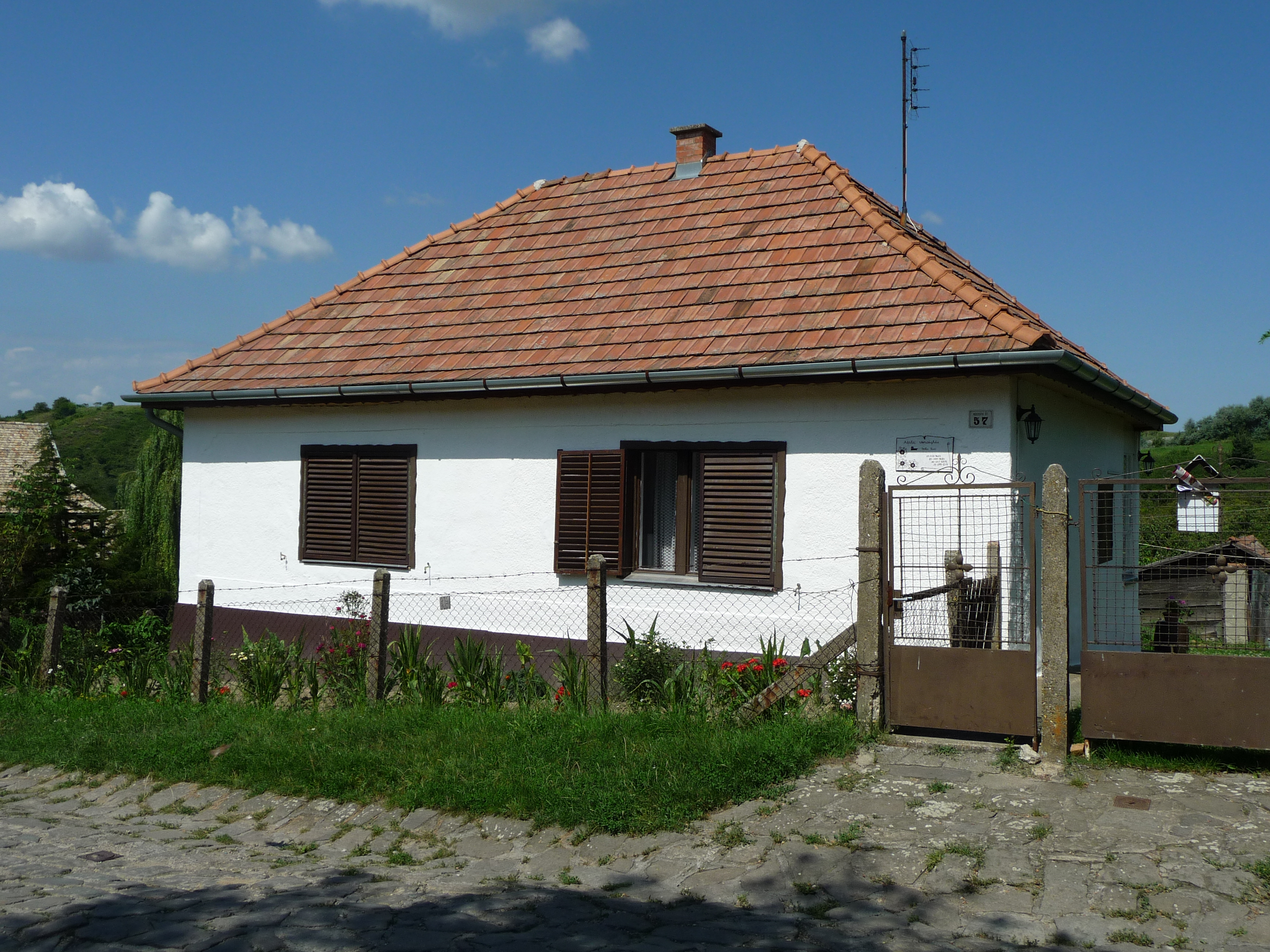
Kossuth út 57.

Az épület jelenleg Attila vendégház néven falusi vendéglátó hely.

### Kossuth út 58.

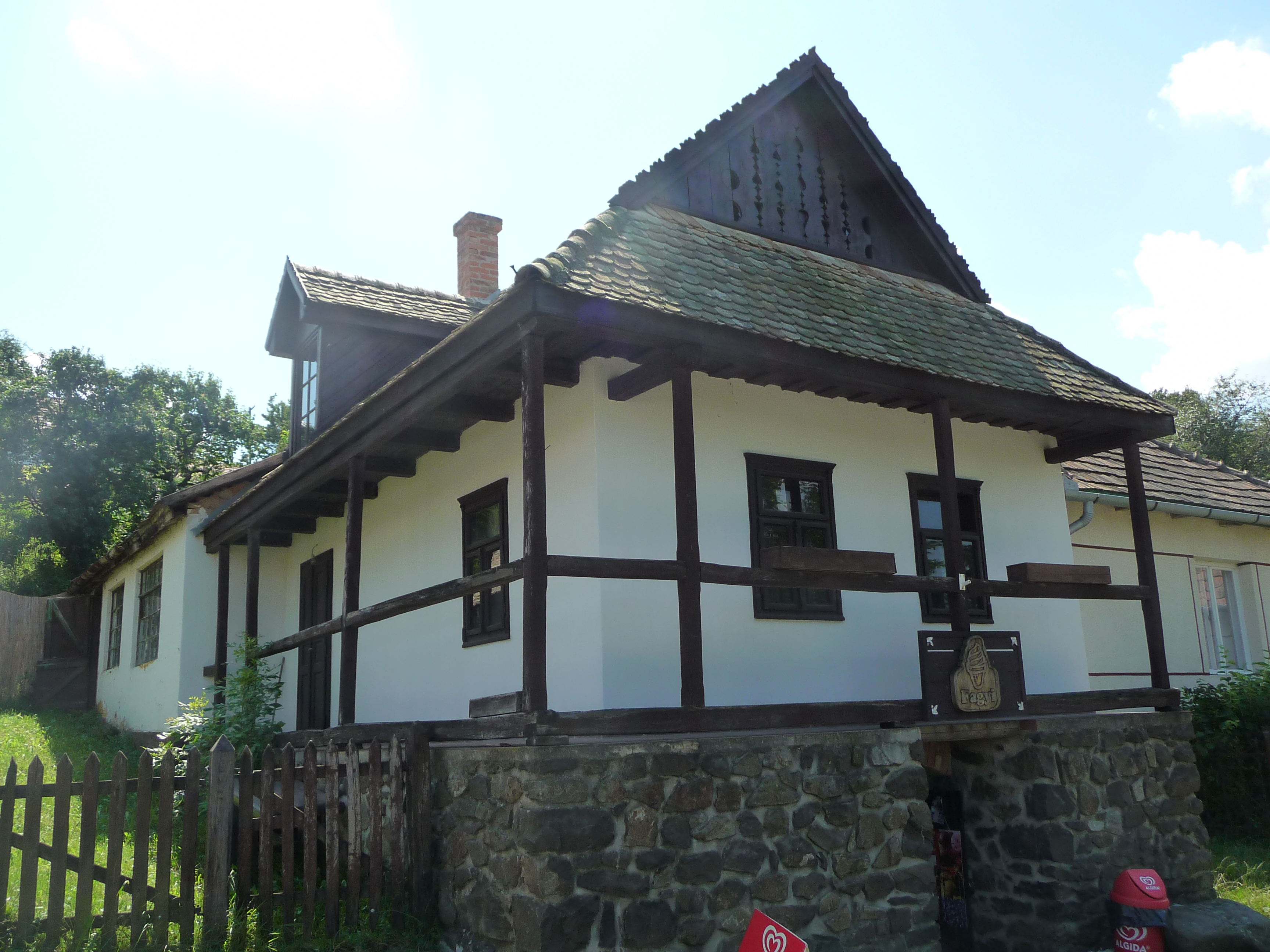
Kossuth út 58.(?)

- Egykori lakóház

### Kossuth út 61.
- Egykori lakóház

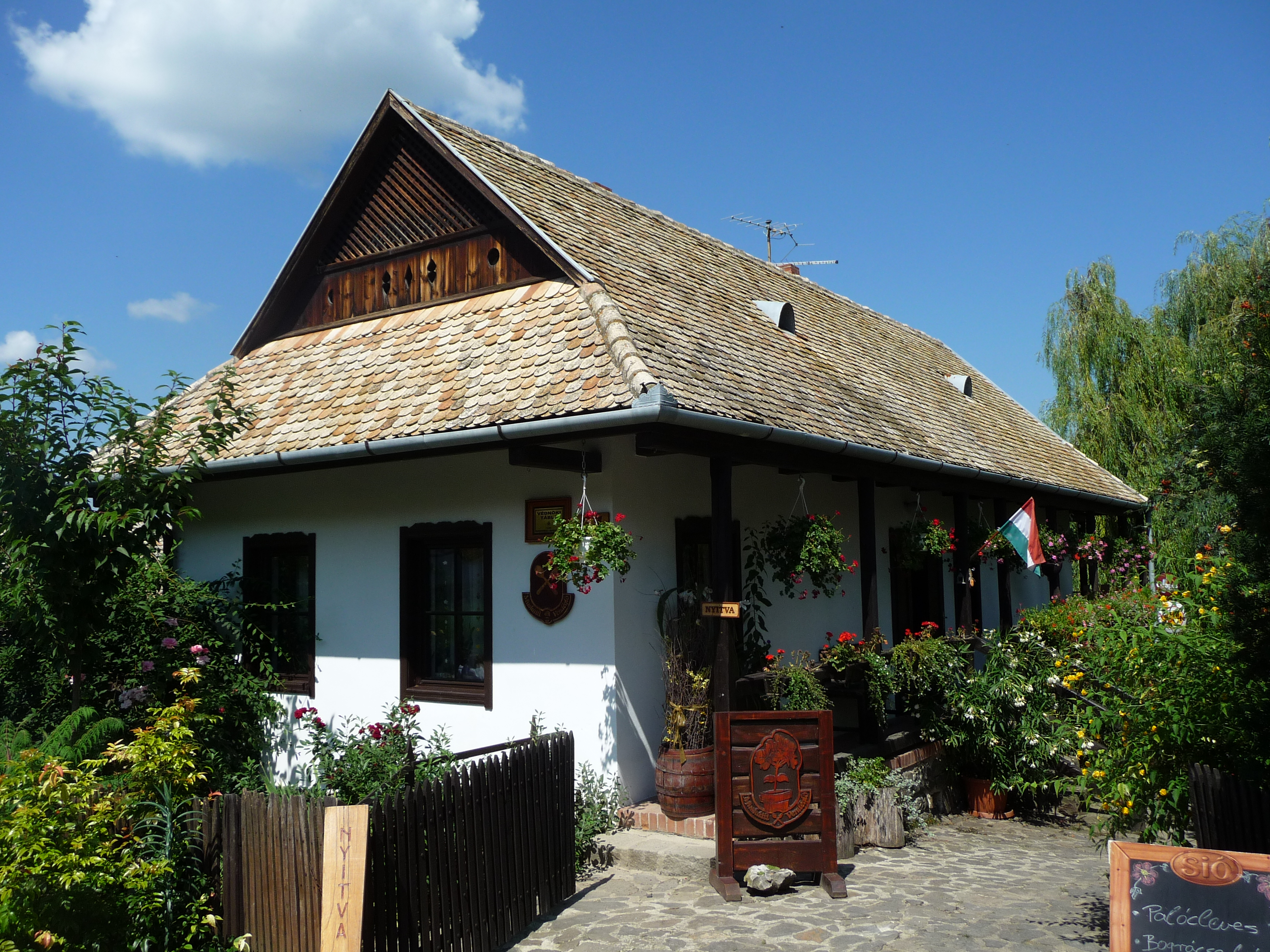
Kossuth út 61.

Az épületben jelenleg a Muskátli vendéglő üzemel.

### Kossuth út 62., hrsz.:62.
- Egykori lakóház

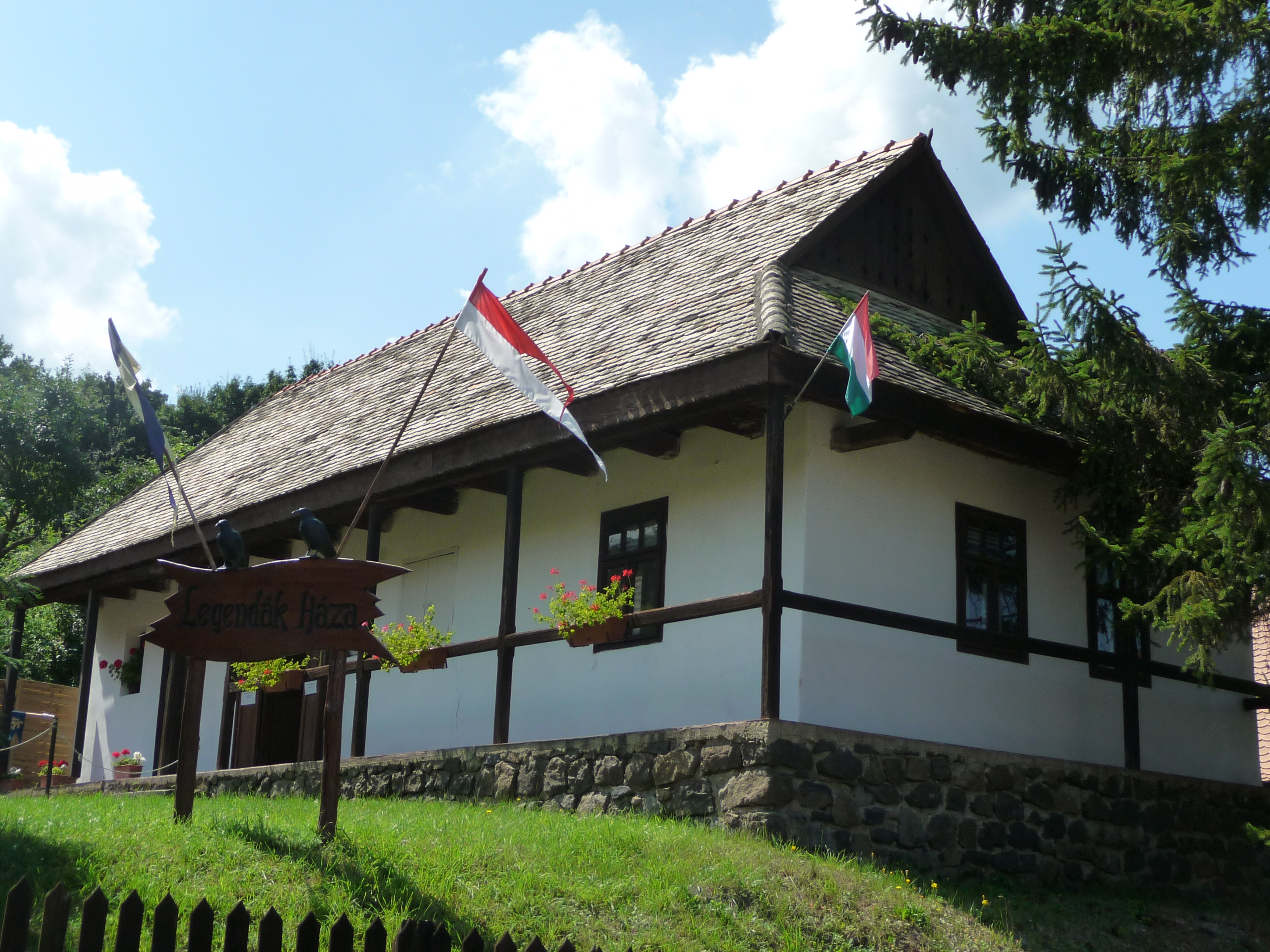
Kossuth út 62.

A népi jellegű lakóházat 1867 előtt építették. 1926-ban leégett, a tűzvész után helyreállították. A fésűsen beépített telken az utcavonaltól néhány méterre álló, kő lábazatos épület három részre osztott, szoba–konyha–kamra elrendezéssel. Utcai és udvari homlokzatán faoszlopos tornác. Teteje csonkakontyos, az orom síkja a homlokzat mögött helyezkedik el. Cseréppel fedett, fehérre meszelt, a mennyezete gerendás.
Az épületben rendezte be a Legendák Háza Egyesület a Legendák háza panoptikumát. Hollókő legendái közül négyet:
- a vár építését,
- Csák Máté kincsének elrejtését,
- a várból kivezető alagútrendszer és
- a környékbeli híres bajvívások történetét

mutatják be viaszbábokkal és tájékoztató táblákkal.
A játékos kedvű látogatók egy történelmi és helyismereti kérdésekből összeállított „Legendás expedíció” című feladatsort is megoldhatnak Hollókőről.
A korabeli hangulatot középkori énekek és táncok zenei aláfestése fokozza.
Nyitva naponta 10:00–17:00

### Kossuth út 64., hrsz.:61.
- Lakóház

A népi jellegű lakóházat 1867 után építették. 1909-ben leégett, a tűzvész után helyreállították. A fésűsen beépített telken álló, kő lábazatos épület öt részre osztott, szoba–konyha–szoba–kamra–istálló elrendezéssel. Utcai és udvari homlokzatán faoszlopos tornác. Az utcai szoba ablakai közepes, a hátsó szoba ablakai kis méretűek. Teteje csonkakontyos, az orom síkja a homlokzat mögött helyezkedik el. Cseréppel fedett, fehérre meszelt, a mennyezete gerendás.

### Kossuth út 65., hrsz.:345.
- Egykori lakóház

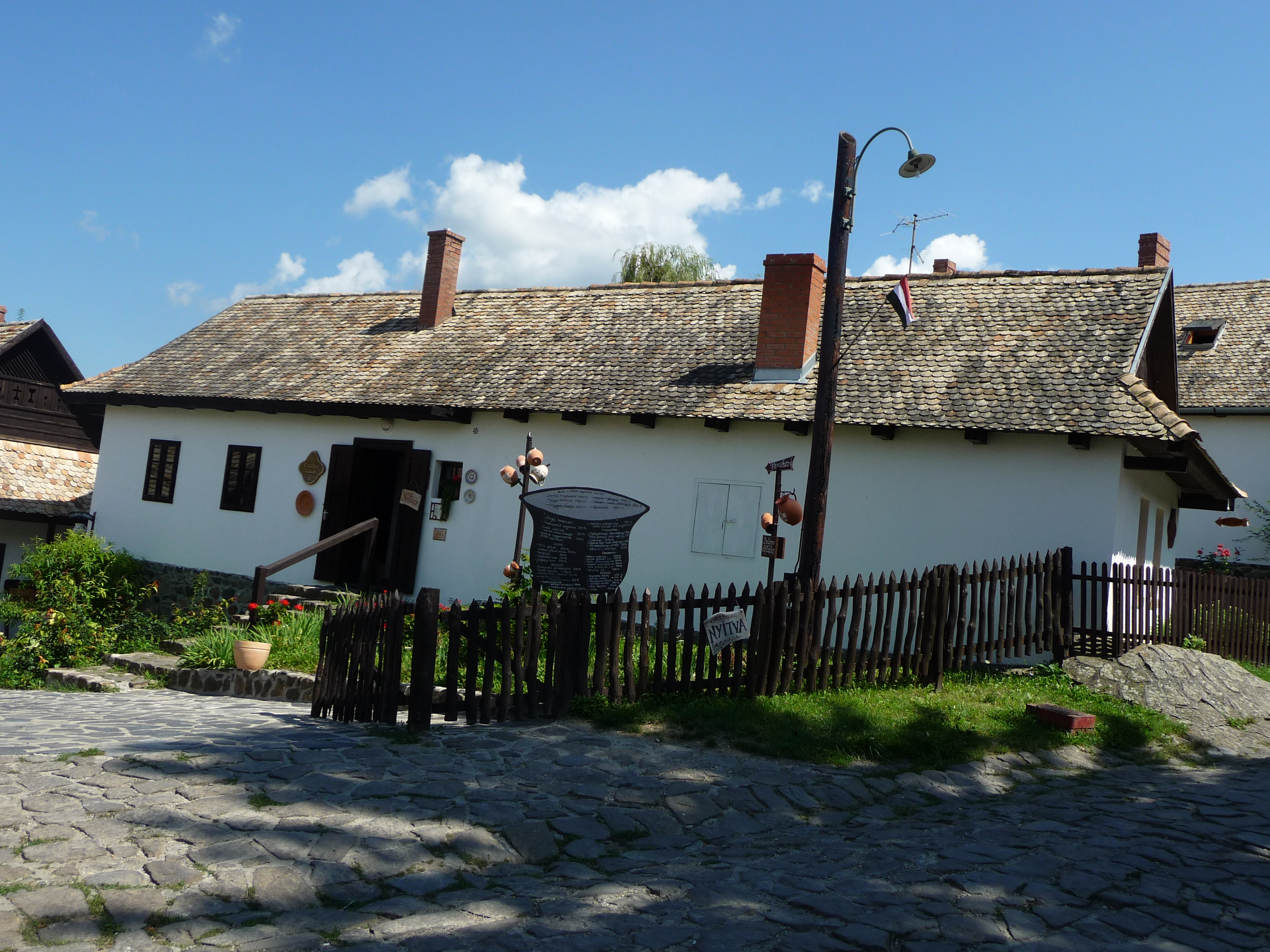
Kossuth út 65.

A népi jellegű lakóházat 1867 előtt építették. Eredetileg az utcavonaltól beljebb állt, előtte pedig az utca vonalával párhuzamos ház állt – a keresztben álló épület sorsa ismeretlen. A belső ház 1909-ben és 1926-ban is leégett, Mindkét tűzvész után helyreállították, 1926-ban bővítették is – azóta az utca vonalán kezdődik.
A fésűsen beépített telken álló épület négy részre osztott, szoba–konyha–kamra–szoba elrendezéssel. Teteje csonkakontyos, az orom síkja a homlokzat mögött helyezkedik el. Cseréppel fedett, fehérre meszelt, a mennyezete gerendás.
Az épület középső részén fazekasműhelyt és -boltot rendeztek be, utcai frontján fakanalas üzemel.

### Kossuth út 66.
- Egykori lakóház

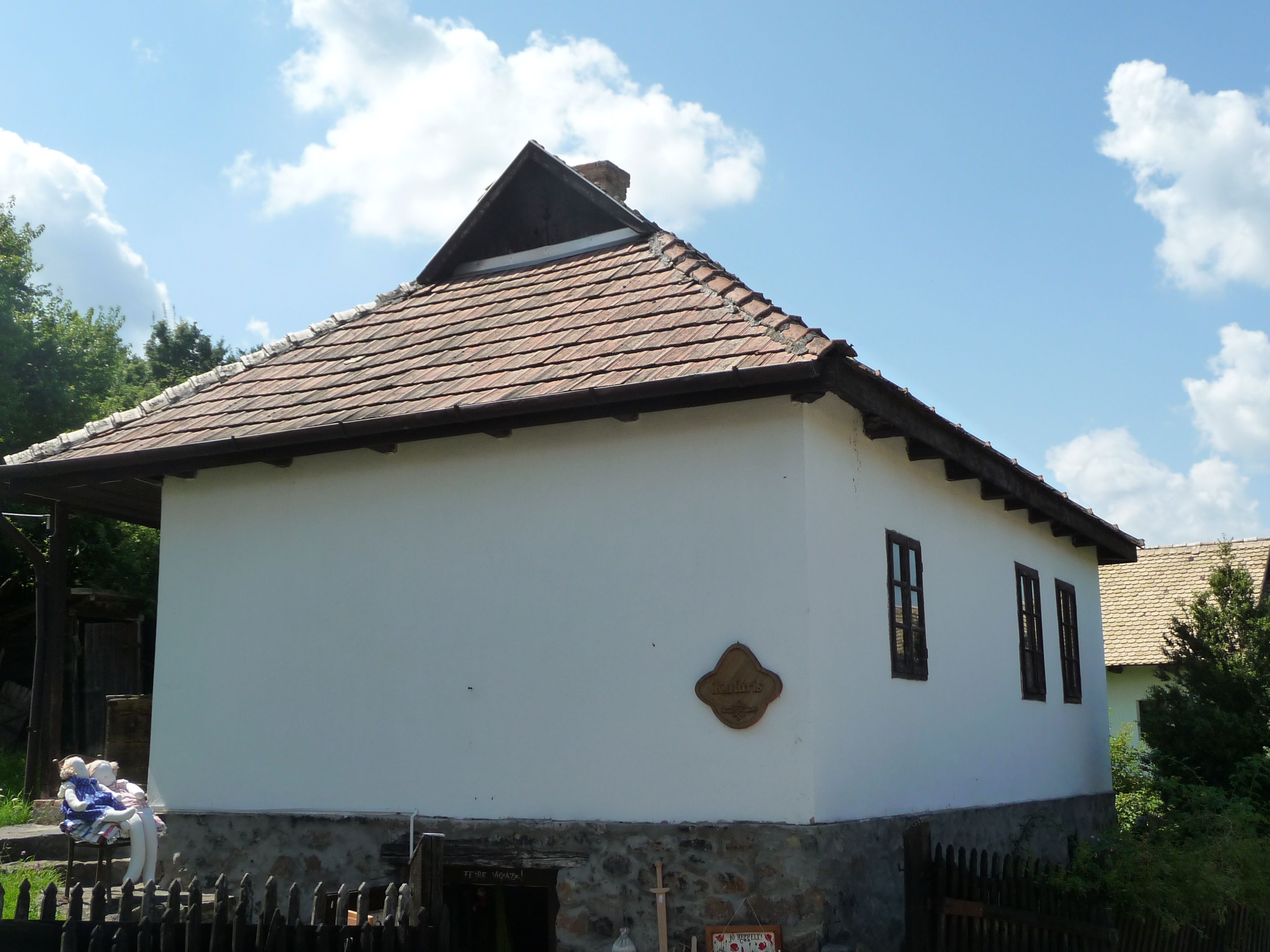
Kossuth út 66.

Az épületben jelenleg a Kaláris kézműves bolt üzemel.

### Kossuth út 67., hrsz.:350.

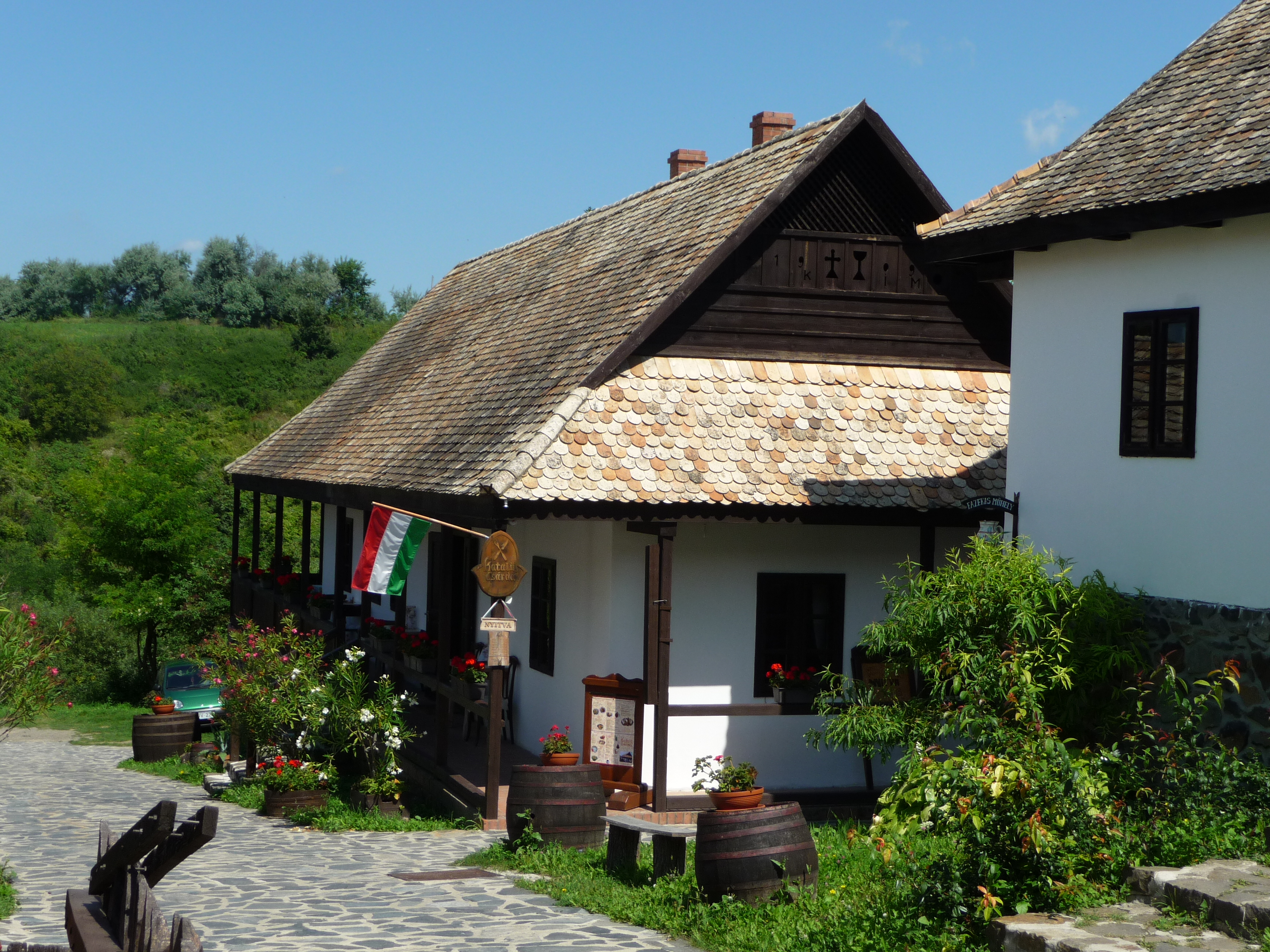
Kossuth út 67.

- Egykori lakóház, a Kossuth utcai belső házsor második tagja.

A népi jellegű épület építésének éve ismeretlen. A fésűsen beépített telken álló, kő lábazatos épület négy részre osztott,  szoba–konyha–szoba–kamra elrendezéssel. Három oldalán faoszlopos, lécmellvédes tornác övezi. A tető mindkét vége csonkakontyos, helyiségei gerendásak.
A Kossuth út 67–69–71-ben a Katalin csárda üzemel.

### Kossuth út 68., hrsz.:58.
- Egykori lakóház, műemlék jellegű

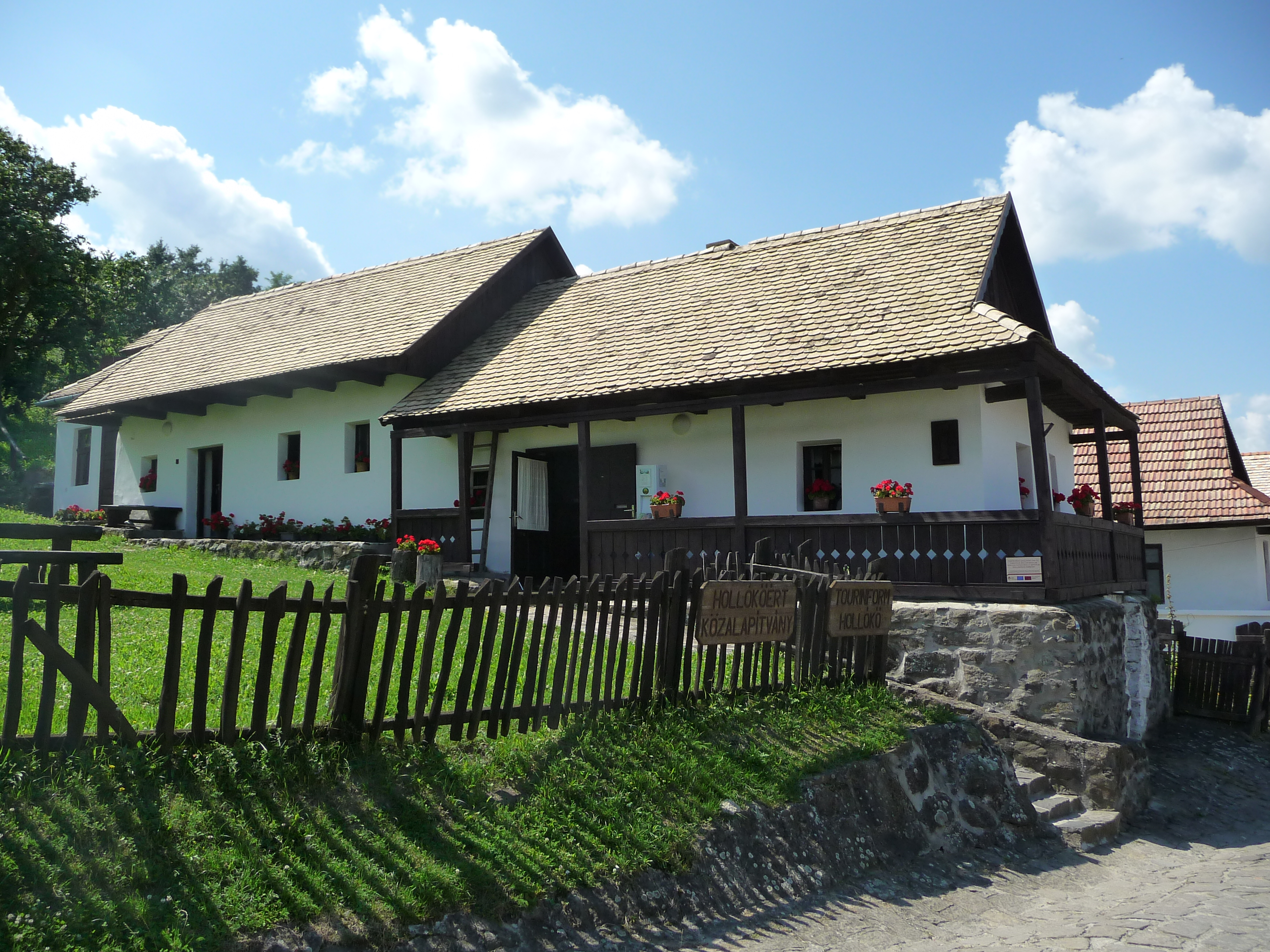
Kossuth út 68.

A népi jellegű épület építésének éve ismeretlen. A fésűsen beépített telken, utcavonalon álló, kő lábazatos épület négy részre osztott,  szoba–konyha–szoba–nyárikonyha elrendezéssel. Utcai és udvari fala mentén tornácos. Az utcai házrész a többinél alacsonyabban helyezkedik el. Teteje csonkakontyos, az orom síkja a homlokzat mögött van.
Jelenleg itt van a Hollókőért Közalapítvány és a Tourinform irodája is.

### Kossuth út 69., hrsz.:347.
- Egykori lakóház.

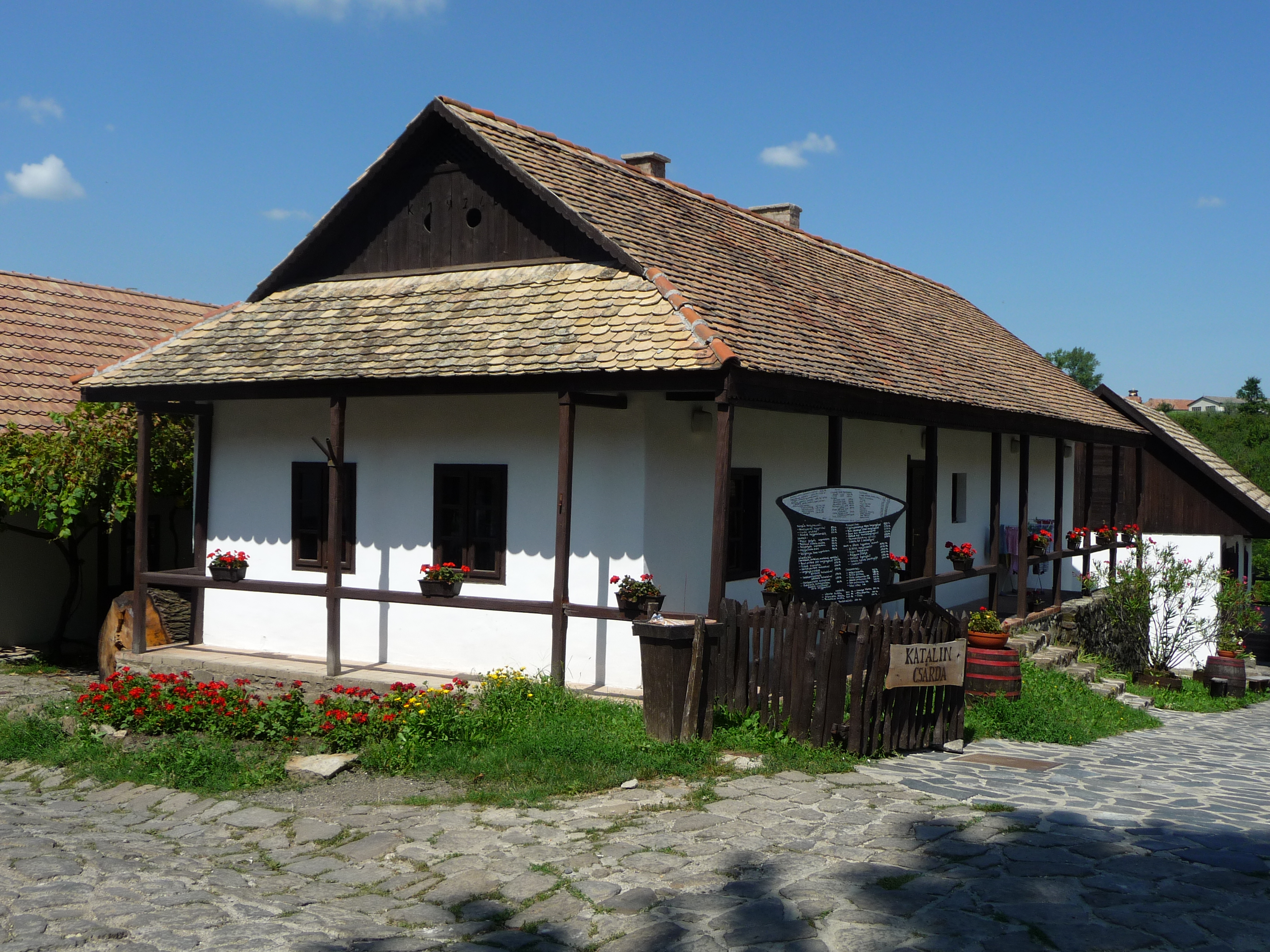
Kossuth út 69.

A népi jellegű lakóházat 1867 után építették. 1909-ben és 1926-ban is leégett, mindkét tűzvész után helyreállították. A fésűsen beépített telken, az utcavonalon álló, kő lábazatos épületet eredetileg három részre osztották, szoba–konyha–kamra elrendezéssel. Ez megmaradt a helyreállítás után is, de a kamra szintjét megemelték. Faoszlopos, korlátrudas tornácát téglával burkolták. Cseréppel fedett, fehérre meszelt, a mennyezete gerendás.
A Kossuth út 67–69–71-ben a Katalin csárda üzemel.

### Kossuth út 70., hrsz.:57.
- Lakóház, műemlék jellegű

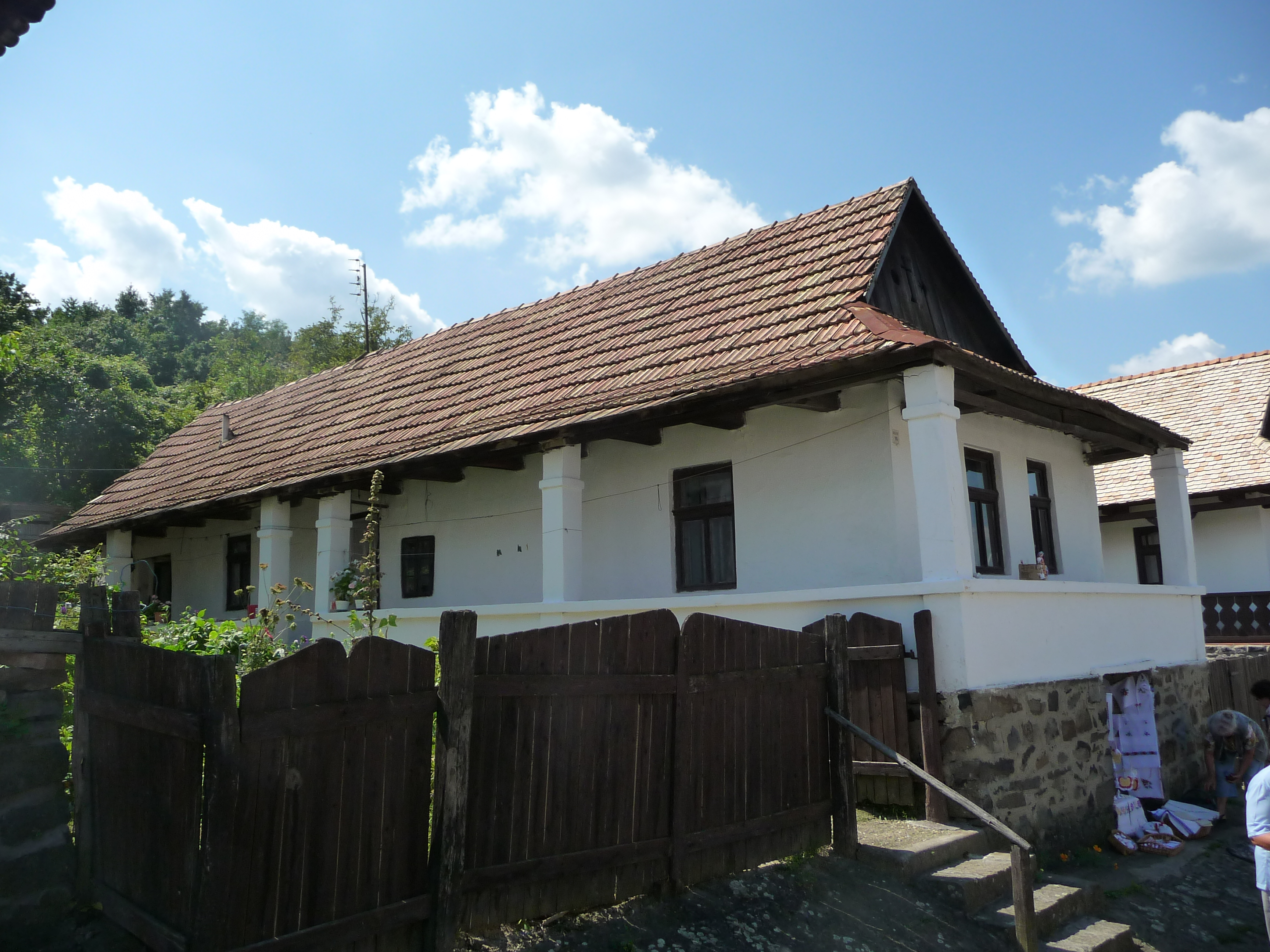
Kossuth út 70.

A népi jellegű lakóházat 1867 előtt építették. A fésűsen beépített telken az utca vonalán álló, téglapilléres, alápincézett épület négy részre osztott, szoba–konyha–szoba–istálló elrendezéssel. Tornáca téglamellvédes, a főhomlokzat két sarkán egy-egy, beljebb további négy pillérrel. Teteje csonkakontyos, az orom síkja a fal fölött áll. Cseréppel fedett, falait fehérre meszelték.

### Kossuth út 71., hrsz.:360.
- Lakóház

A népi jellegű, kő lábazatos lakóház a csoportos telkek belső sorában megmaradt épületek egyike. 1928-ban építették. Öt részre osztott, szoba–konyha–kamra–istálló–istálló elrendezéssel. Teteje csonkakontyos, az oromzat a falsík mögött helyezkedik el. Cseréppel fedték, a falait fehérre meszelték.
A Kossuth út 67–69–71-ben a Katalin csárda üzemel.

### Kossuth út 72., hrsz.:56.
- Lakóház, műemlék jellegű

A népi jellegű lakóházat 1890 körül építették. A fésűsen beépített telken, az utcavonalon álló, az udvar felé egyre alacsonyabb kő lábazatos épületet öt részre osztották, szoba–konyha–szoba–kamra–istálló elrendezéssel. Ez megmaradt a helyreállítás után is, de a kamra szintjét megemelték. Faoszlopos tornácát fűrészelt díszű deszka mellvéddel látták el. Teteje csonkakontyos, az oromzat a homlokzati fal síkjában helyezkedik el. Cseréppel fedett, fehérre meszelt, a mennyezete gerendás.

### Kossuth út 73., hrsz.:361.
- Lakóház

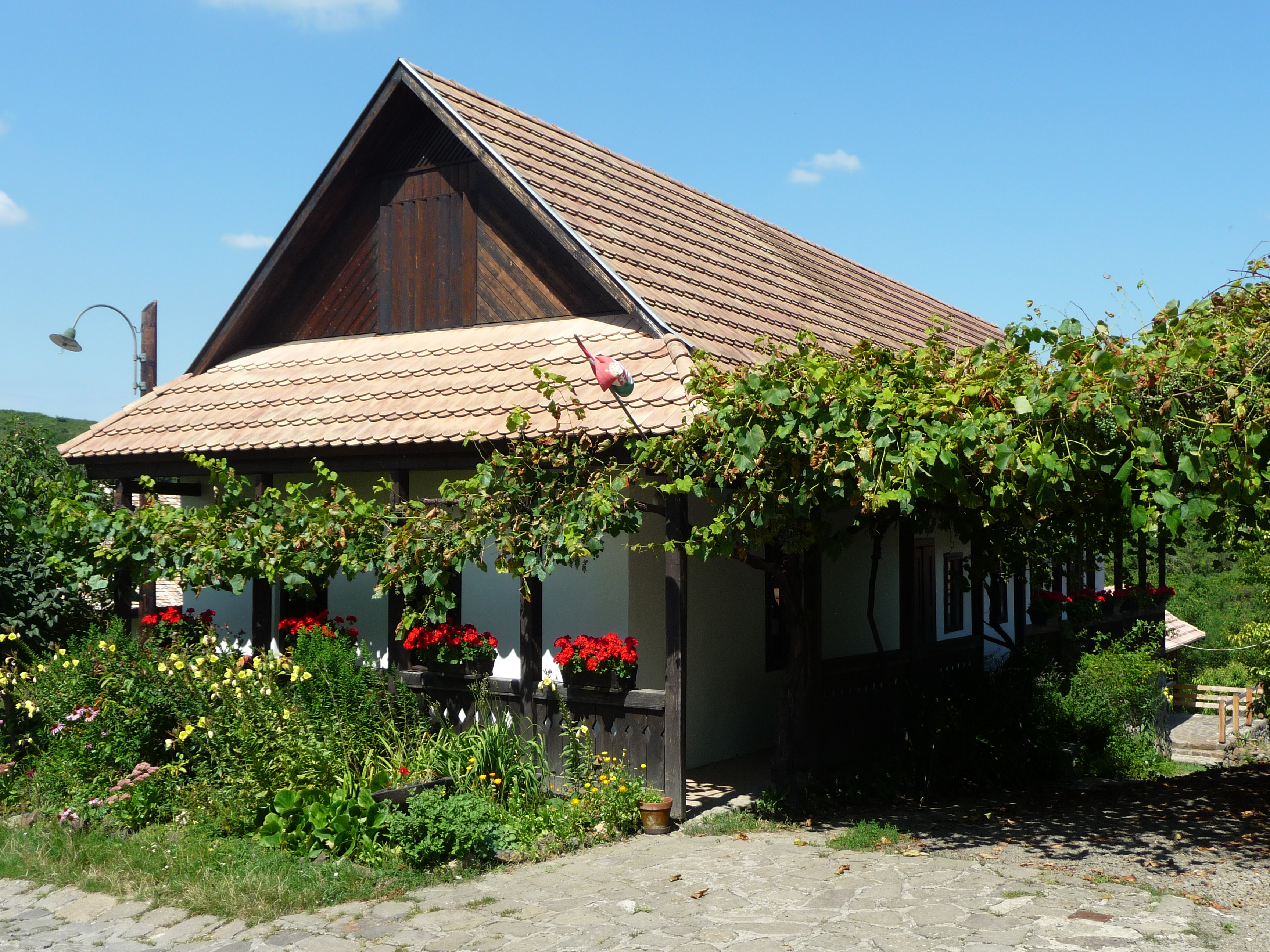
Kossuth út 73.

A népi jellegű lakóházat 1867 előtt építették. A fésűsen beépített telken az utcavonaltól néhány méterre álló, kő lábazatos épület négy részre osztott, szoba–konyha–szoba–kamra elrendezéssel. Három oldalról faoszlopos, lécmellvédes korlát veszi körül. Teteje csonkakontyos, az orom síkja a falsík felett áll. Cseréppel fedett, fehérre meszelt, a mennyezete gerendás.

### Kossuth út 74., hrsz.:54.
- Egykori lakóház, műemlék jellegű

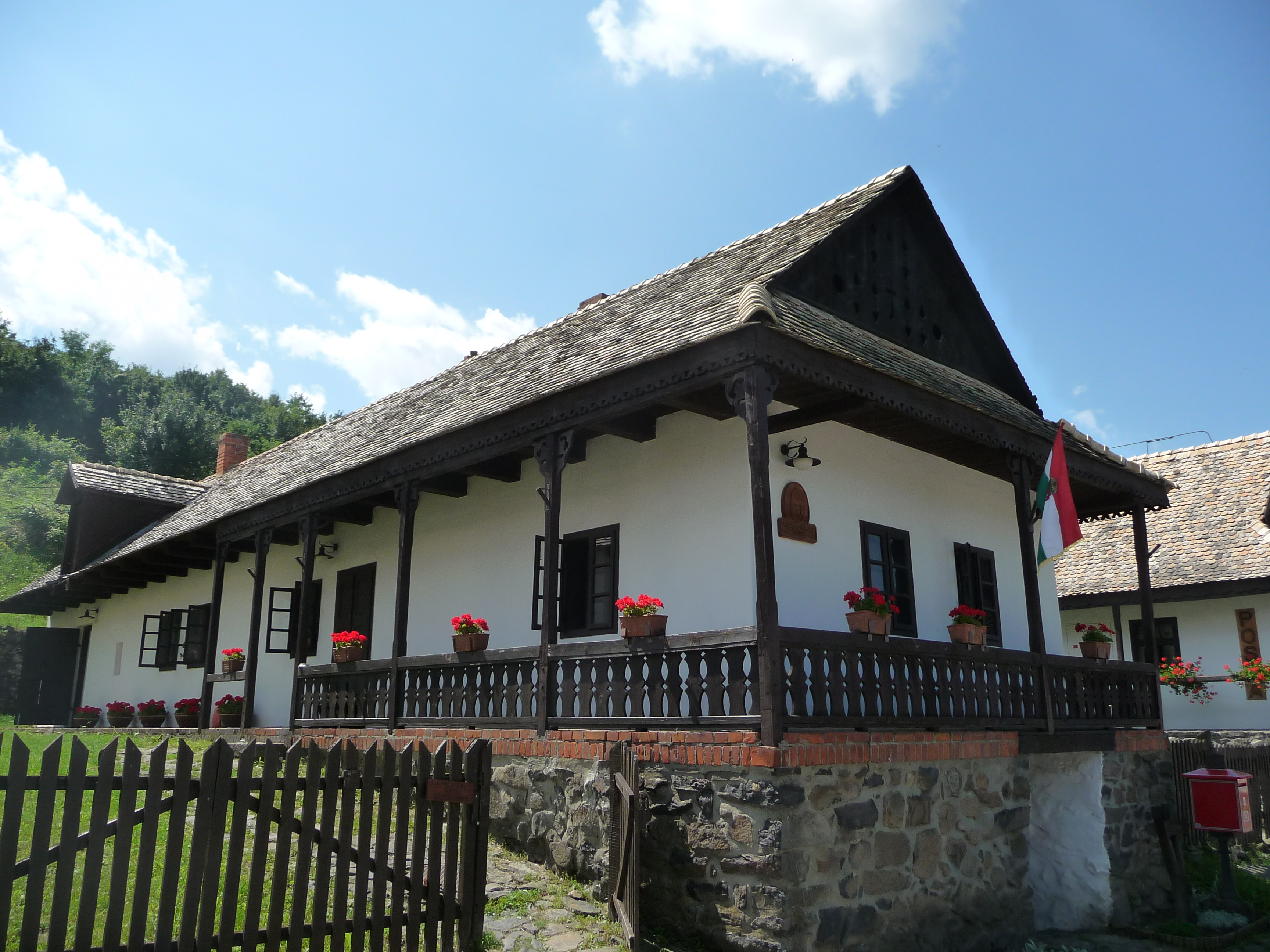
Kossuth út 74.

Az utcavonalon álló, népi jellegű lakóházat 1867 után építették. 1909-ben leégett, majd helyreállították. A fésűsen beépített telken álló, kő lábazatos épületet eredetileg négy részre osztották, szoba–konyha–kamra–istálló elrendezéssel. A lábazat az utcai homlokzaton magas, az udvar felé fokozatosan alacsonyodik. Az utcai homlokzat előtt és az udvaron az egykori konyháig faoszlopos, fűrészelt lécmellvéddel ellátott tornácot alakítottak ki. Teteje csonkakontyos, oromzat a falsík fölött áll. Cseréppel fedett, fehérre meszelt.
A polgármesteri hivatal visszaköltözött az Ófaluba, ebbe a házba.

### Kossuth út 75., hrsz.:362.
- Egykori lakóház, ajándékbolt

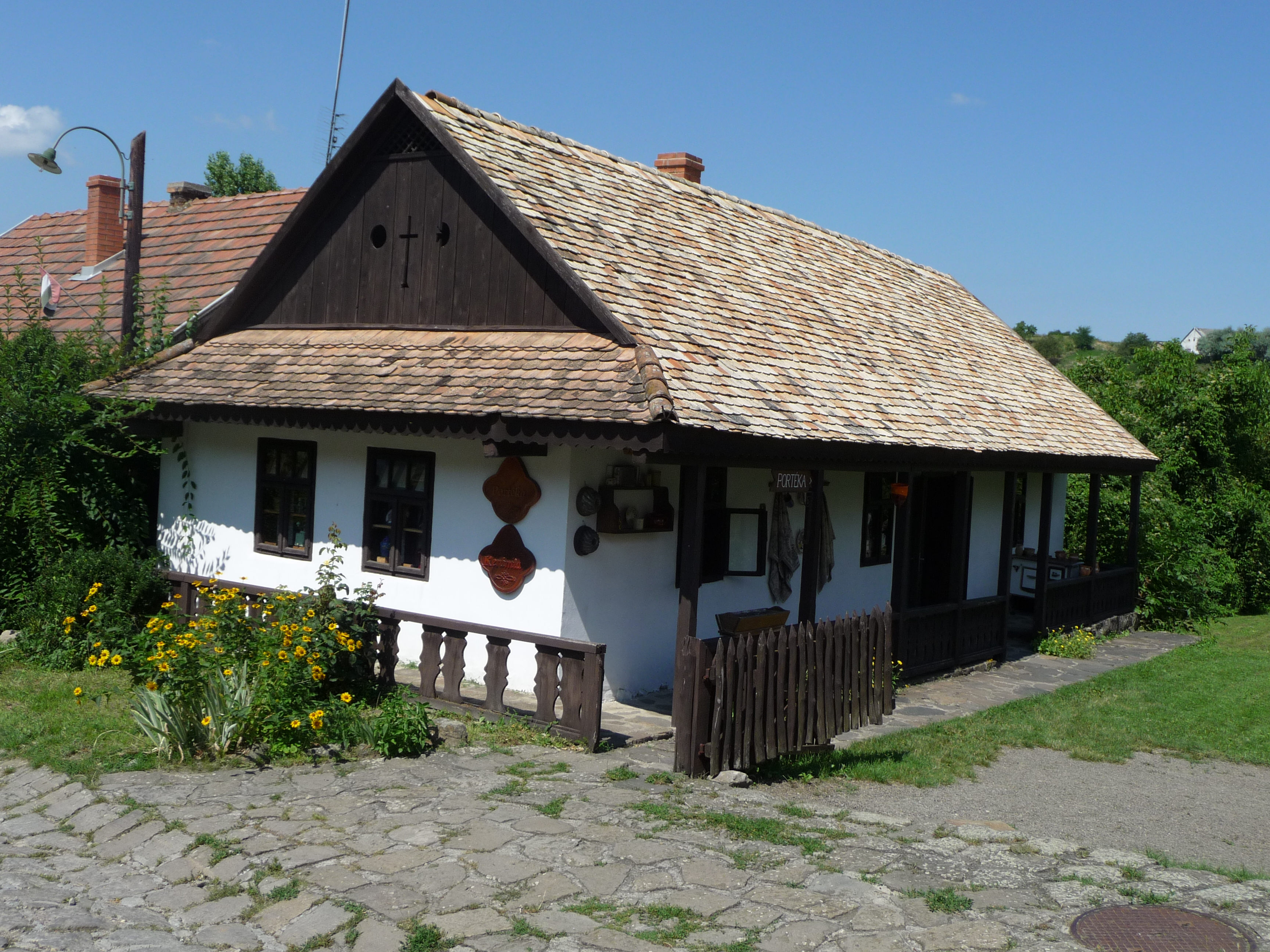
Kossuth út 75.

A népi jellegű lakóház az utca vonalán áll. 1909-ben és 1926-ban is leégett, mindkét tűzvész után helyreállították. A fésűsen beépített telken álló, kő lábazatos épületet négy részre osztották, szoba–konyha–kamra–istálló elrendezéssel. Udvari homlokzatán faoszlopos, lécmellvéddel ellátott tornác húzódik. Teteje csonkakontyos, a szobák padlója döngölt föld. Cseréppel fedett, fehérre meszelt, a mennyezete gerendás.
Az épületben a Baranyi Kerámia veszprémi vállalkozás Portéka nevű ajándékboltjában kézzel készített kerámia tárgyakat árusítanak.

### Kossuth út 76., hrsz.:52.
- Egykori lakóház, műemlék jellegű

A jelenlegi, népi jellegű épület helyén 1867 előtt már ház állt. Az 1909-es tűzvészben leégett, majd a maradványokat felhasználva újjáépítették. A három részre osztott ház a fésűsen beépített telek utcavonalán áll, eredeti elrendezése: szoba–konyha–kamra. A kamra keskenyebb a főépületnél. A faoszlopos, korlátrudas tornácot csak a főépület két oldalán építették meg. Cseréppel fedett teteje csonkakontyos, az orom síkja a homlokzat mögött van. Az udvart hasított fakerítés zárja.
A házban most a posta működik.

### Kossuth út 78., hrsz.:51.
- Lakóház, műemlék jellegű

A népi jellegű a Kossuth út 76-os számú épület mögött áll, udvaruk is közös. Nem tudni, mikor építették. 1909-ben leégett, a tűzvész után helyreállították. Eredetileg öt részre osztották, szoba–konyha–szoba–kamra–istálló elrendezéssel. Teteje csonkakontyos, cseréppel fedett. A falakat fehérre meszelték.

### Kossuth út 79., hrsz.:366.
- Lakóház

A népi jellegű, durván rakott kő lábazatos lakóház a 81. számú ház mögött, szorosan hozzáépítve áll. A csoportos telkek beépítésének azon ritka példája, amikor a két egybeépített ház az ellentétes oldalról nyílik. Valamikor 1867 után épült. Az épületet két részre osztották, szoba–konyha elrendezéssel. Udvari homlokzatán faoszlopos, lécmellvéddel ellátott tornác húzódik. A tetőt cserép fedi, a mennyezete gerendás, a falakat fehérre meszelték. A szobák padlója döngölt föld.

### Kossuth út 80.

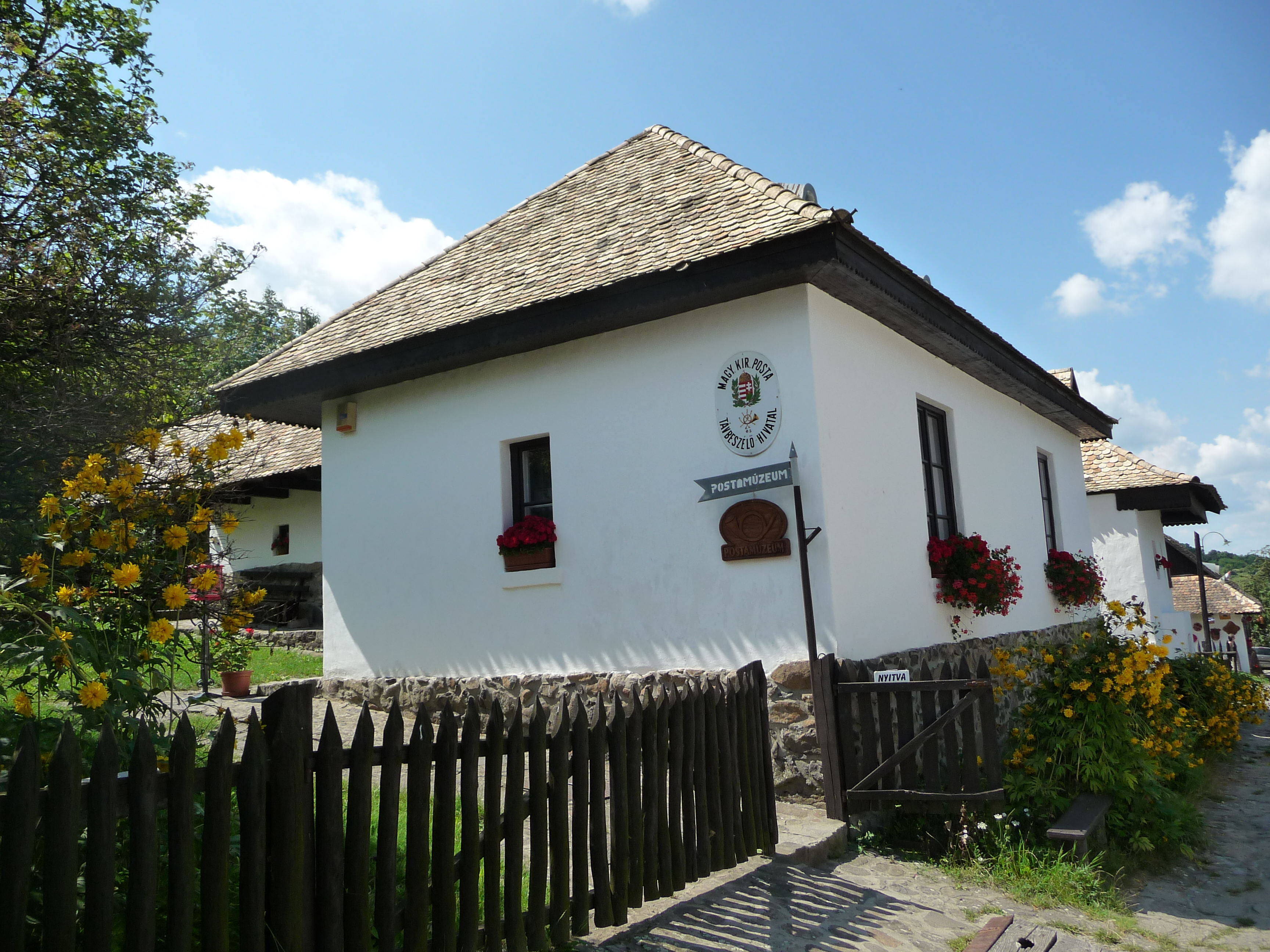
Kossuth út 80.

- Egykori lakóház, jelenleg Postamúzeum.

### Kossuth út  81., hrsz.:364.
- Lakóház

Az utcavonalon álló, népi jellegű lakóházat 1867 után építették. A fésűsen beépített telken álló, kő lábazatos épület északi végéhez közvetlenül hozzáépítették a 79. számú házat, és a csoportos telkek kialakításának ez az egyetlen olyan esete, amikor a két egybeépített ház az ellenkező oldalról nyílik. Három részre osztott, szoba–konyha–kamra elrendezéssel. A cseréppel fedett tető csonkakontyos, a mennyezet gerendás, a falakat fehérre meszelték. A szobák padlója döngölt föld.

### Kossuth út 82., hrsz.:49/1.
- Egykori lakóház, műemlék jellegű

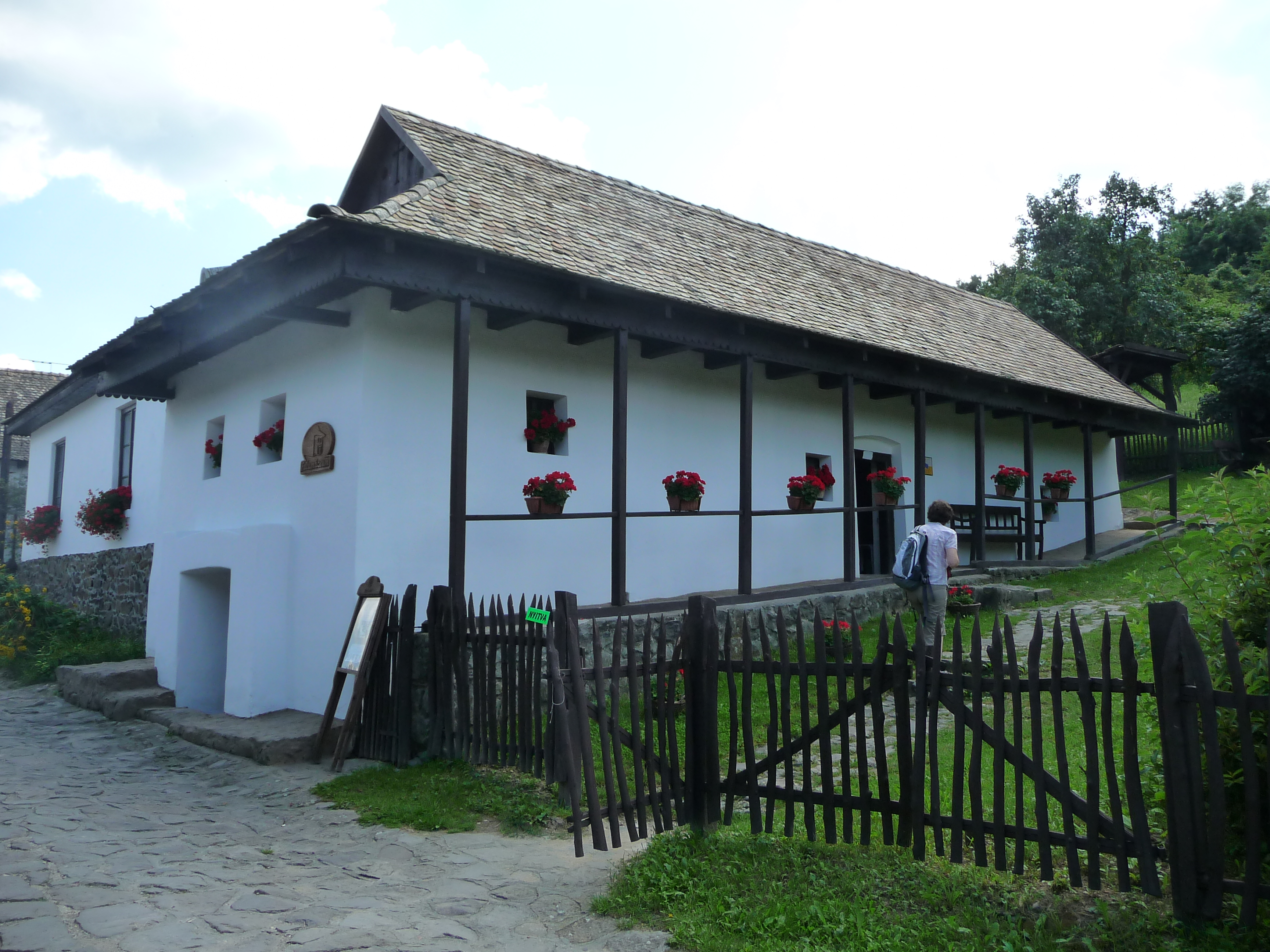
Kossuth út 82.

A népi jellegű, utcavonalon álló, kő lábazatos lakóházat 1867 előtt építették. 1909-ben leégett, a tűzvész után a maradványokat is felhasználva helyreállították. Az épületet három részre osztották, szoba–konyha–kamra elrendezéssel. A cseréppel fedett tető csonkakontyos, a falakat fehérre meszelték.
Belső helyiségeiben a falumúzeum (látogatható: április 1. – október 31., mindennap 10–16h; tel.: 32/378-058) néprajzi kiállítását a balassagyarmati Palóc Múzeum rendezte be a 20. század elején Hollókőn használt bútorokkal, eszközökkel. Állandó kiállítása: Hollókői házbelső az 1920-as évekből.

### Kossuth út 83., hrsz.:397.

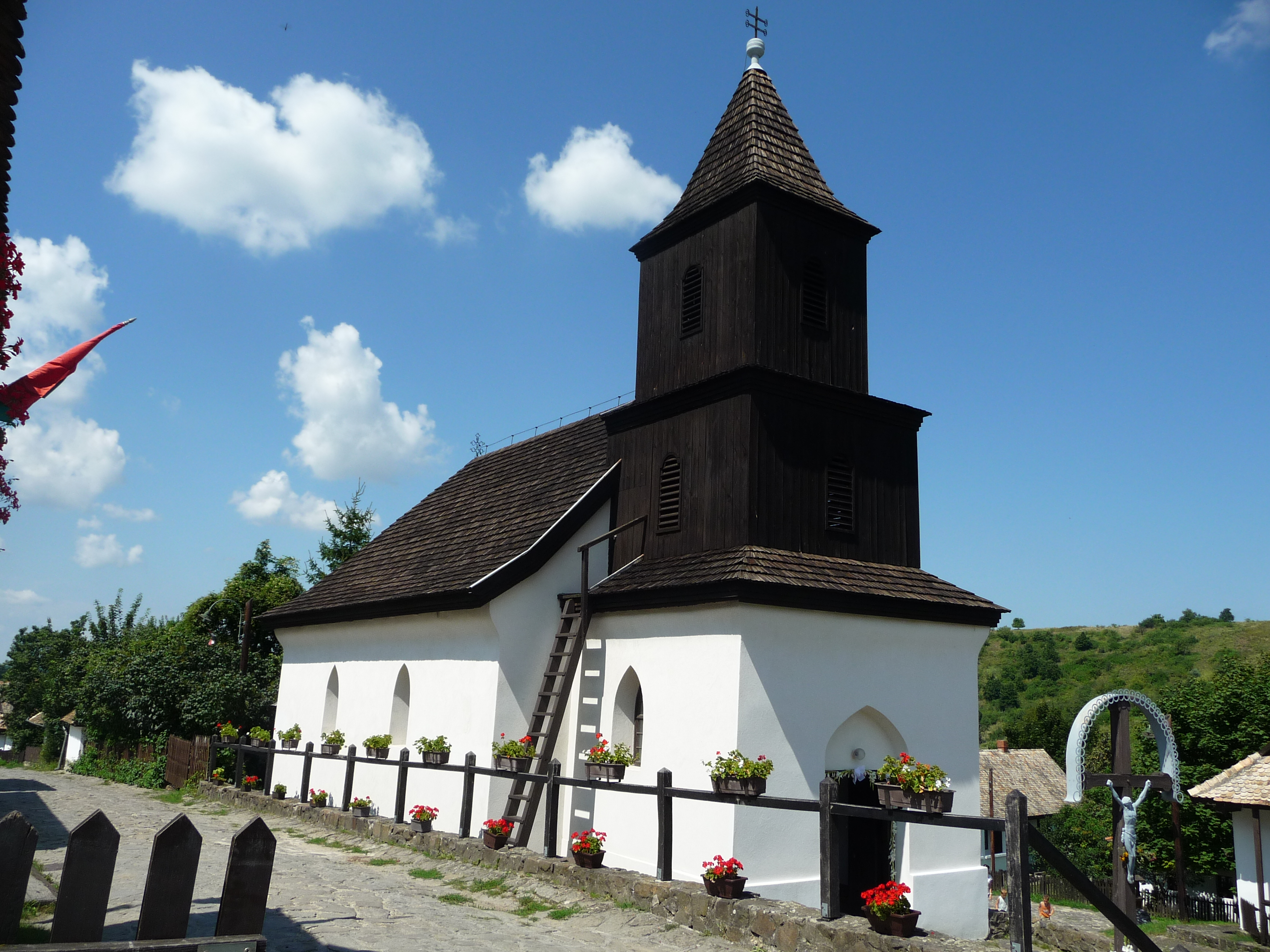
Templom

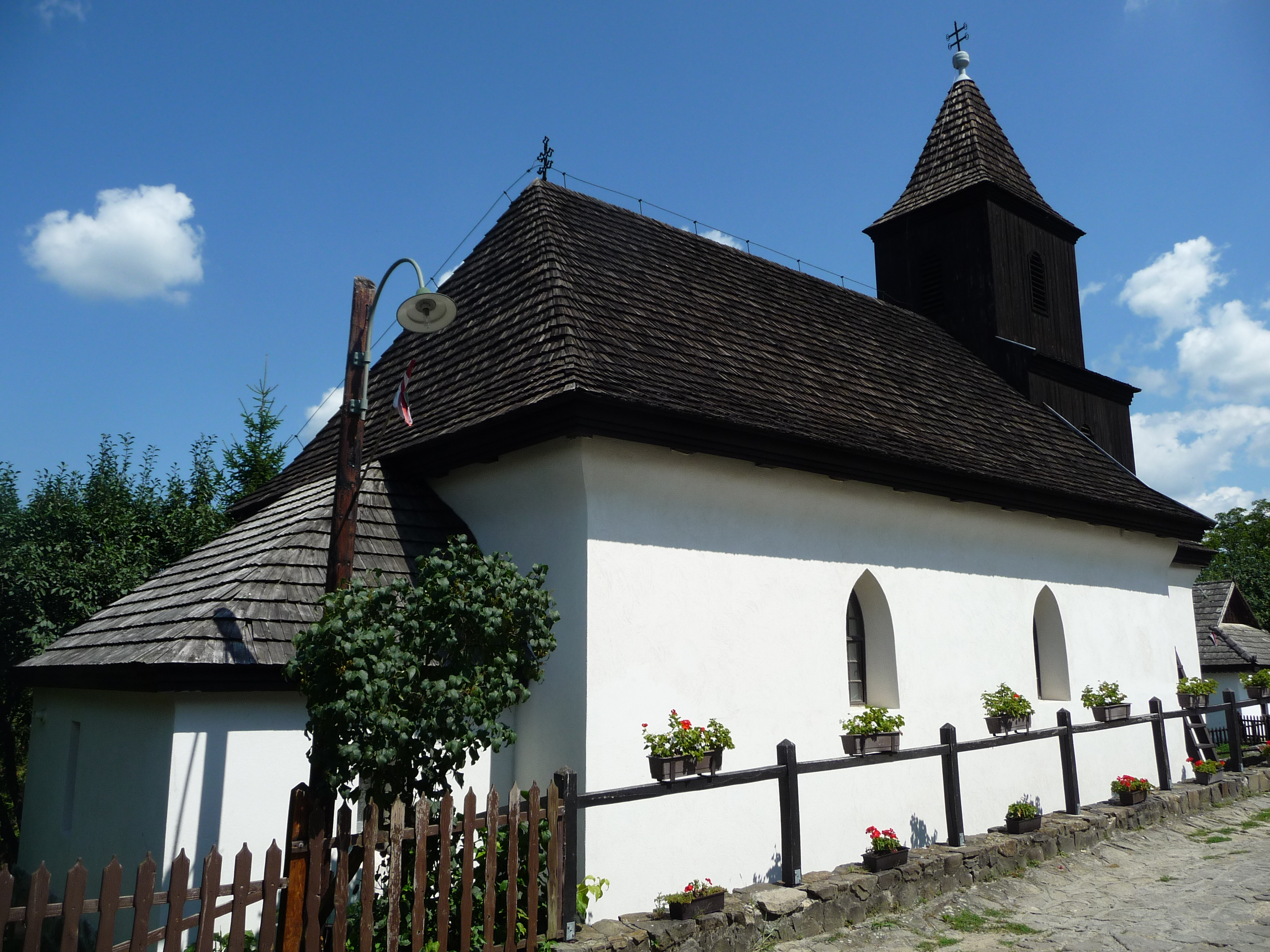
A templom a szentély felől

- Római katolikus templom, műemlék jellegű

Valószínűleg 1889-ben, közadakozásból építették. 1909-ben leégett, de gyorsan helyreállították. A kis, népi jellegű épület egyhajós, nyugat-keletnek tájolt. Hajója téglalap alakú, egyenesen záródik. Külön szentélye nincs. Tornyát a keleti homlokzat elé emelték, a kő falazatú toronyalja dongaboltozatos. A két felső szintjét fából ácsolták. Falétrás feljárata a külső (déli) falán van. A templom bejárata a torony keleti falán nyílik. A hajó födéme gerendás. Az egyszerű fakarzatot egyetlen faoszlop támasztja alá.

### Kossuth út 84., hrsz.:49/1.

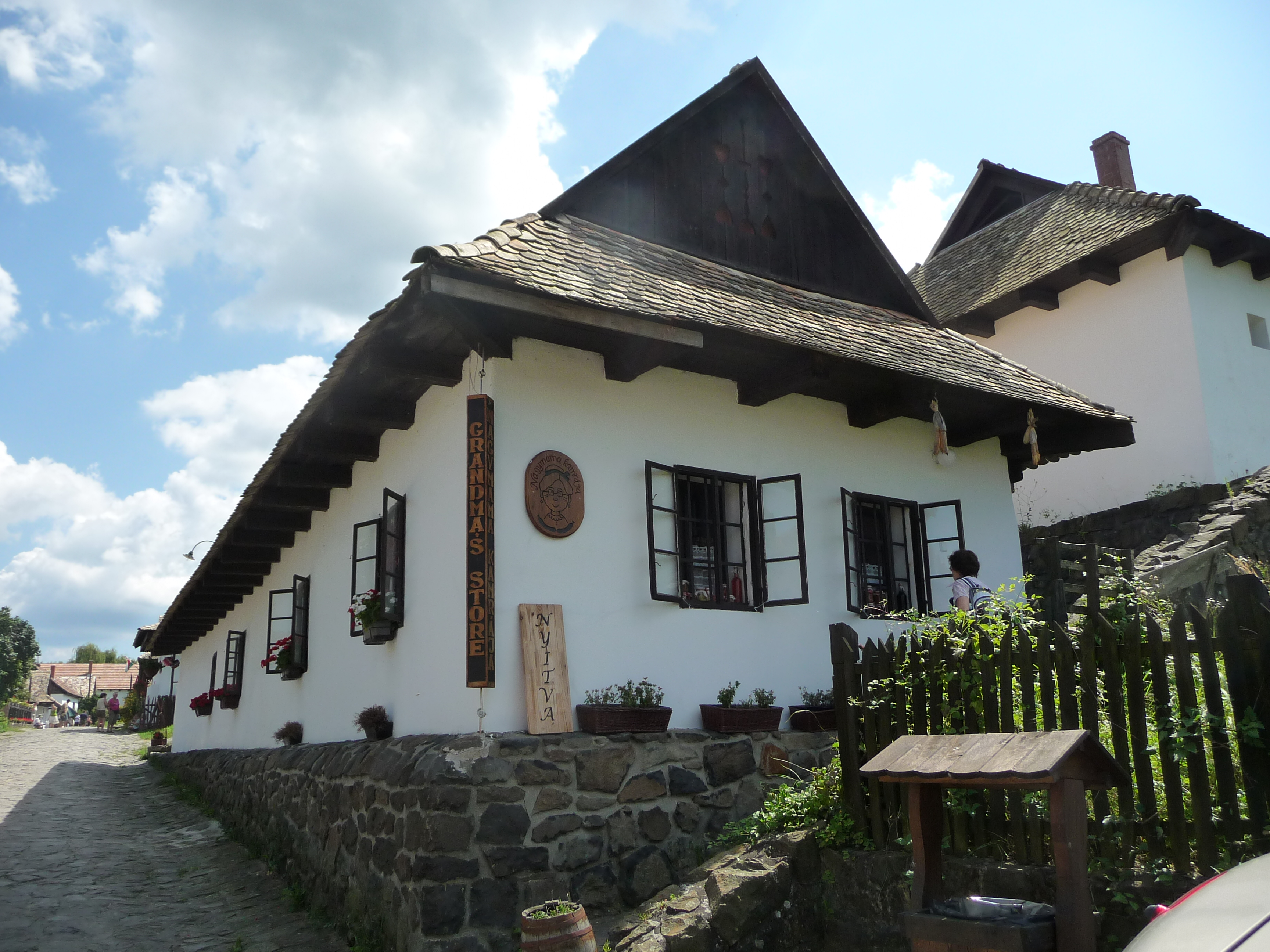
Kossuth út 84.

- Egykori községháza, műemlék jellegű

A népi jellegű, utcavonalon álló, azzal párhuzamosan elhelyezett épületet 1867 előtt emelték. Az 1909-es tűzvészben teljesen leégett, ezért eredeti elrendezése nem állapítható meg. Az újjáépített épületben 1968-ban kamra, három hivatali helység és tanácsterem volt. Az utcai fal kő lábazatos, nyeregtetős, a keleti és a nyugati végén is csonkakonttyal. Kerítése nincs, bejárata a déli oldalon nyílik.
Jelenleg Nagymama kamrája (Grandma's store) néven lekvár- és mézbolt.

### Kossuth út 85., hrsz.:400.
- Lakóház és melléképület

A népi jellegű, utcavonalon álló épületet 1867 előtt emelték. A fésűsen beépített telken álló, kő lábazatos ház három részre osztott, szoba–konyha–kamra elrendezéssel. Udvari homlokzatán kövezett, korlátrúddal ellátott, faoszlopos tornácot alakítottak ki. Cseréppel fedett teteje csonkakontyos. Falait fehérre meszelték, a mennyezete gerendás. Kétosztatú (kamra–istálló) gazdasági épülete a telek kelti oldalán áll.

### Kossuth út 86., hrsz.:46.
- Egykori római katolikus plébánia

A népi jellegű épület a 84-es háztól délre, annál magasabban, az utca vonalára merőlegesen áll. Négy részre osztott, eredetileg iroda–szoba–konyha–kamra elrendezéssel. Az 1909-es tűzvészben leégett. A helyreállítás során megtartották eredeti osztását, de a helyiségeket az új rendeltetésnek megfelelően alakították ki. Udvari homlokzatán oszlop nélküli tornáca van. Teteje csonkakontyos, cseréppel fedett, falai fehérre meszeltek. A tetőteret beépítették.

### Kossuth út 87., hrsz.:403.
- Lakóház

Az utcavonalon álló, népi jellegű lakóházat 1867 előtt építették. Az 1909-es tűzvészben leégett, utána felújították. A fésűsen beépített telken álló, kő lábazatos, az utcavonaltól kis előkerttel elválasztott épület öt részre osztott, szoba–konyha–kamra–istálló–kamra elrendezéssel. A cseréppel fedett tető csonkakontyos, a falakat fehérre meszelték.

### Kossuth út 88., hrsz.:44.
- Lakóház

Az utcavonaltól beljebb álló, népi jellegű lakóházat 1867 előtt építették. 1909-ben leégett, a tűzvész után helyreállították. A fésűsen beépített telken álló, kő lábazatos ház négy részre osztott, szoba–konyha–szoba–kamra elrendezéssel. Az élszedett, faragott oszlopokkal kialakított tornácnak nincs mellvéde. A ház teteje csonkakontyos, cseréppel fedett. A falakat fehérre meszelték.

### Kossuth út 89., hrsz.:404.
- Lakóház

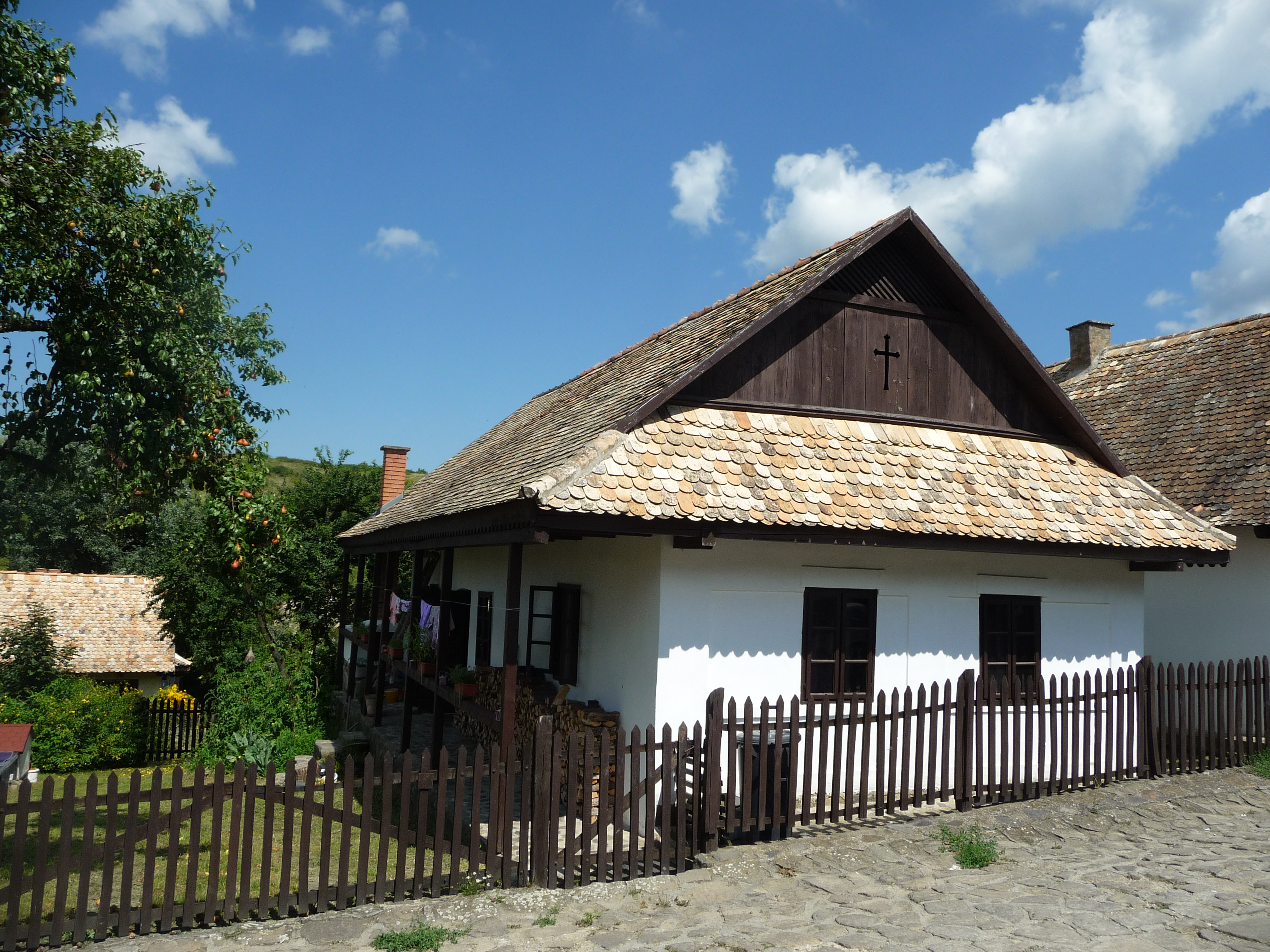
Kossuth út 89.

A népi jellegű lakóházat 1867 előtt építették. Az 1909-es és az 1935-ös tűzvészben is leégett, mindkettő után felújították. A fésűsen beépített telken álló, kő lábazatos épületet három részre osztották, szoba–konyha–kamra elrendezéssel. A cseréppel fedett tető csonkakontyos, a falakat fehérre meszelték. A helyiségek födéme gerendás, a padló döngölt föld. A ház állaga elhanyagolt, pusztuló.

### Kossuth út 90., hrsz.:43.

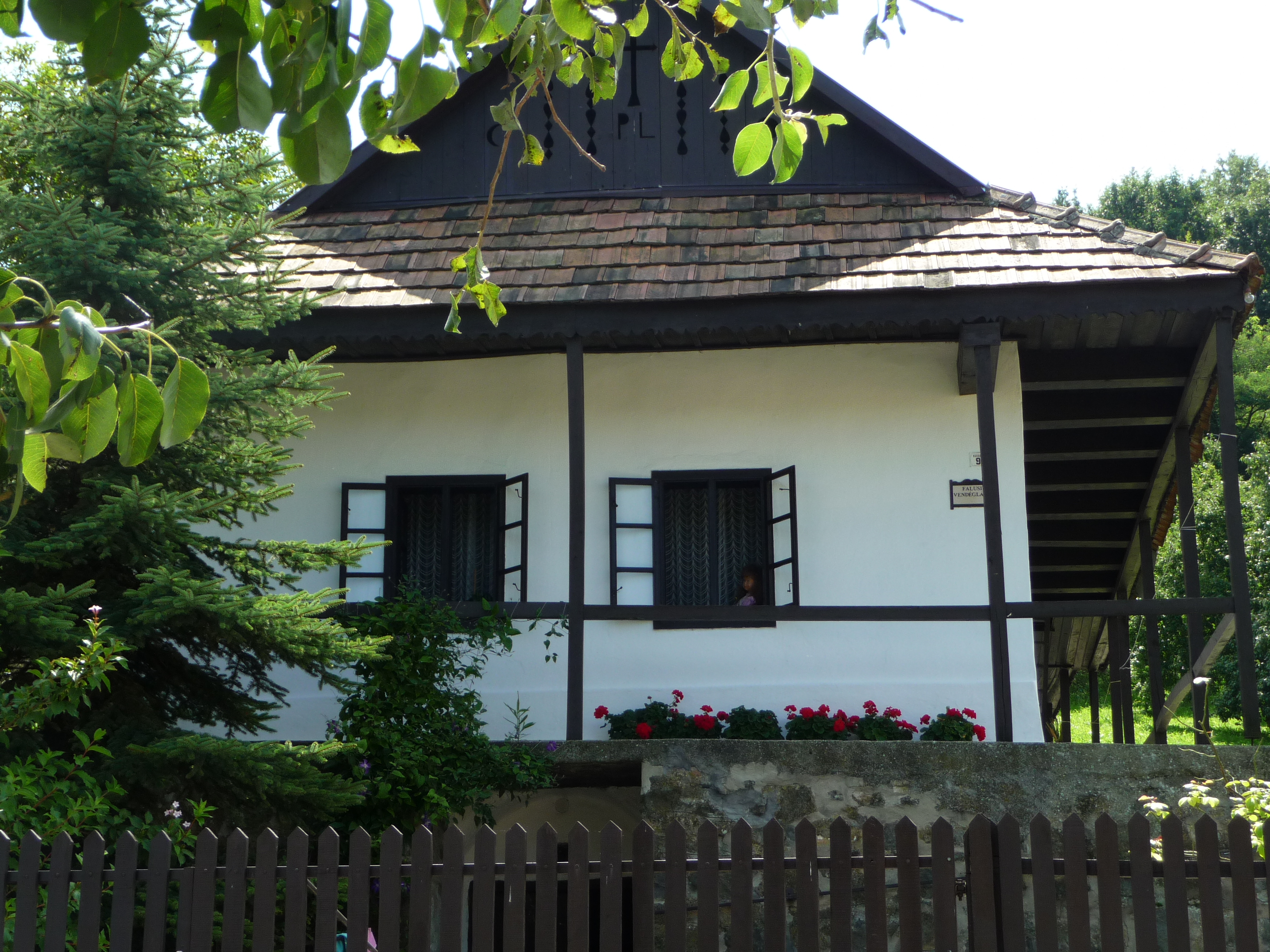
Kossuth út 90.

- Egykori lakóház, jelenleg falusi vendéglátóhely

A népi jellegű, az utca vonalánál beljebb álló lakóházat 1867 előtt építették, majd az 1909-ben tűzvész után 1910-ben újjáépítették. A fésűsen beépített telken álló, kő lábazatos ház négy részre osztott, szoba–konyha–szoba–kamra elrendezéssel. Az utca és az udvar felé faoszlopos korlátrúd keríti. A kontyolt, oromfal nélküli nyeregtetőt cserép fedi.

### Kossuth út 91.
- kocsma

A Kossuth u. 91-ben volt régen a falu kocsmája. Ma a mellette lévő, a palóc hagyományok szerint berendezett étteremben helyi étteremben helyi ételkülönlegességeket szolgálnak fel.

### Kossuth út 92., hrsz.:42.
- Lakóház

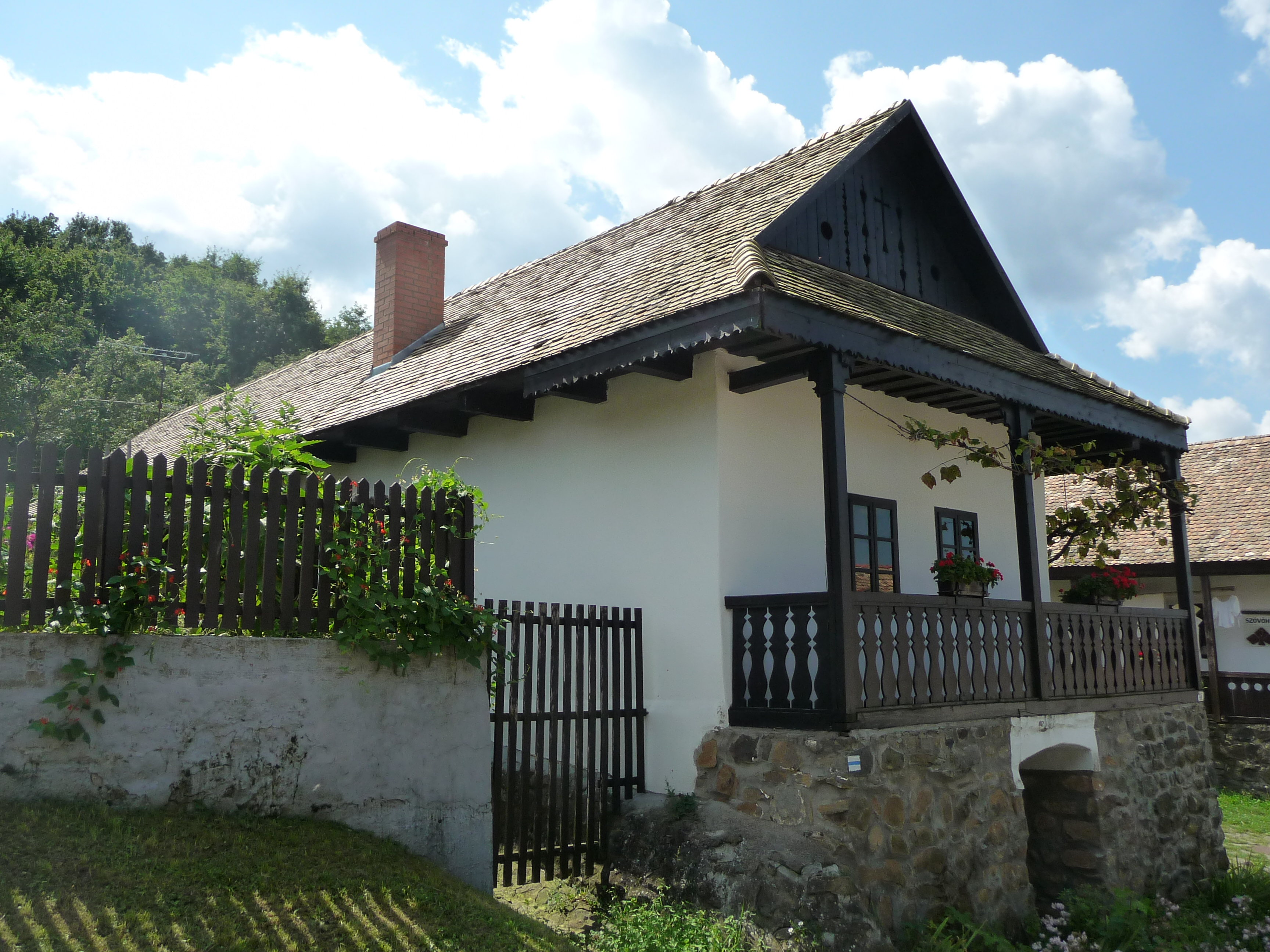
Kossuth út 92.

A népi jellegű, az utca vonalánál beljebb álló lakóházat 1910 körül építették. A fésűsen beépített telken álló, kő lábazatos ház öt részre osztott, szoba–konyha–szoba–istálló–kamra elrendezéssel. Az utca és az udvar felé tornác keríti faoszloppal áttört faragású mellvéddel, széldeszkával. A cseréppel fedett tető csonkakontyos, a helyiségek födéme gerendás, a falakat fehérre meszelték.

### Kossuth út 93., hrsz.:409.
- Egykori lakóház, ma Vár étterem

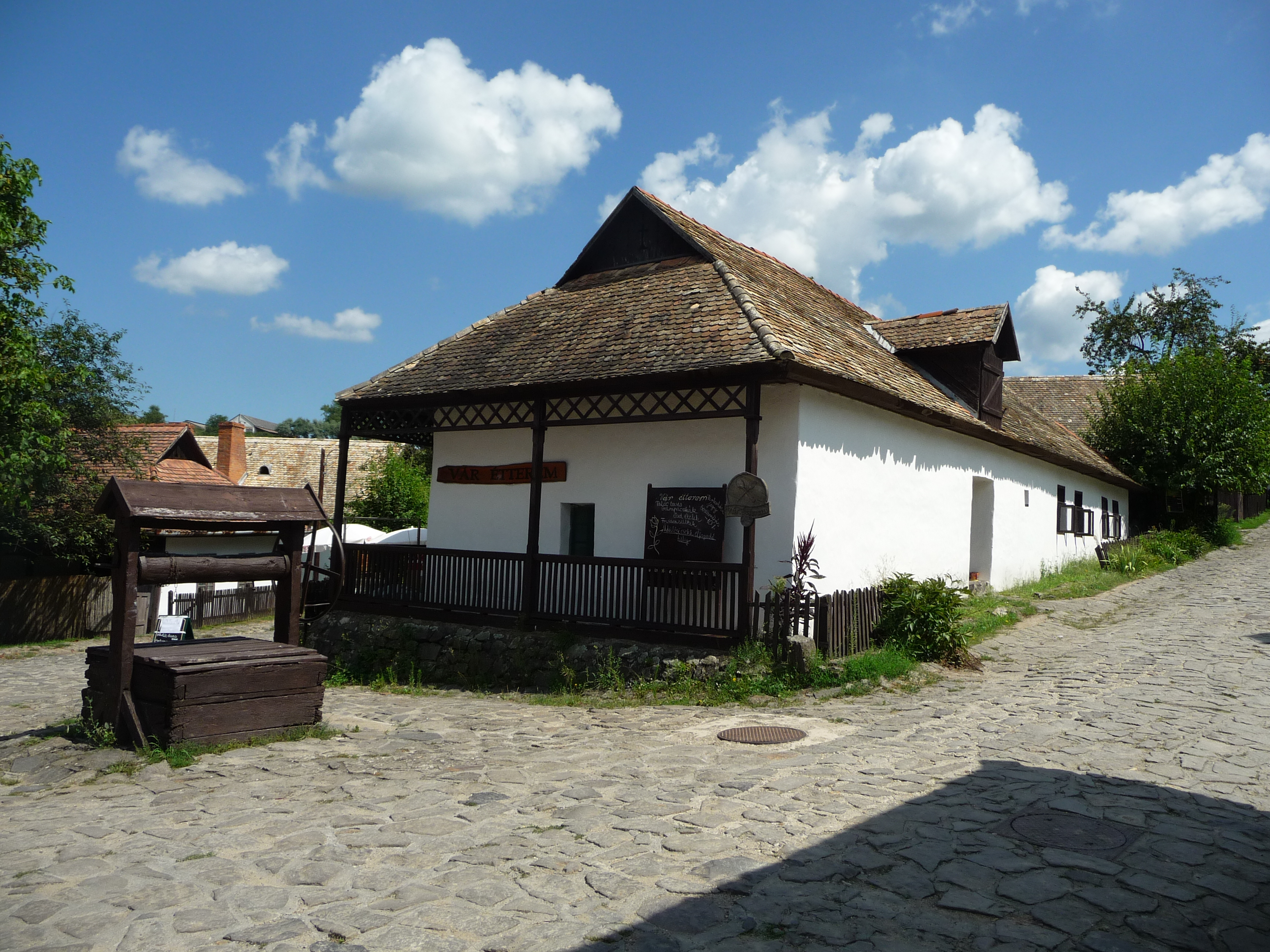
Kossuth út 93–95.

A népi jellegű lakóházat 1867 előtt építették. Az 1909-es tűzvészben leégett, de újjáépítették. A fésűsen beépített telken, az utca vonalán álló épületet eredetileg négy részre osztották, szoba–konyha–istálló–kocsiszín elrendezéssel, és ezt a felosztást az 1909-es felújításkor is megtartották. Az épület most is négy helyiségből áll, de ezek funkciója megváltozott: ma 50 férőhelyes étterem. A lakórész eredeti bejárata keletről nyílik, ezen az oldalon és az utca felől is faoszlopos tornác keríti. A cseréppel, illetve zsindellyel fedett tető mindkét végén csonkakontyos, a falakat fehérre meszelték. A helyiségek födéme gerendás. A házat a Kossuth u. 95-ös épülettel egybeépítették, ehhez a két épületet nyaktaggal kapcsolták össze. Keskeny, a keleti oldalon húzódó, egykori udvara ma kerthelyiség.

### Kossuth út 94., hrsz.:41.

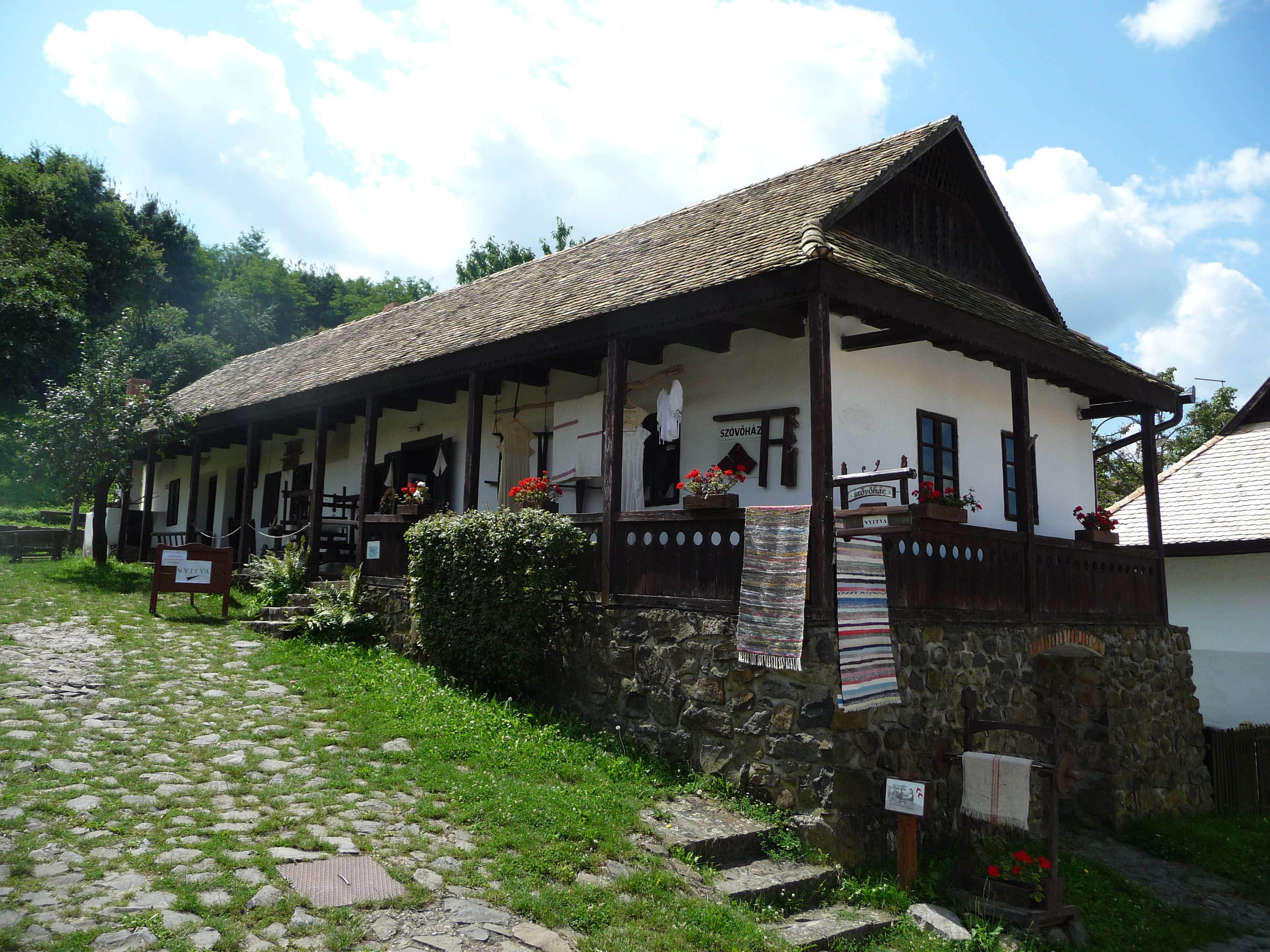
Kossuth út 94.

- Egykori lakóház, jelenleg Szövőház

A népi jellegű lakóházat 1910 körül építették. 1979-81-ben népművészeti alkotóházzá alakították át; azóta szövőtanfolyamokat tartanak benne.
A fésűsen beépített telken, az utca vonalán álló, kő lábazatos épületet eredetileg négy részre osztották, szoba–kamra–kamra–istálló elrendezéssel. Utcai és udvari fala előtt tornác áll áttört deszkamellvéddel, faoszlopokkal csipkézett széldeszkával. Teteje csonkakontyos.

### Kossuth út 95., hrsz.:409.
- Egykori lakóház

A népi jellegű, az utcavonalon álló, azzal párhuzamos lakóházat 1909–10-ben építették. Eredetileg négy részre osztották, ez mára csak részben maradt meg. 1971-ben az Idegenforgalmi Hivatal vásárolta meg, ezután étteremmé alakították, és egyúttal egybeépítették a Kossuth u. 93. házzal (lásd ott). Ma söntés–konyha–iroda és raktárak vannak benne.
A ház kő lábazatra épült, a tornáca faoszlopos. A tető mindkét végén csonkakontyos, cseréppel fedett. Az épület falait fehérre meszelték. A helyiségek födéme gerendás.

### Kossuth út 96., hrsz.:37.
- Egykori lakóház

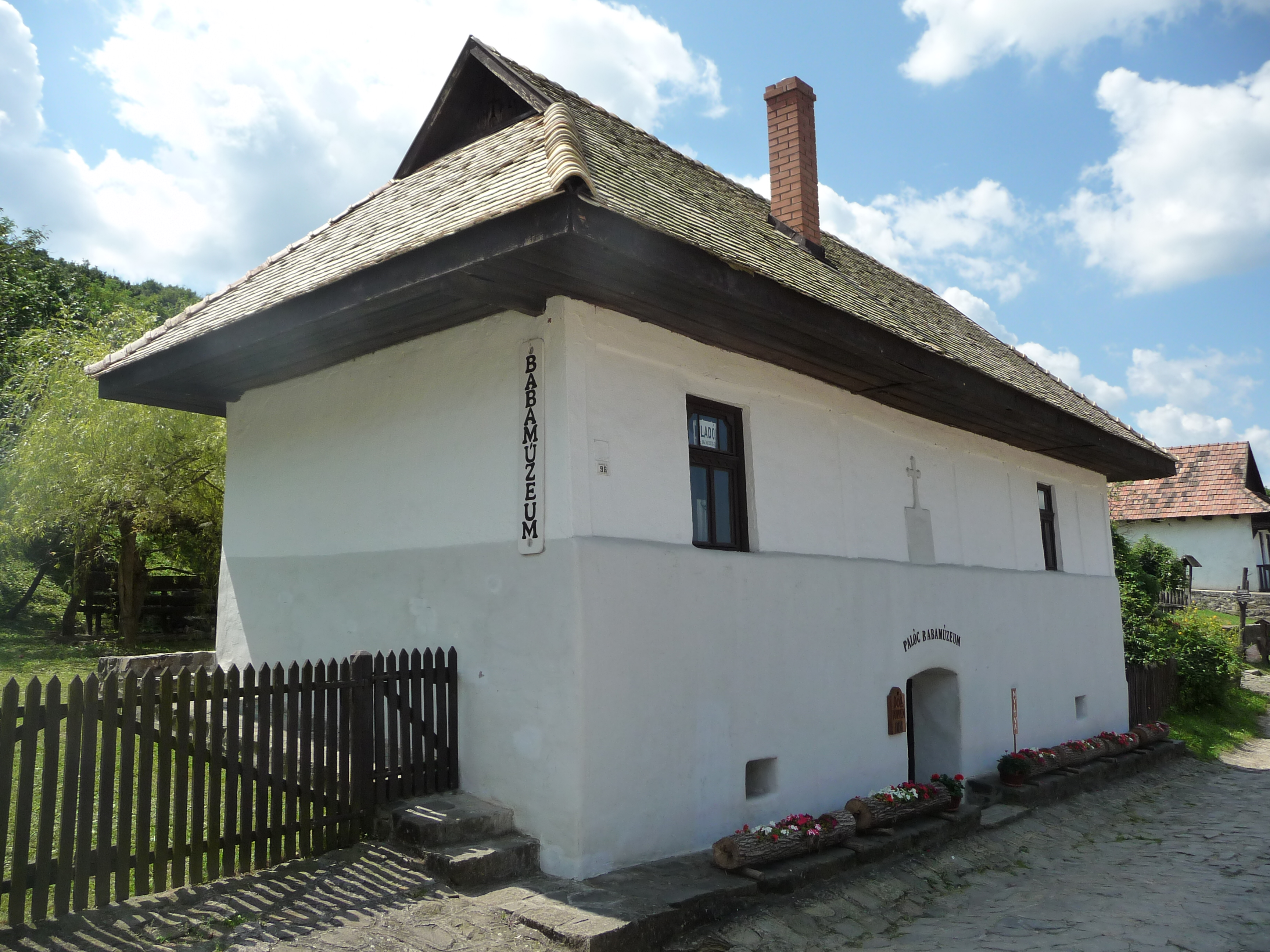
Kossuth út 96.

A népi jellegű, az utcavonalon álló, azzal párhuzamos házat 1920-ban építették. Három részre osztott, szoba–konyha–szoba elrendezéssel. Palával és cseréppel fedett teteje csonkakontyos. Az épület falai fehérre meszeltek.
Az udvaron, az utcára merőlegesen ugyancsak csonkakontyos tetejű istálló, valamint hidas és sütőkemence áll. Magában a lakóépületben rendezték be a Palóc Babamúzeumot.

### Kossuth út 97., hrsz.:37.
- Egykori lakóház

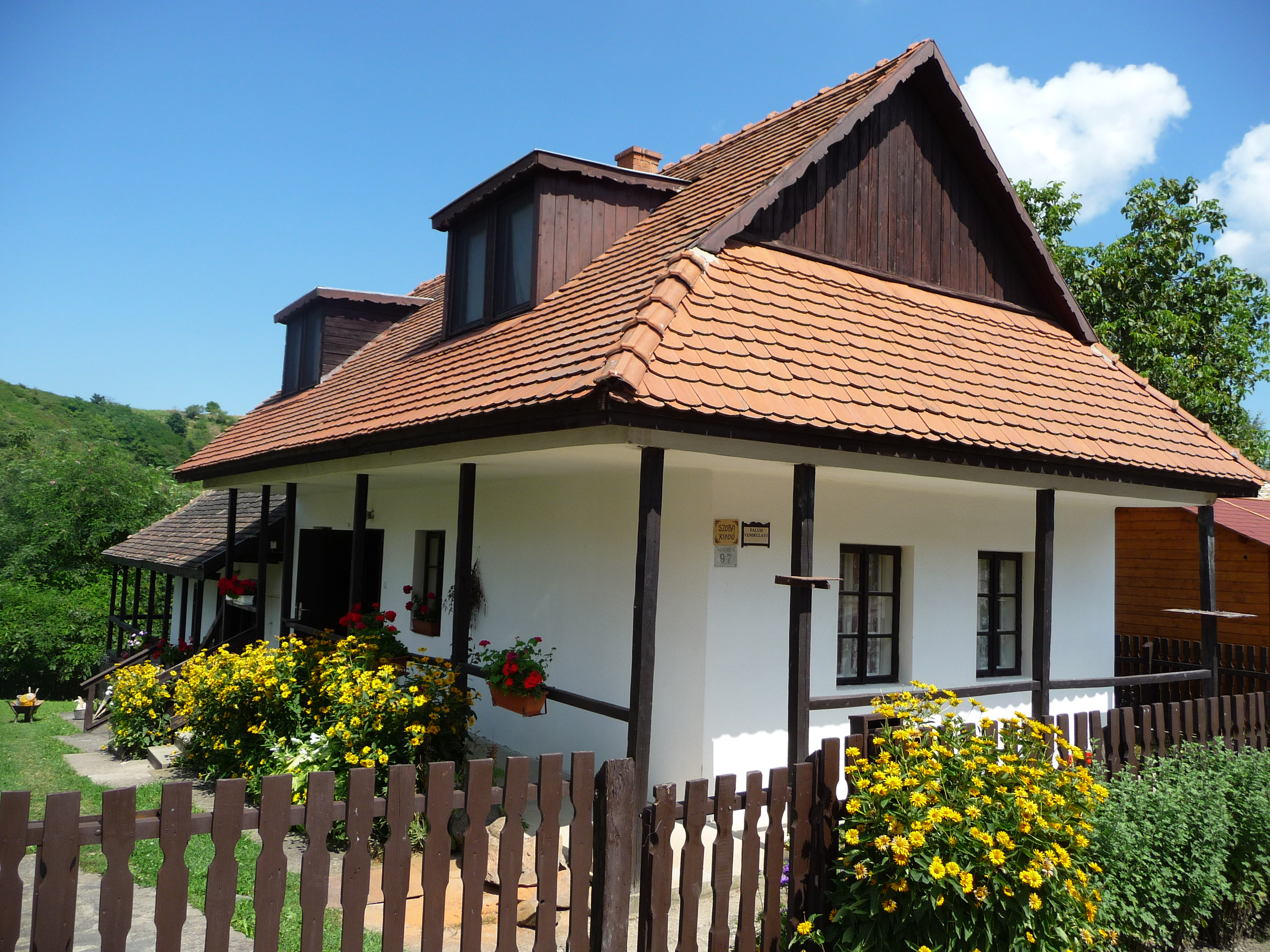
Kossuth út 97.

Jelenleg idegenforgalmi szálláshely.

### Kossuth út 98., hrsz.:33.
- Lakóház

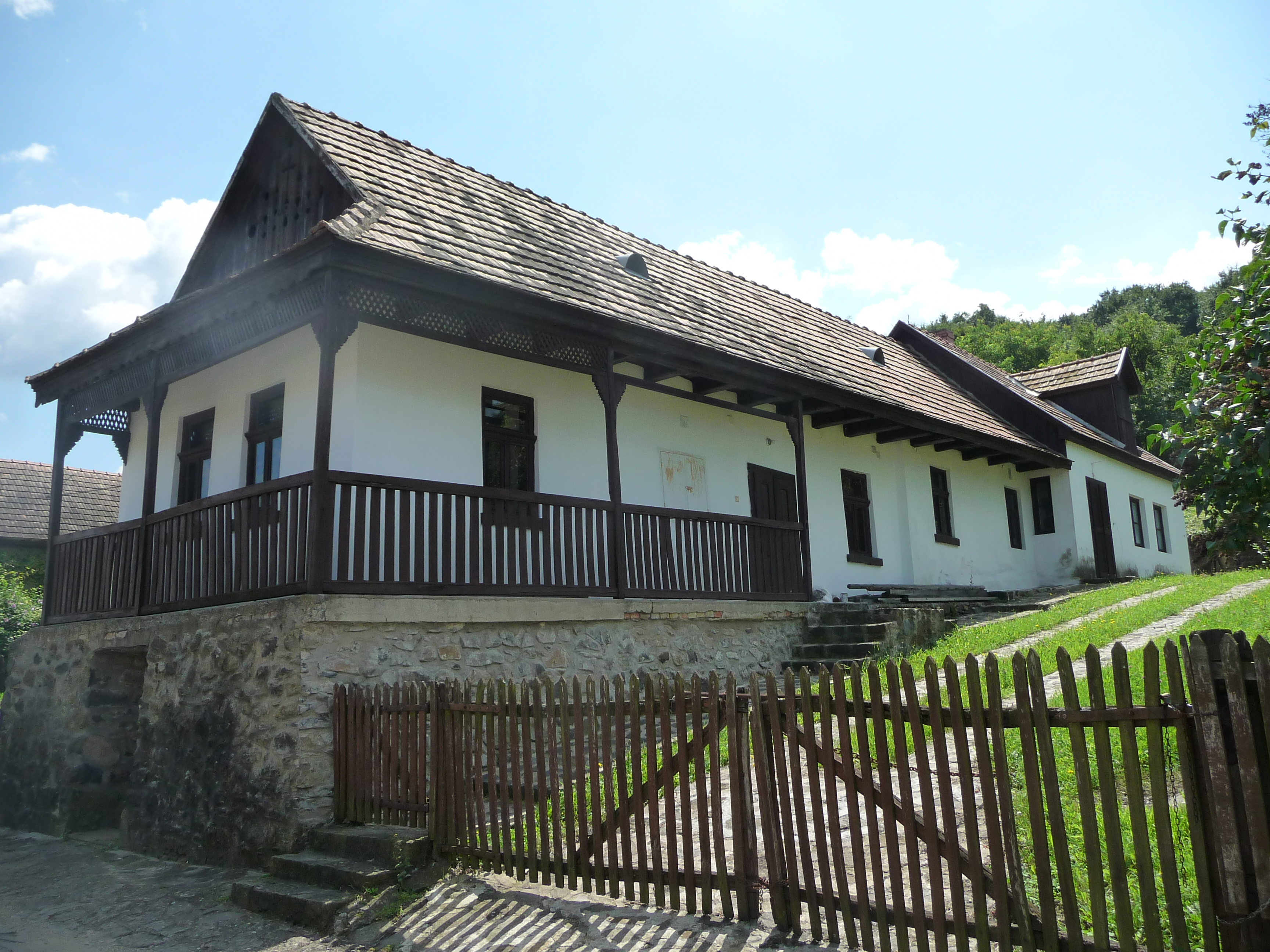
Kossuth út 98–100.

A népi jellegű, az utca vonalánál beljebb álló lakóházhoz hozzáépítették a Kossuth u. 100-as házat, az udvaruk közös. A fésűsen beépített telken, magas kő lábazaton álló ház kétrészes, szoba–konyha elrendezéssel. Az utca és az udvar felé tornác keríti faoszloppal és áttört faragású mellvéddel. A cseréppel fedett tető csonkakontyos, a falakat fehérre meszelték.

### Kossuth út 99., hrsz.:411.
- Egykori lakóház

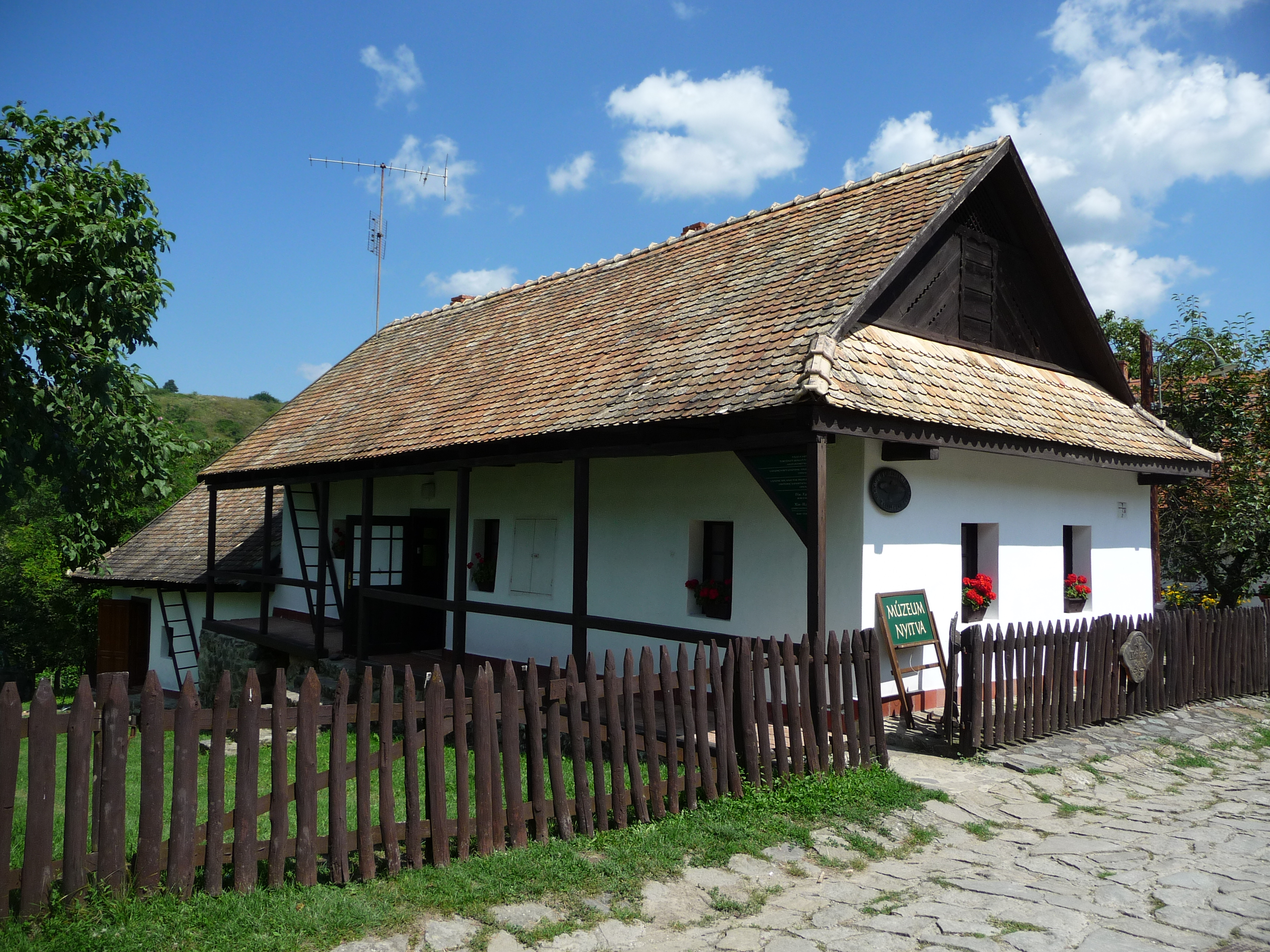
Kossuth út 99–101.

A népi jellegű, az utca vonalánál beljebb álló lakóházat valamikor 1867 előtt építették: az ebben az évben kiadott kataszteri térkép 3 méterrel rövidebbnek, de a mainál szélesebbnek ábrázolja. 1909-ben leégett, de még abban az évben újjáépítették; ekkor kapta mai méreteit. A fésűsen beépített telken, kő lábazaton álló házat kis előkert választja el az utcától. Északi végéhez kissé megtört vonalban csatlakozik a Kossuth u. 101. számú épület. Az udvaruk közös, a helyrajzi számuk is azonos. Az épület három részre osztott, szoba–konyha–kamra elrendezéssel. A cseréppel fedett tető csonkakontyos, a falakat fehérre meszelték.
A házat a Bükki Nemzeti Park múzeummá alakította. Helyiségeiben a Táj és nép című állandó kiállítás tekinthető meg (Tel: (32) 379-259).

### Kossuth út 100., hrsz.:32.
- Lakóház

A népi jellegű lakóházat egybeépítették a Kossuth u. 98-as házzal (lásd ott), az udvaruk közös. Az 1867-es kataszteri térképen már szerepelt, de végleges formáját az 1909-es tűzvész utáni újjáépítés adta meg. A fésűsen beépített telken az utcavonalra merőlegesen áll, tetőgerince és ereszvonala a 98-as házénál magasabb. Négy részre osztott, szoba–konyha–kamra–istálló elrendezéssel. Az udvar felőli oldalán faoszlopos, részben korlátrúddal ellátott tornácot alakítottak ki. Nyeregtetős, cseréppel fedett, a falakat fehérre meszelték. A helyiségek födéme gerendás.

### Kossuth út 101., hrsz.:411.
- Egykori lakóház

A népi jellegű, kő lábazaton álló lakóházat egybeépítették a Kossuth u. 99-es házzal (lásd ott), az udvaruk közös, a helyrajzi számuk is azonos. Elődjét 1867 előtt építették, de az 1909-ben leégett. 1910 körül újjáépítették és egyúttal alaposan átalakították. Az épület két részre osztott, szoba–konyha elrendezéssel. Udvari fala előtt oszlop nélküli tornác áll. A cseréppel fedett tető északi vége csonkakontyos. A falakat fehérre meszelték, a helyiségek födéme gerendás.

### Kossuth út 103., hrsz.:412.
- Lakóház

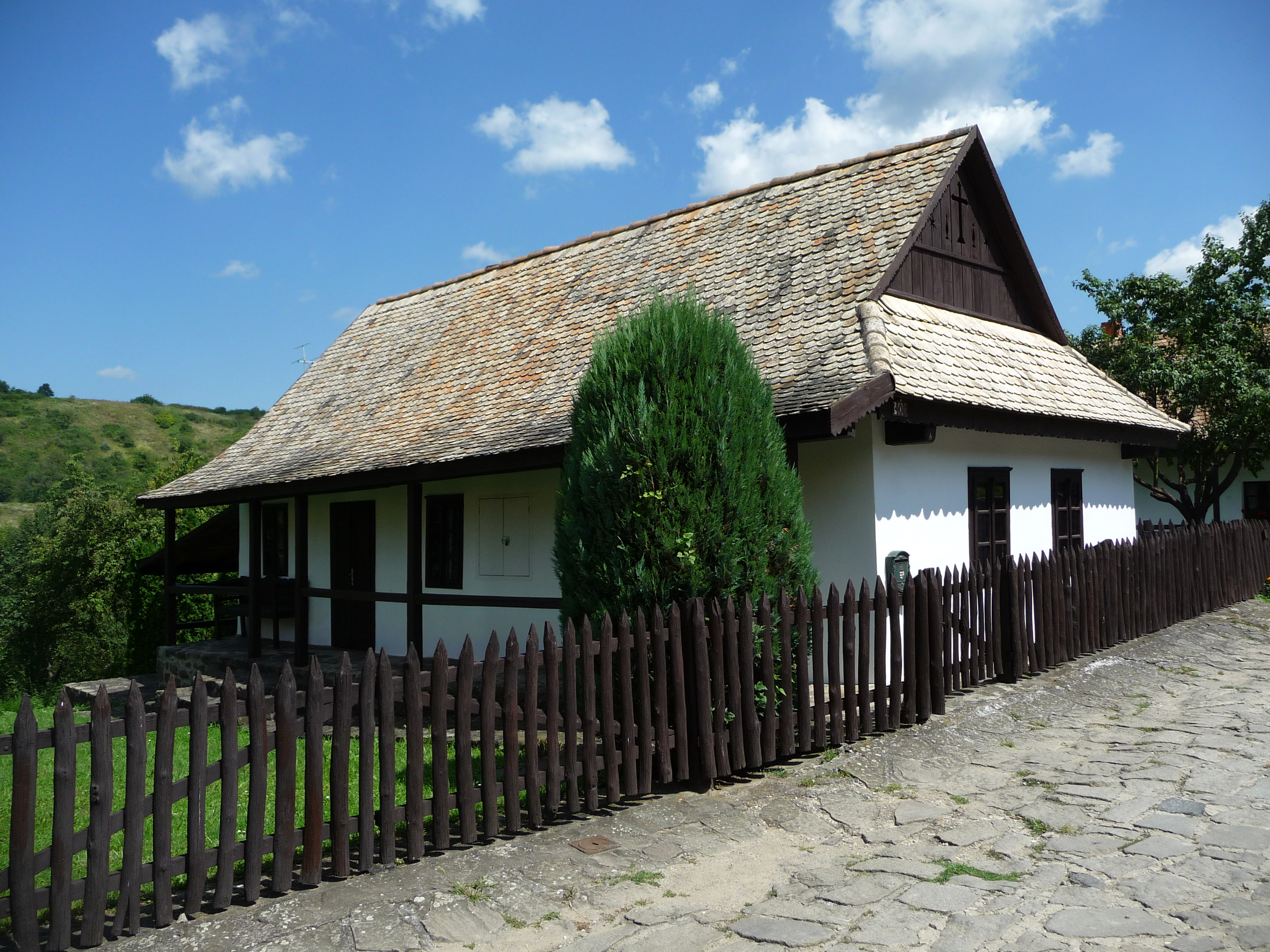
Kossuth út 103.

A népi jellegű, kő lábazaton álló lakóházaz 1867-es kataszteri térképen már szerepelt. Végleges formáját az 1909-es tűzvész után kapta meg. A fésűsen beépített telken az utcavonalon áll. Három részre osztott, szoba–konyha–kamra elrendezéssel. Az udvar felőli oldalán téglapillérekkel, téglamellvéddel ellátott  tornácot alakítottak ki. Csonkakontyos tetejét cserép fedi, a falakat fehérre meszelték,  a tornácpillérek és a mellvéd felülete nyers tégla.

### Kossuth út 104., hrsz.:29.
- Lakóház

A népi jellegű, magas kő lábazaton álló lakóházat 1867 után építették. Az 1909-es tűzvészben valószínűleg leégett, és 1910 körül építették újjá. A fésűsen beépített telken az utcavonalon áll. Öt részre osztott, szoba–konyha–szoba–kamra–istálló elrendezéssel. Az utca és az udvar felé téglapilléres, tégla mellvédes tornác övezi. A tornác déli végében kemence áll. Csonkakontyos, cseréppel fedett, a falakat fehérre meszelték.

### Kossuth út 105.

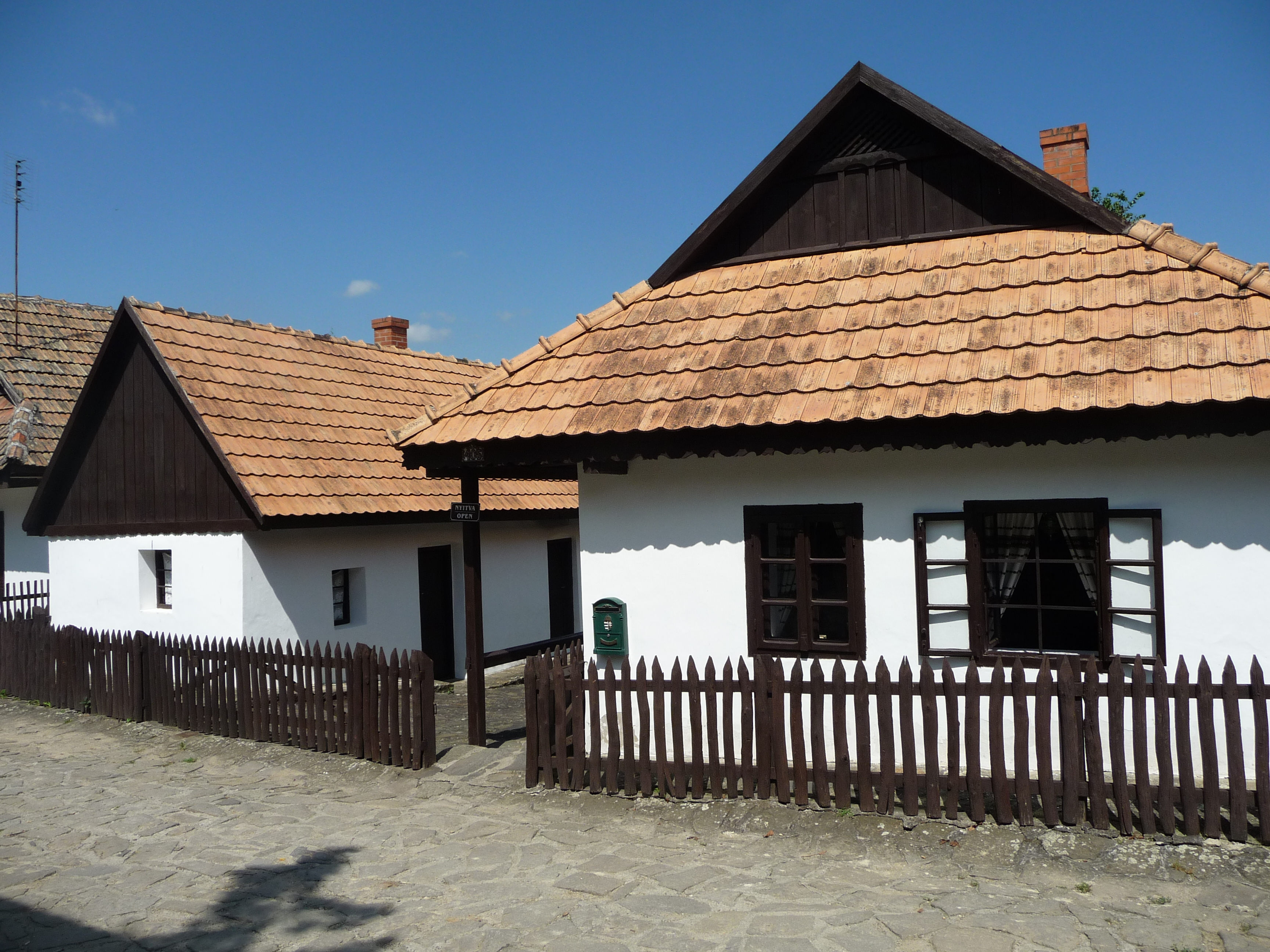
Kossuth út 105.

- Egykori lakóház, telekkönyvileg két külön házrész:
  - Kossuth út 105/a – hrsz.:417.,
  - Kossuth út 105/b – hrsz.:416.

A népi jellegű lakóházat 1867 előtt épített, a fésűsen beépített telken az utcavonalon áll. Az 1909-es tűzvészben leégett, és még az évben újjáépítették. Négy részre osztott, szoba–konyha–konyha–szoba elrendezéssel. Az utca és az udvar felé faoszlopos, mellvéd nélküli tornác övezi. A tetőt cserép fedi, mindkét vége csonkakontyos. A falakat fehérre meszelték, a födém gerendás.
Melléképülete a főépülettől nyugatra, a telekhatáron, az utca vonalánál kissé beljebb, arra merőlegesen, alacsony  kő lábazaton áll. Két részre osztott, eredetileg kamra–kamra elrendezéssel. Teteje északon csonkakontyos.

### Kossuth út 106., hrsz.:28.
- Egykori lakóház

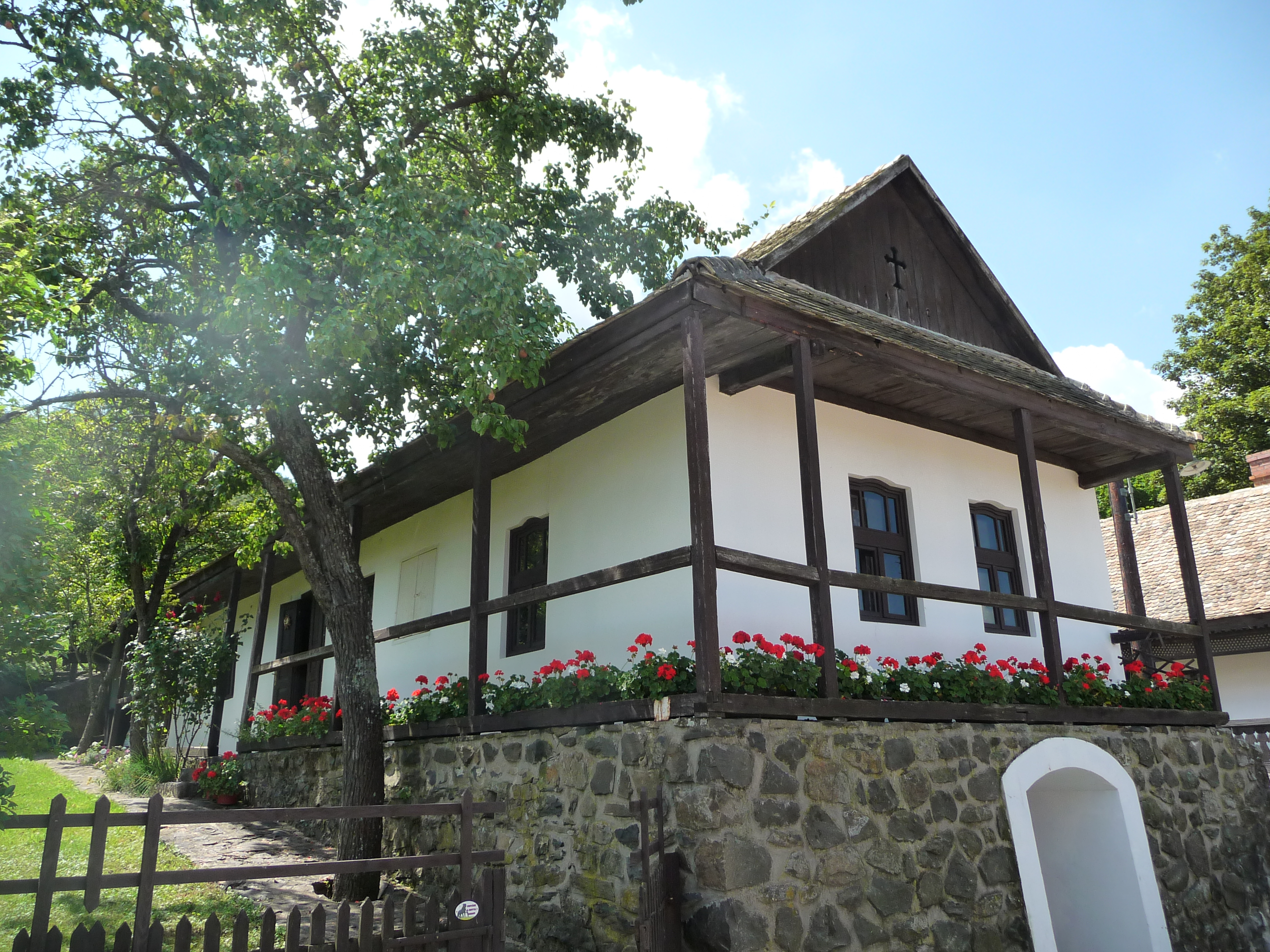
Kossuth út 106.

A népi jellegű, kő lábazaton álló lakóházat 1867 előtt építették. Az 1909-es tűzvészben leégett, de újjáépítették. A fésűsen beépített telken az utcavonalon áll. Öt részre osztott, szoba–konyha–szoba–kamra–fészer elrendezéssel. Az utca és az udvar felé faoszlopos, korlátrúddal készült tornác övezi. Csonkakontyos, cseréppel fedett, a falakat fehérre meszelték.

### Kossuth út 107.

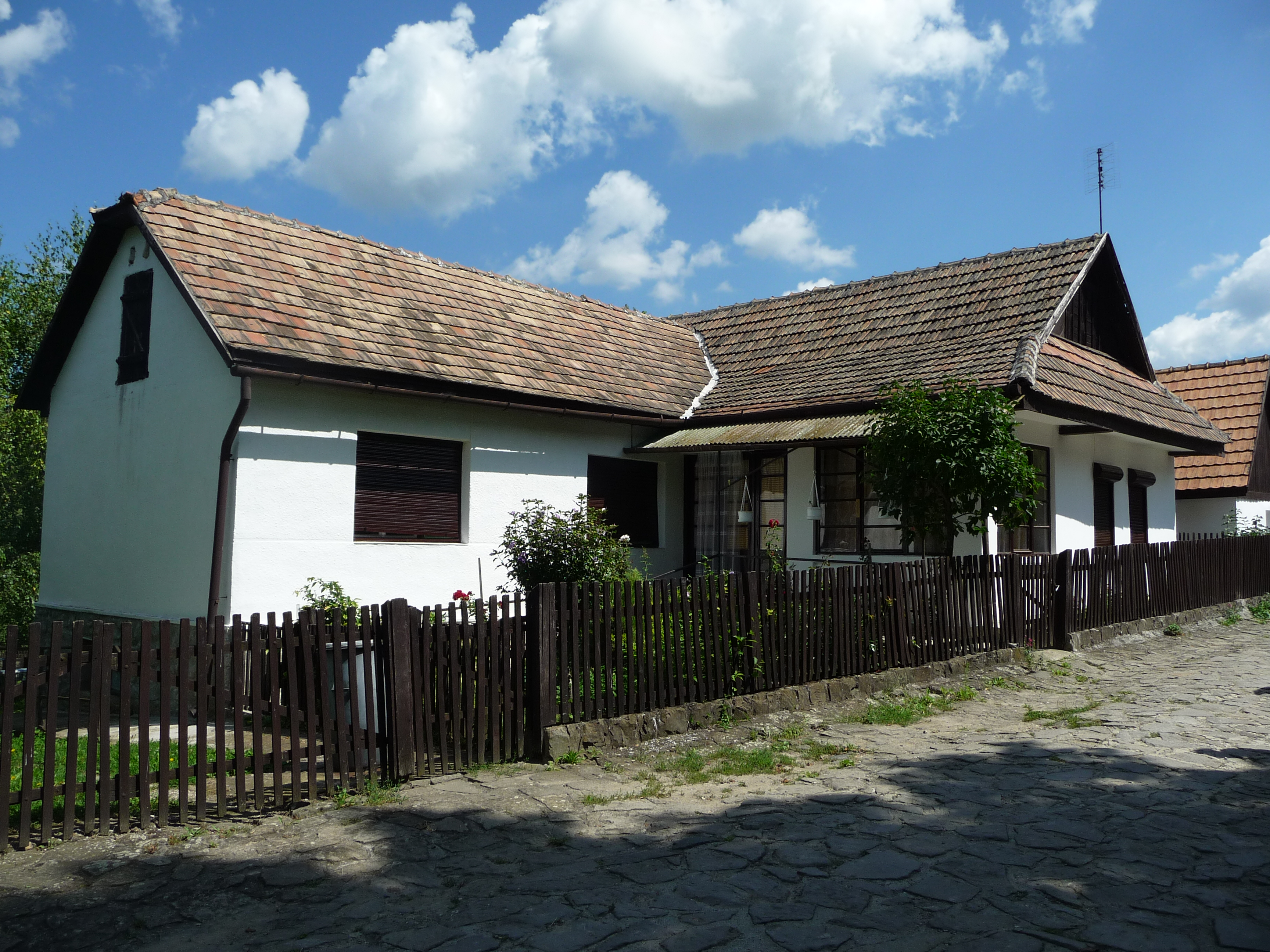
Kossuth út 107.

- Egykori lakóház, falusi vendéglátó

### Kossuth út 108., hrsz.:26.
- Egykori lakóház

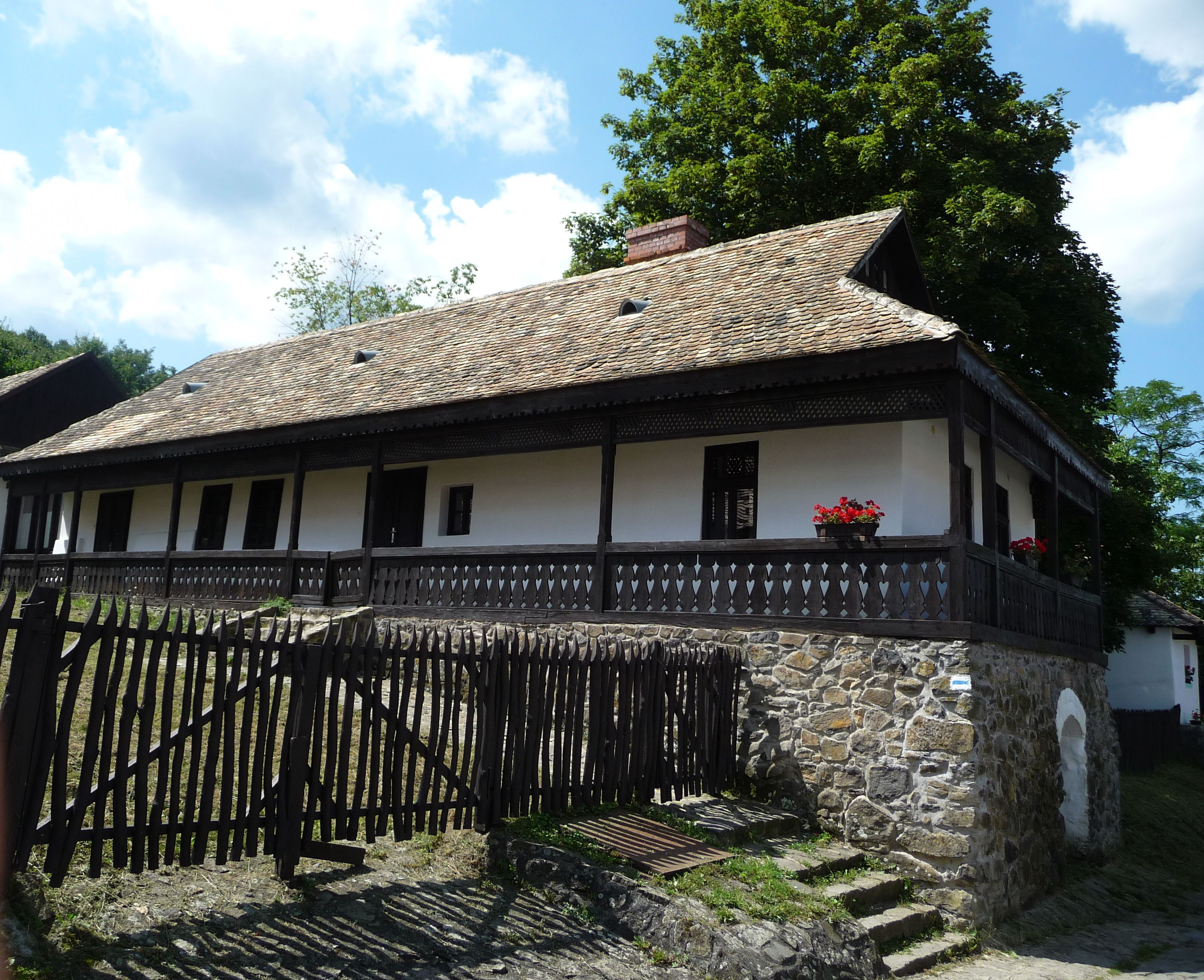
Kossuth út 108.

A népi jellegű lakóházat 1867 előtt építették. Az 1909-es tűzvészben leégett, de újjáépítették. A fésűsen beépített telken az utcavonalon, magas, az udvar felé alacsonyodó kő lábazaton áll. Négy részre osztott, eredetileg szoba–konyha–szoba–kamra elrendezéssel. Az utca és az udvar felé faoszlopos, áttörten faragott mellvédű tornác övezi. Teteje mindkét végén csonkakontyos, cseréppel fedett, a falakat fehérre meszelték.
Modern helyreállításkor eredeti elrendezését megváltoztatták, és a meglévő ház déli végénél csonkakontyos, meszelt falú, modern szárnyépületet emeltek. Ez az épületrész nyaktaggal csatlakozik az egykori lakóházhoz.

### Kossuth út 112., hrsz.:25.
- Lakóház

A népi jellegű  épületet az 1867-es kataszteri térkép nem jelöli, helyén akkor még veteményeskert volt. Azt sem lehet tudni, hogy 1909-es nagy tűzvész idején állt-e már. A fésűsen beépített telken az utcavonaltól kissé hátrébb, kő lábazaton áll. Eredetileg több helyiség volt benne; a mai hármas osztás (szoba–konyha–fásszín elrendezéssel) bontás, majd visszaállítás eredményeként alakult ki. Az utca és az udvar felé oszlop nélküli tornác övezi. Csonkakontyos, cseréppel fedett, a falakat fehérre meszelték.

### Kossuth út 114., hrsz.:22.
- Lakóház

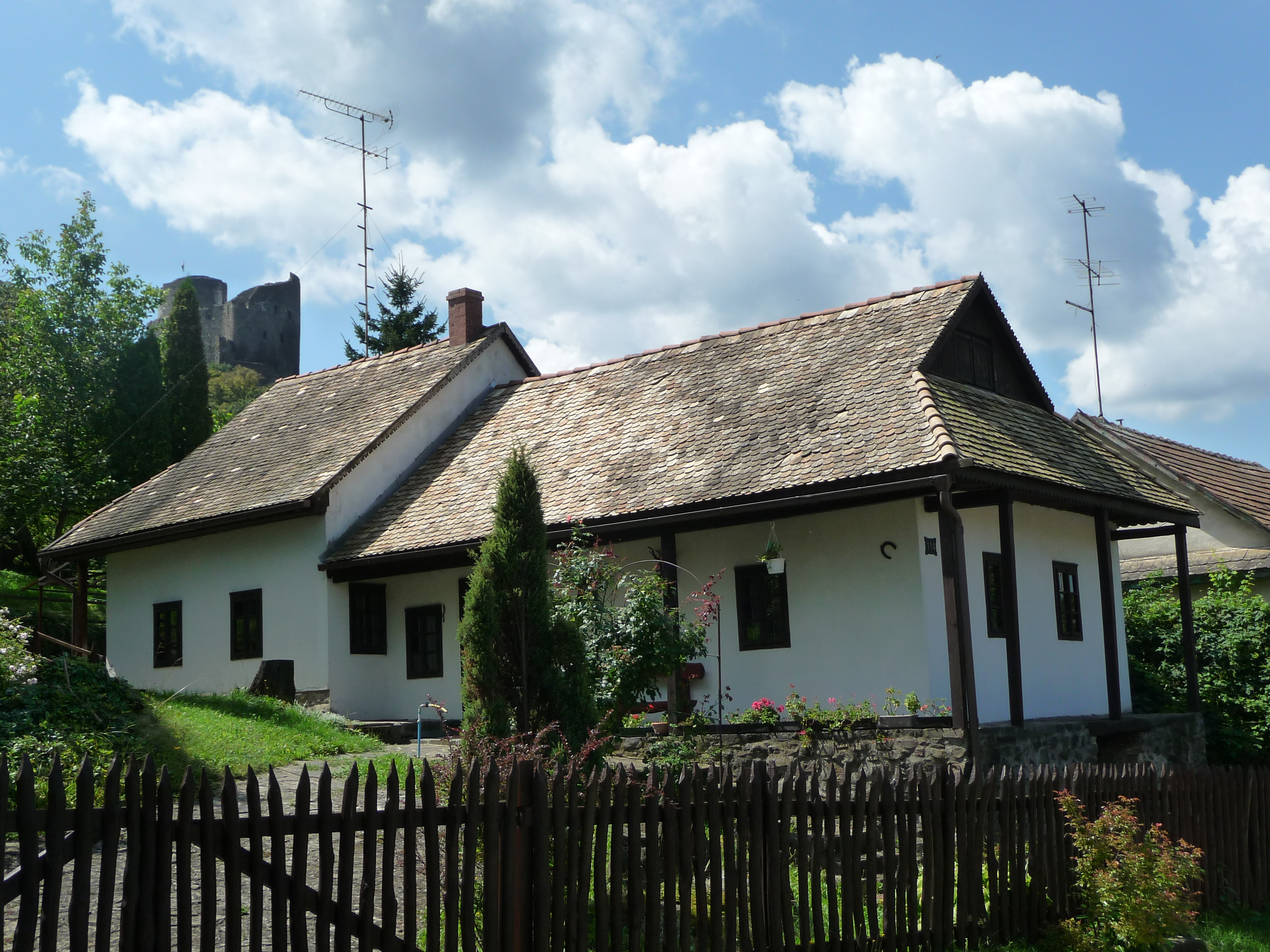
Kossuth út 114.

A népi jellegű, kő lábazaton álló lakóházat az 1867-es kataszteri térkép még nem jelöli, építésének időpontja ismeretlen. A fésűsen beépített telken az utcavonalon áll. Három részre osztott, szoba–konyha–kamra elrendezéssel. Az utca és az udvar felé faoszlopos, mellvéd nélküli tornác övezi; a tornác végében nyári konyhával. Csonkakontyos, cseréppel fedett, a falakat fehérre meszelték. Udvarában faszerkezetű, zsilipelt hidas látható.

### Petőfi utca 1., hrsz.:398
- Lakóház, műemlék jellegű

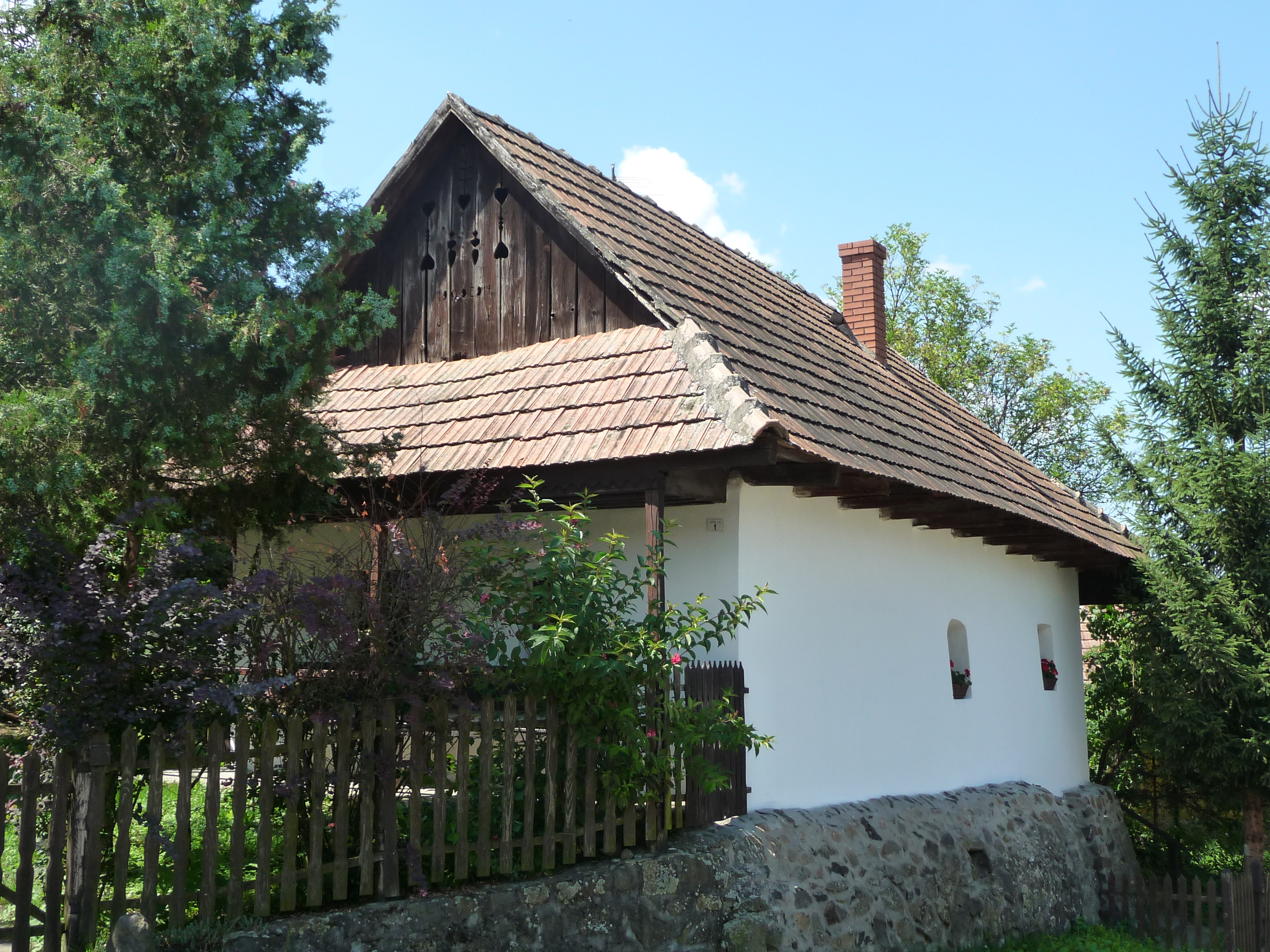
Petőfi utca 1.

A népi jellegű, az utcavonalon, azzal párhuzamosan elhelyezkedő épület 1867 után épült, majd az 1909-es tűzvész után újjáépítették. Kétosztatú, szoba–konyha elrendezéssel. Utcai fala durván rakott, ívelt kő lábazaton áll, az utcák elágazása felé néző fala előtt faoszlopos, sárral tapasztott tornáccal. Teteje csonkakontyos, cseréppel fedett, a falait fehérre meszelték.
A pajta kertjének beépítése után itt rendezték a bálokat.

### Petőfi utca 2., hrsz.:370.
- Egykori lakóház, ma múzeum

A népi jellegű, kő lábazatos házat az 1920-as évek elején építették. A fésűsen beépített telken az utca vonalától kis előkert választja el. Négy részre osztott, szoba–konyha–kamra–műhely elrendezéssel – a műhelyt később toldották az épülethez. Teteje csonkakontyos, cseréppel fedett, a falait fehérre meszelték. Az előkertet gondosan faragott léckerítés veszi körül.
Az épületegyüttes két látnivalója az erdészeti múzeum és Kelemen Ferenc fafaragó mester kiállítása.

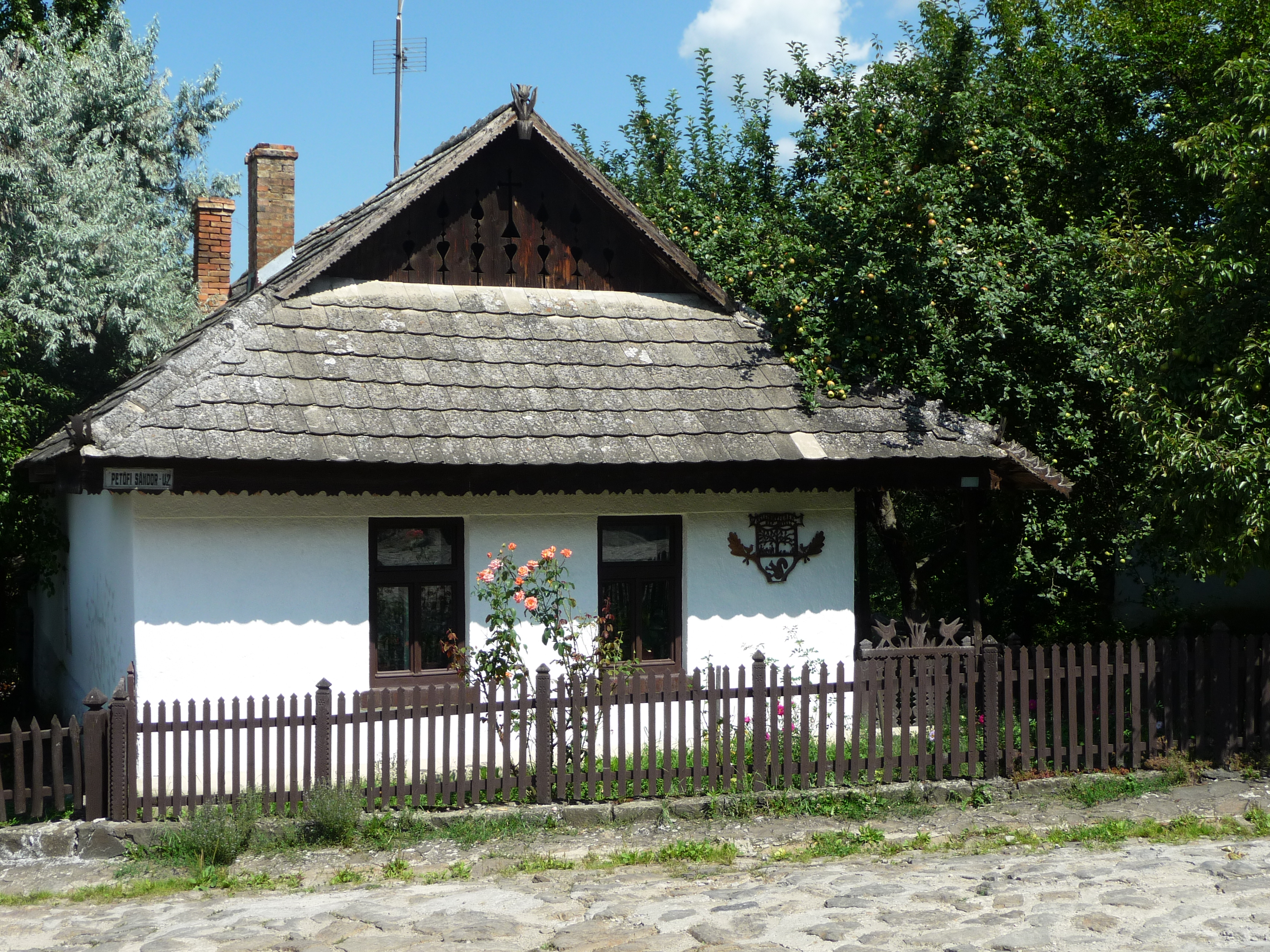
Petőfi utca 2.
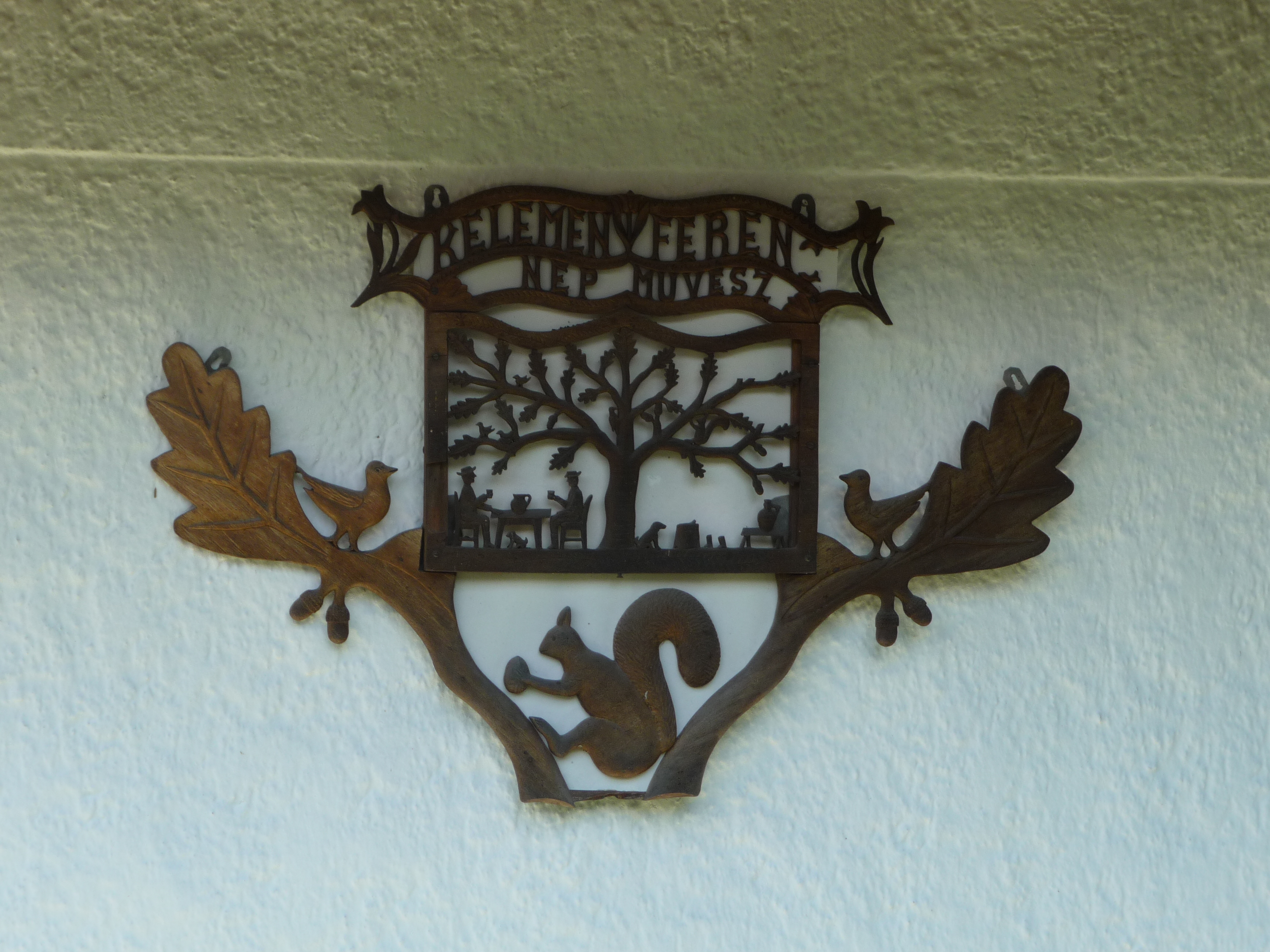
Kelemen Ferenc cégére
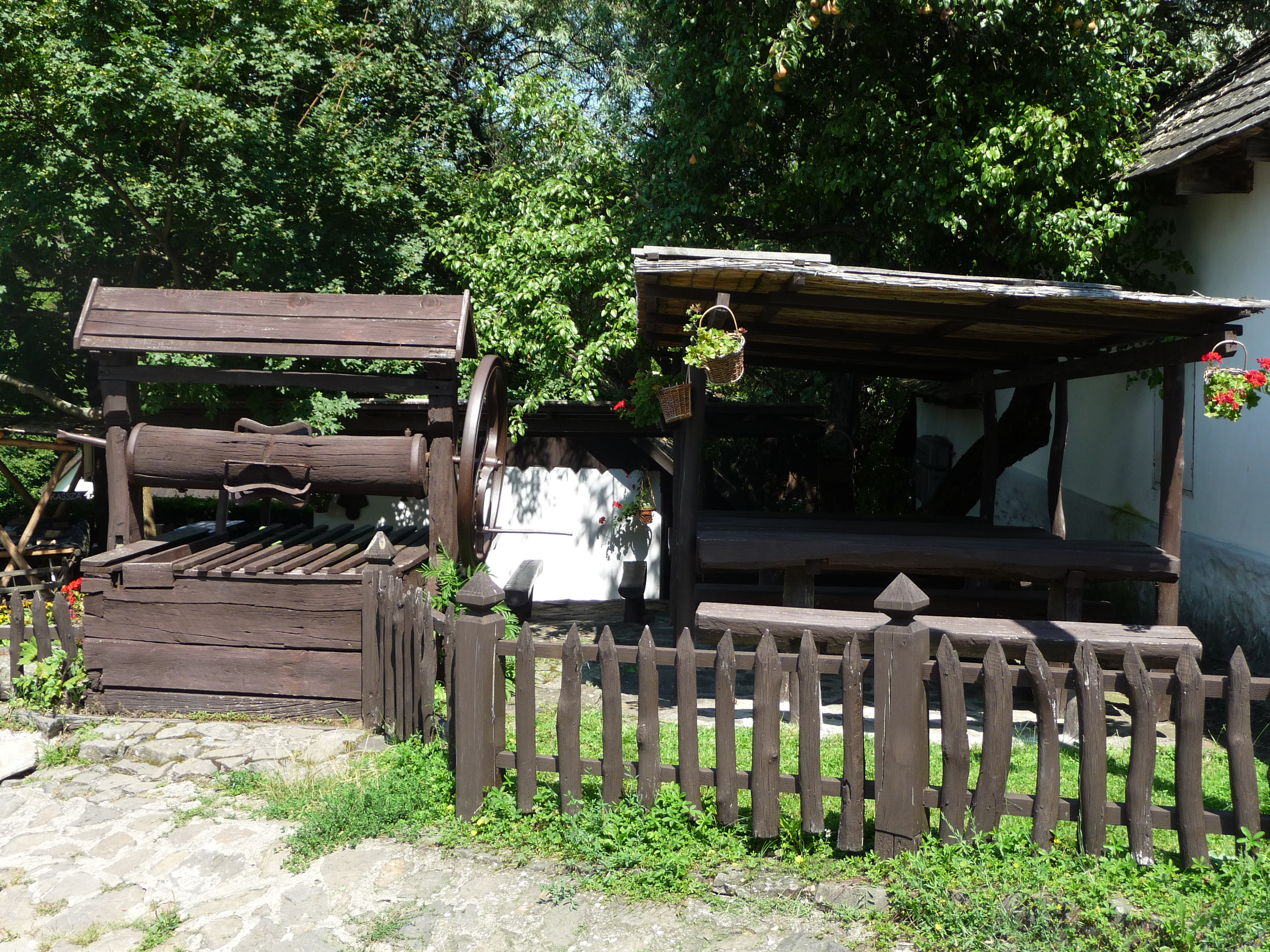
Petőfi utca 2. udvara
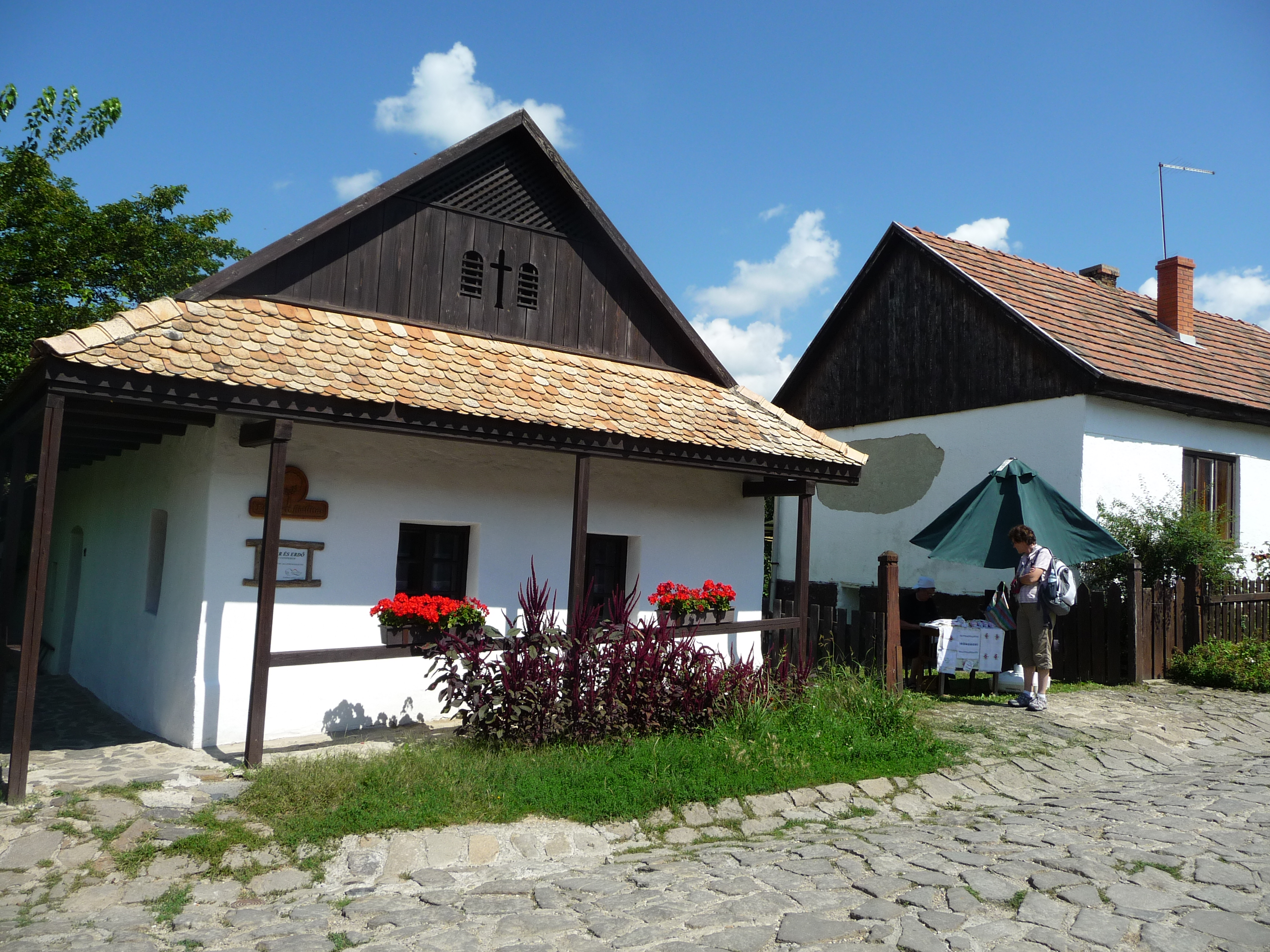
Az Ember és erdő bemutatóterem bejárata

### Petőfi utca 4.

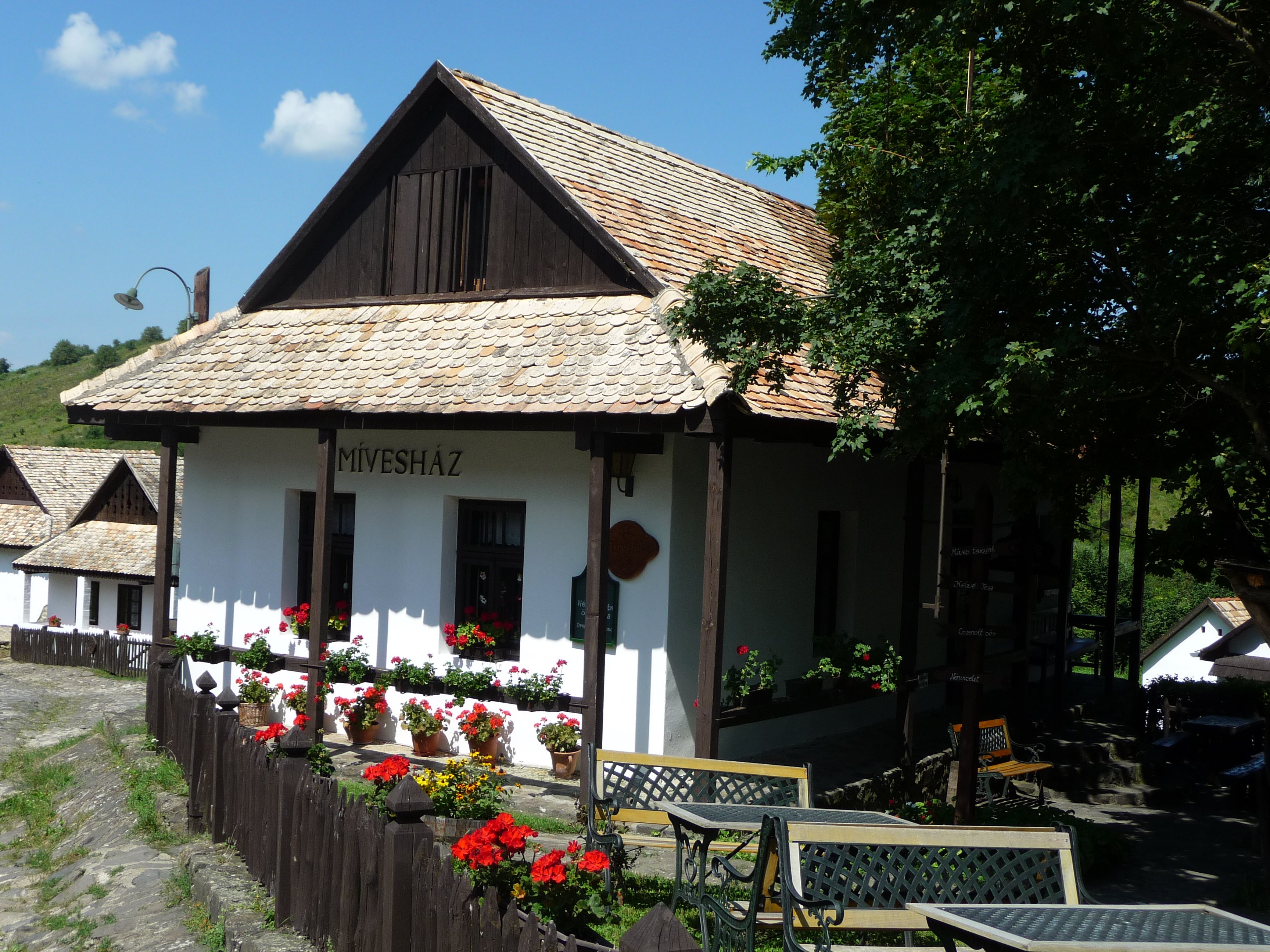
Mívesház

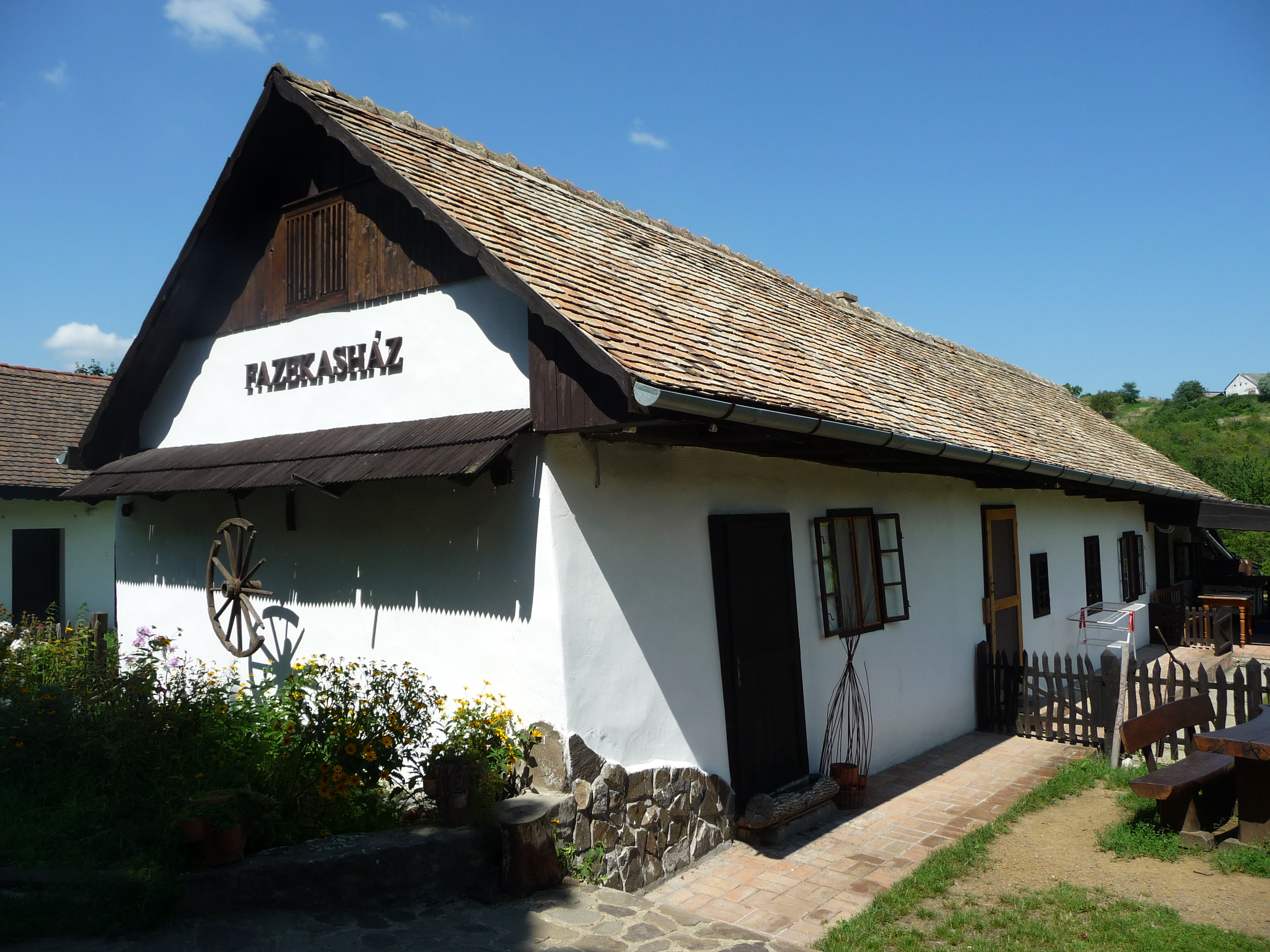
Fazekasház

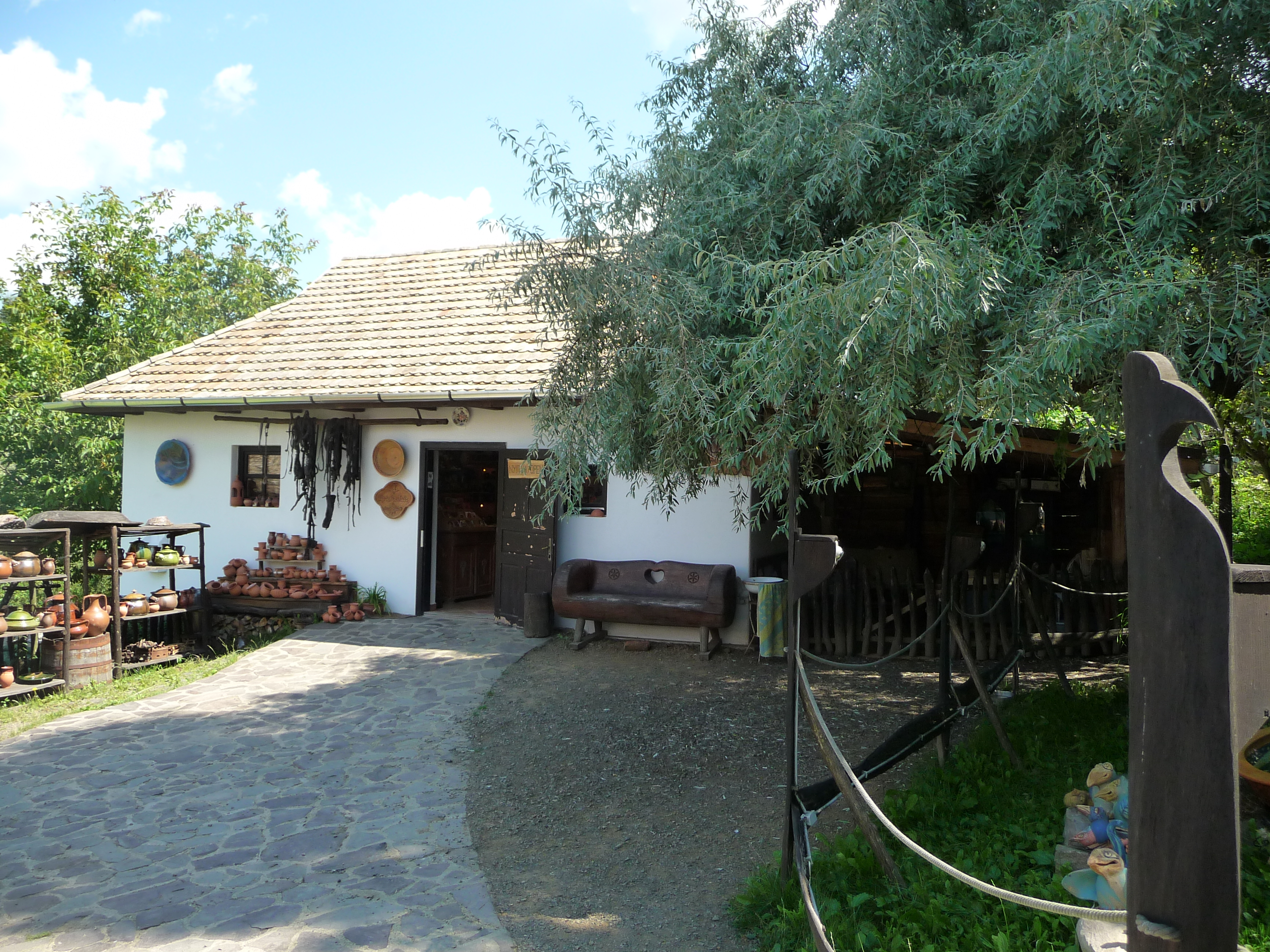
A Fazekasház boltja

- Egykori lakóház, falusi vendéglátó hely.

Családi vállalkozás Mívesház néven, népies programokkal és tájjellegű ételekkel.
A telken álló másik épület a Fazekasház nevet kapta; ebben több, régi népi mesterséget:
- mézeskalács díszítés,
- csuhézás,
- nemezelés

mutatnak be, a legrészletesebben (amint erre az épület neve is utal), a
- fazekasságot, az agyag előkészítésétől a készre égetésig.[4]

A boltban magyar fazekas mesterek és iparművészek alkotásait árulják.

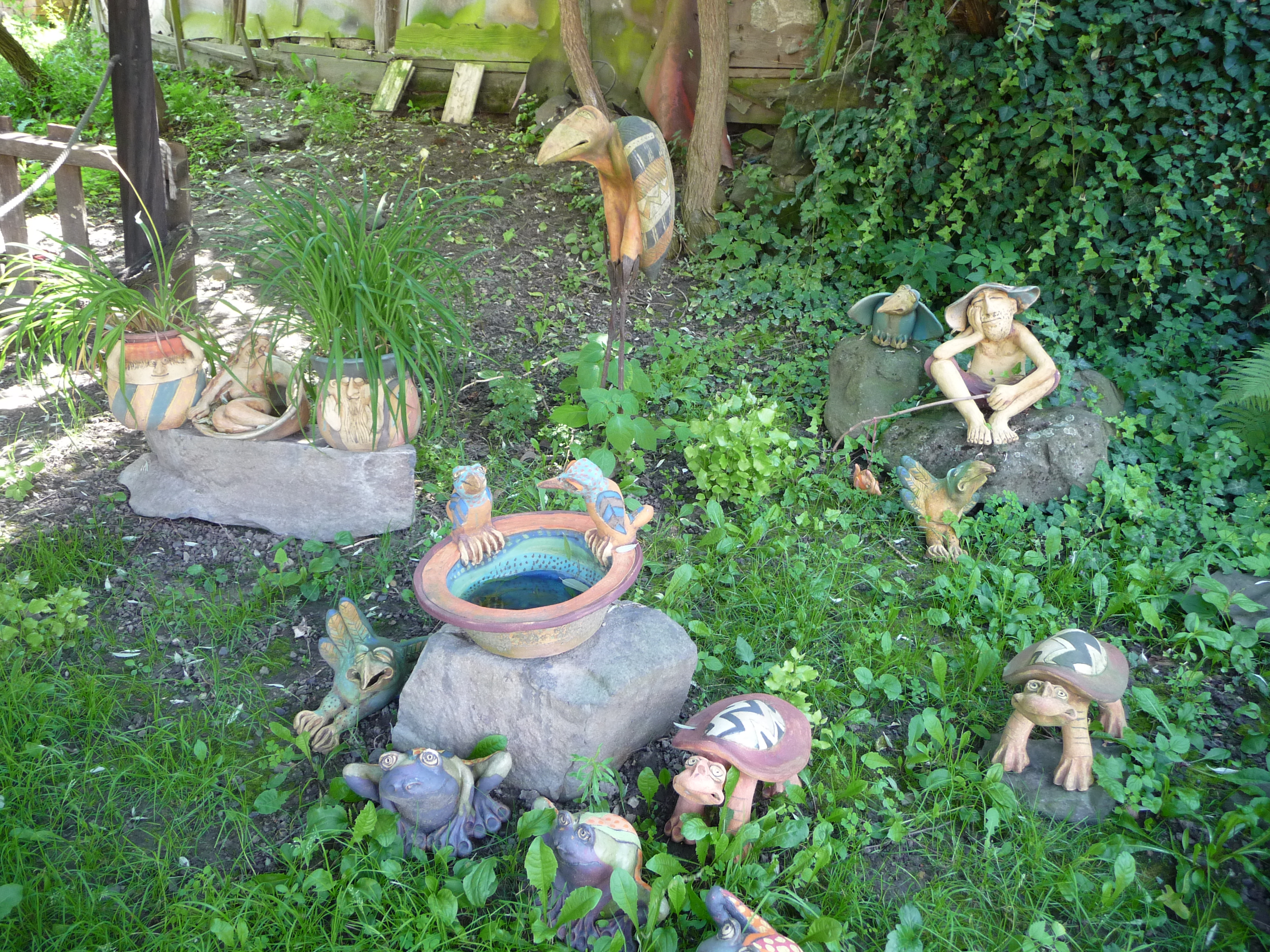
Mókás cserépfigurák
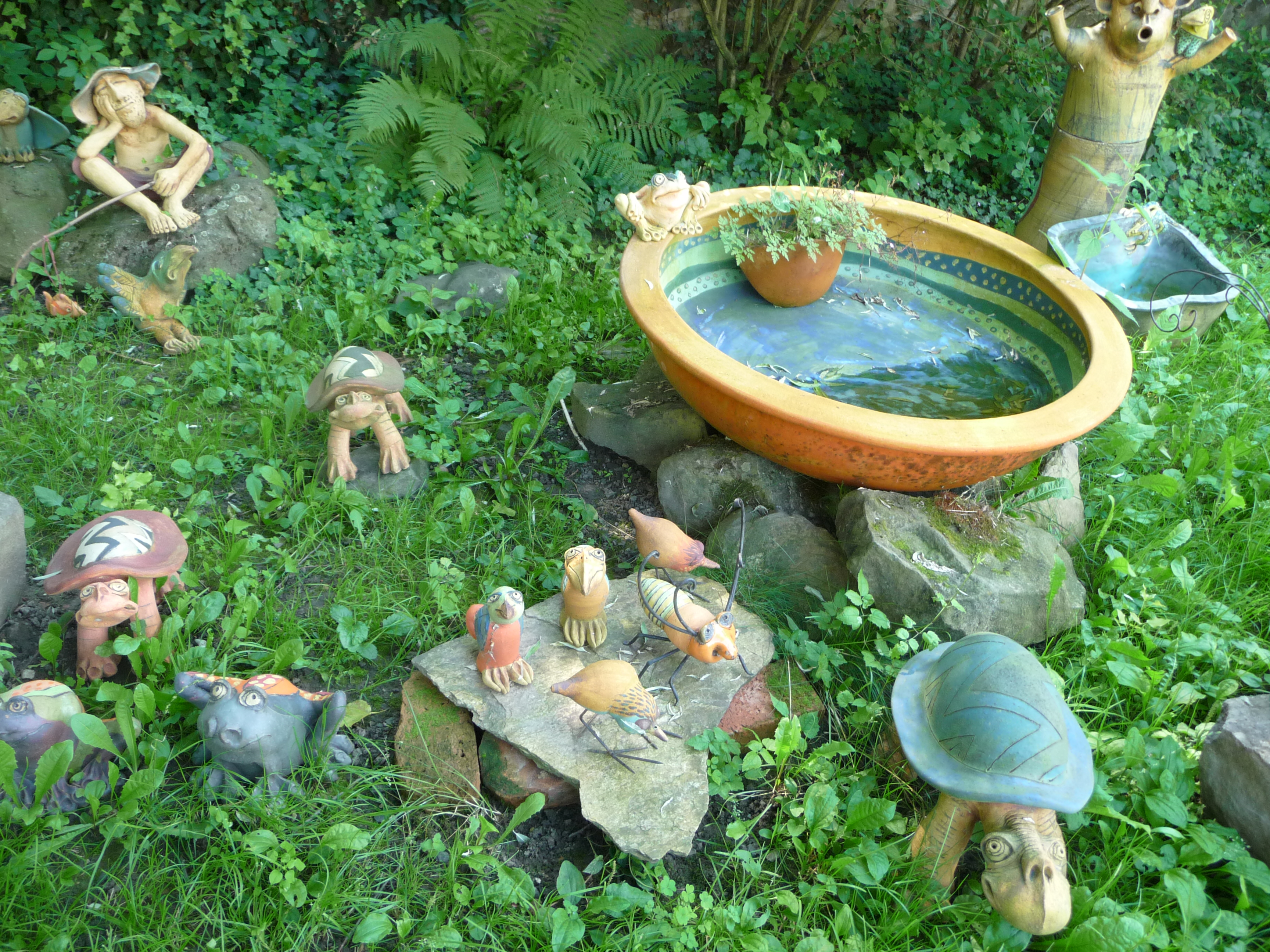
a Fazekasház
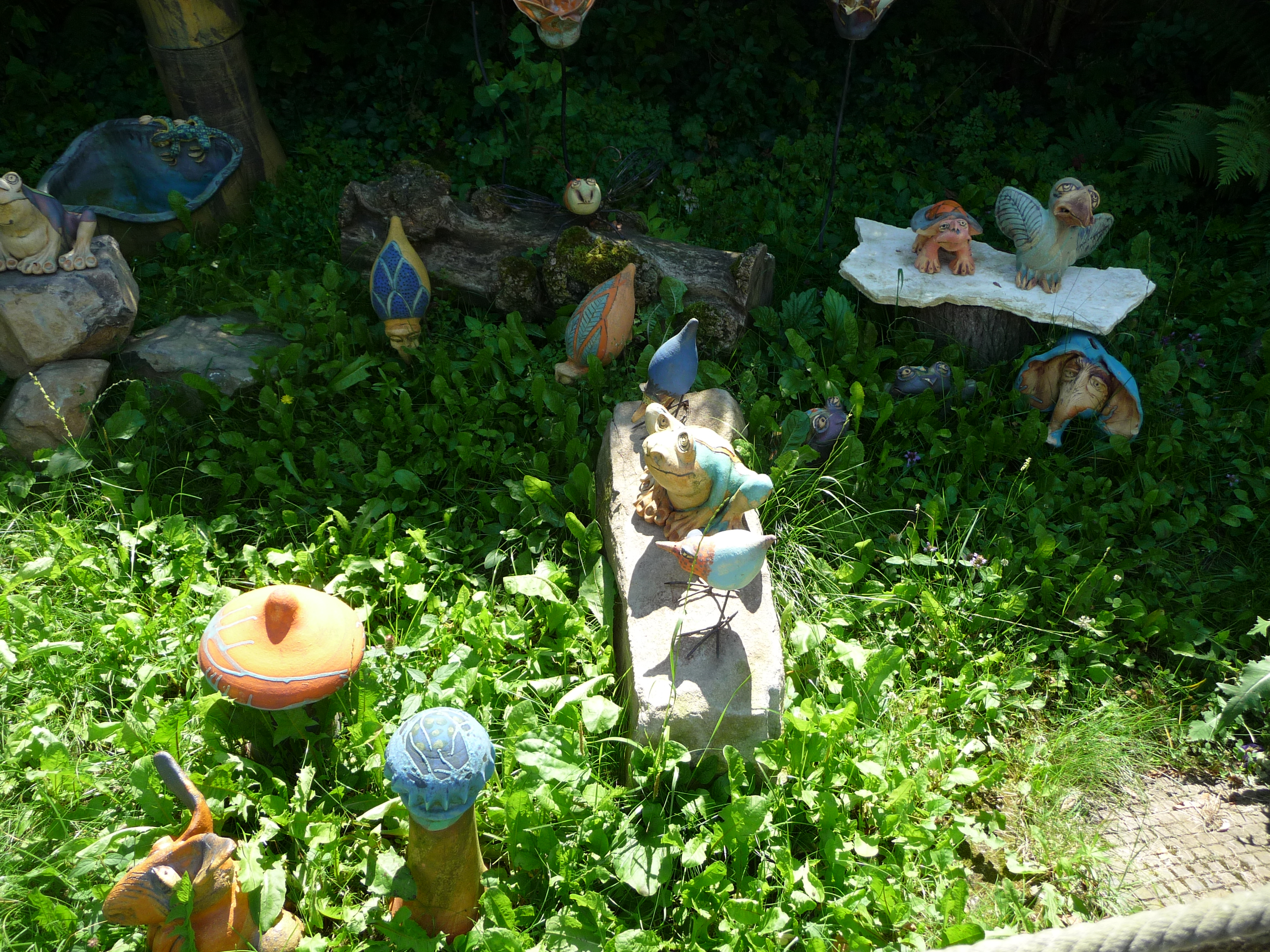
és boltja
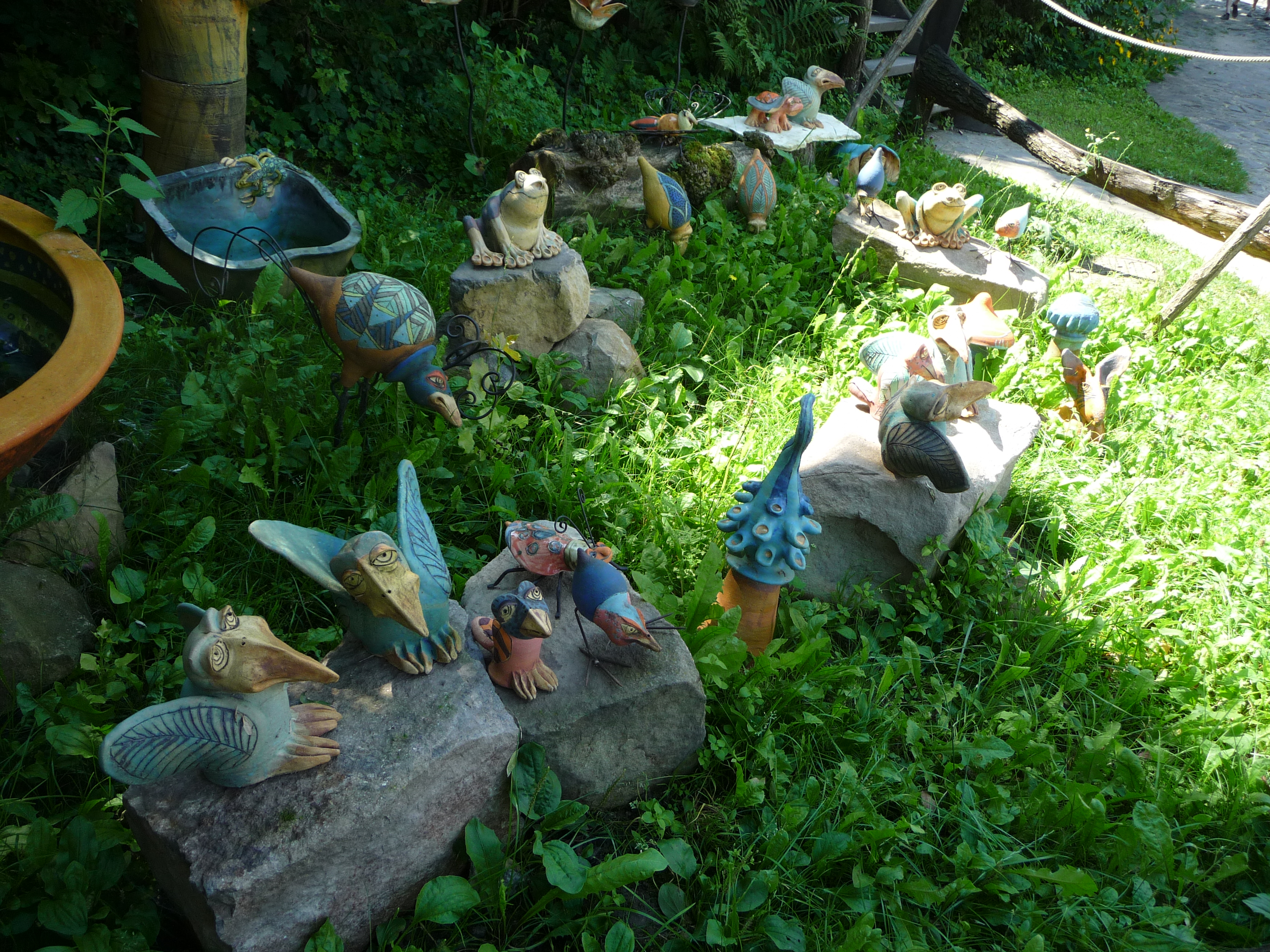
között

### Petőfi utca 7., hrsz.:407.
- Egykori lakóház, műemlék jellegű. Kiemelten védett, egyedi hangulatú ház palóc bútorokkal.

A népi jellegű lakóházat az 1867-es kataszteri térkép még nem ábrázolja. 1909-ben leégett, majd helyreállították. A fésűsen beépített telken az utca vonalán áll. Két részre osztott, eredetileg szoba–kamra elrendezéssel. Alacsonyabb, előreugró kő lábazaton áll, az udvari fal előtt keskeny, oszlop nélküli tornácot alakítottak ki. Teteje mindkét végén csonkakontyos, cseréppel fedett, falai meszeltek. Födéme gerendás.
Az épületet 1977-ben az Idegenforgalmi Hivatal vásárolta meg, és a helyreállítás után 1981-ben itt rendezték be a hivatal hollókői irodáját.

### Petőfi utca 8., hrsz.:374.
- Egykori lakóház

A népi jellegű épületet 1867 előtt emelték, majd az 1909-es tűzvész után újjáépítették. Nyári konyhája 1867-ben még nem volt meg. Az utca vonalánál beljebb, arra merőlegesen áll. Eredetileg négyrészes volt, szoba–konyha–kamra–istálló elrendezéssel. Teteje mindkét végén csonkakontyos, cseréppel fedett, falai meszeltek. Födéme gerendás.
1968-ban itt rendezték be az Idegenforgalmi Hivatal 9 személyes turistaszállóját. Az utcára néző ablakai a községi bálok és táncmulatságok helyiségére, a Petőfi u. 1. utcára nyíló pincebejáratára nyílnak.

### Petőfi utca 10., hrsz.:375.
- Lakóház

A népi jellegű lakóházat valamikor 1867 előtt emelték. Az 1909-es tűzvészben leégett, 1909–10-ben újjáépítették. A fésűsen beépített telken az utca vonalától kis előkert választja el. Négy részre osztott, szoba–konyha–konyha–szoba elrendezéssel. Északi vége magasabb kő lábazaton áll. Utcai és udvari homlokzatát tornác keríti, ennek déli felét nyers téglapillérekkel és mellvéddel, északi részét faoszloppal és lécmellvéddel alakították ki. Teteje mindkét végén csonkakontyos, cseréppel fedett, a falait fehérre meszelték.
Korábban volt melléképülete is, ami a 8-as számú ház mellett, azzal párhuzamosan állt. Ezt az 1867-es, 1931-es és az 1962-es kataszteri térkép is ábrázolja – valamikor 1962 után elbontották.

### Petőfi utca 12., hrsz.:370
- Lakóház

A népi jellegű, kő lábazatos házat valamikor 1867 előtt építették. Az 1909-es tűzvészben leégett, 1909–10-ben újjáépítették. A fésűsen beépített telken az utca vonalától kis előkert választja el. Négy részre osztott, szoba–konyha–szoba–istálló elrendezéssel, a lakórész udvara felől nyerstéglapilléres, mellvédes tornáccal. Teteje mindkét végén csonkakontyos.
A lakórész mindkét végén csonkakontyos, Az épülettől keletre, a telekhatárral párhuzamosan eredetileg egyrészes, később keskenyebb nyári konyhával megtoldott melléképület áll ugyancsak kő lábazaton. Az udvar felé erősen kiugrik, lépcső vezet fel rá. Teteje mindkét végén csonkakontyos. A nyári konyha mellett nyíló pincéje boltozott.
Mindkét épületet cserép fedi, falaikat fehérre meszelték.

### Petőfi utca 20., hrsz.:38.
- Egykori lakóház

A népi jellegű épületet 1867 előtt emelték, majd az 1909-es tűzvész után újjáépítették. Az utca vonalától vonaltól 25 méterre, kő lábazaton álló, arra merőleges épület háromosztatú, eredetileg kamra–konyha–szoba elrendezéssel. A lábazat északkeleti sarkába feltehetőleg a várból származó kváderköveket építettek be. Teteje a ház udvari végén csonkakontyos.
A háztól északra lévő melléképület két részre osztott: kocsiszín és istálló. Mindkét épület cseréppel fedett, falaik meszeltek.
A telek harmadik épülete a Petőfi u. 16-os lakóház északi végében áll. Két két részre osztott, eredetileg kocsiszín–istálló elrendezéssel. Fala mészkő, teteje egyszerű, kontyolt nyeregtető.

### Petőfi utca 22., hrsz.:383.
- Egykori lakóház

A népi jellegű lakóházat az 1867 előtti, a tűzvészben leégett épület maradványainak felhasználásával 1909-ben emelték. A fésűsen beépített telken az utca vonalára merőlegesen álló lakóházat attól kis előkert választja el. Eredetileg öt részre osztották, szoba–konyha–kamra–konyha–szoba elrendezéssel – ezek közül a két utolsót 1958-ban elbontották. A hollókői házaknál szokatlan módon mind a négy oldalán tornác szélességű kő lábazat veszi körül. Cseréppel fedett teteje csonkakontyos, falai meszeltek.
Palóc bútorokkal bútorokkal berendezett családi üdülőház.

### Petőfi utca 26., hrsz.:387.
- Lakóház

A népi jellegű lakóház 1909-ben leégett, a tűzvész után újjáépítették. A hátsó teleksoron, kő lábazaton álló, az utca vonalával párhuzamos, L alakú lakóházat négy részre osztották, szoba–konyha–szoba–kamra elrendezéssel. A modern kori helyreállítás előtt nyers téglapillérrel, faragott deszkamellvéddel ellátott, csipkézett széldeszkával lezárt tornáca volt. Mindkét épületszárny alápincézett; csonkakontyos tetejüket cserép fedi. A födéme gerendás, a falakat fehérre meszelték.
A ház udvarán még áll a korábban lebontott 24-es számú lakóház istállója és egy sütőkemence.

### Petőfi utca 28., hrsz.:391.
- Lakóház

A népi jellegű, kő lábazaton álló lakóház a jelenleginél 2 méterrel rövidebb eredetije valamikor 1867 előtt épült. Az 1909-es tűzvészben leégett épület, de még az évben helyreállították. A fésűsen beépített telken az utca vonalára merőlegesen álló lakóházat attól kis előkert választja el. Négy részre osztották, szoba–konyha–szoba–kamra elrendezéssel. Utcai és udvari fala elé faoszlopos tornácot építettek. Cseréppel fedett teteje mindkét végén csonkakontyos, falai meszeltek.

### Petőfi utca 30., hrsz.:392.
- Egykori lakóház

A népi jellegű, kő lábazaton álló lakóház valamikor 1867 előtt épült. Az 1909-es tűzvészben leégett épület, de még az évben helyreállították. A fésűsen beépített telken az utca vonalán, arra merőlegesen áll. Öt részre osztották, eredetileg szoba–konyha–szoba–kamra–kamra elrendezéssel. A modern kori helyreállítók ezt a felosztást megtartották, az egyes helyisége új rendeltetését  (előtér–mosdó–zuhanyzó–lépcsőfeljárat–tetőtéri hálóhelyiség) ennek megfelelően  alakították ki. Az utcai és részben az udvari fala előtt is faoszloppal áttört faragású, deszkamellvéddel kialakított tornác áll. Cseréppel fedett teteje végén csonkakontyos, falai meszeltek. Korábban lebontott istállójának falmaradványain szalonnasütő helyeket alakítottak ki. Udvará nyári konyha áll épített tűzhellyel.
Üdülőház.

### Petőfi utca 32., hrsz.:394.
- Egykori lakóház

A népi jellegű, kő lábazaton álló lakóház elődje 1867-ben még a telek nyugati határvonala mellett állt; sorsa ismeretlen. A mai épület elődje 1909-ben valószínűleg leégett, de helyreállították. A fésűsen beépített telken az utca vonalára merőlegesen álló lakóházat attól kis előkert választja el. Nyolc részre osztották, szoba–konyha–szoba–kamra–istálló–kamra–konyha–szoba elrendezéssel. Két épületrészből áll; az alacsonyabb területen épült északi házrész keskenyebb. A hátsó épület előtt oszlop nélküli tornác áll. Cseréppel fedett teteje csonkakontyos, falai meszeltek.